# Dieudonné
Dieudonné MBala MBala, ou Dieudonné, né le 11 février 1966 à Fontenay-aux-Roses, est un humoriste, acteur et militant politique français.
Il se fait d'abord connaître dans les années 1990, en formant, avec Élie Semoun, le duo comique Élie et Dieudonné. Il se produit ensuite en solo, tout en menant une carrière au cinéma.
Parallèlement, il s'engage en politique à la fin des années 1990. Il s'attache dès lors à faire transparaître son militantisme dans ses one-man-shows. Alors qu’il est initialement marqué à gauche, plusieurs de ses déclarations lui valent ses premières accusations d'antisémitisme et déclenchent de vives polémiques. Progressivement marginalisé au sein des milieux du spectacle, il se rapproche du « national-socialiste français » Alain Soral, ainsi que du Front national, qu'il avait auparavant combattu, et plus largement de l'extrême droite. Il fréquente même les milieux négationnistes, faisant notamment monter sur scène Robert Faurisson lors de l'un de ses spectacles. Entre 2013 et 2014, l'un de ses one-man-shows est l'occasion d'un bras de fer particulièrement médiatisé avec le gouvernement français ; finalement, une ordonnance du Conseil d'État valide l'interdiction du spectacle.
Dans les années 2010, Dieudonné est considéré, par l'essentiel des médias, de la classe politique française et des politologues, comme un militant antisémite. Divers auteurs voient notamment en lui un représentant du nouvel antisémitisme; lui-même se présente comme « antisioniste » et « antisystème ». Il continue d'être soutenu par un public à la composition hétéroclite.
À plusieurs reprises, il est condamné par les justices française, suisse, belge et canadienne, notamment pour « provocation à la discrimination, à la haine ou à la violence raciale ou religieuse », diffamation, injure raciste, négationnisme et apologie du terrorisme.

## Biographie

### Jeunesse
Dieudonné naît en 1966 d'une union entre Dieudonné Mbala Mbala, expert-comptable camerounais originaire du village d'Olama et de l'ethnie ewondo[réf. nécessaire], et Josiane Grué, sociologue française originaire de Bretagne. Baptisé, ayant effectué sa communion et été élevé dans une école catholique, il grandit en banlieue parisienne, dans les Hauts-de-Seine puis dans l'Essonne. Il habite successivement à Antony, Bagneux et Verrières-le-Buisson,,,,, dans un milieu qu'il qualifie de « populaire, plutôt de gauche ».
Dieudonné passe sa jeunesse au sein d'une famille plutôt sympathisante de gauche, qualifiant ses parents d'« intellectuels » et « d'éternels étudiants », vivant « au milieu des livres », ce qui l'amène à penser qu'il était « privilégié » « par rapport à [ses] copains de banlieue ». Sorti du lycée Lakanal de Sceaux et du lycée Michelet de Vanves sans diplôme, il commence à travailler comme commercial polyvalent. Lui-même décrit ses débuts dans la vie active en ces termes : « Six mois dans chaque boîte, pas plus. Juste ce qu'il faut pour toucher les Assedic. » Durant ses périodes de chômage, il s'essaie à l'écriture de sketches comiques,.

### Premières années de sa carrière d'humoriste

#### Duo avec Élie Semoun
Dieudonné fait ses débuts sur scène dans des cafés-théâtres, où il se produit avec Élie Semoun, un ami qu'il a rencontré en terminale. En 1991, une participation à une « scène ouverte » au Café de la Gare leur permet de se faire remarquer. Dans les années 1990, le duo Élie et Dieudonné accède rapidement à la notoriété, notamment grâce à ses passages à la télévision en 1992. Les deux partenaires, l'un petit et juif, l'autre grand et noir, jouent à la fois sur le contraste entre leurs physiques et sur l'auto-dérision, qu'il s'agisse de plaisanter sur leurs propres origines ou sur les tensions entre communautés, notamment dans des sketchs mettant en scène « Cohen », interprété par Élie, et « Bokassa », interprété par Dieudonné,,. Élie et Dieudonné apparaissent comme un duo comique antiraciste, ayant pour habitude de reprendre au second degré les discours et les attitudes racistes, comme les diverses intolérances, pour mieux les parodier et les dénoncer. Leurs spectacles, Élie et Dieudonné, mis en scène par Pascal Légitimus, puis Élie et Dieudonné en garde à vue, rencontrent d'importants succès publics.
Dieudonné crée en 1993 avec Élie Semoun la société Bonnie Productions ; l'essentiel du capital en est cependant détenu par Dieudonné et son frère. L'humoriste crée par la suite plusieurs autres sociétés de production et d'édition. Dieudonné assure la gérance du duo, et se montre de plus en plus pointilleux sur le plan professionnel, qu'il s'agisse des aspects financiers — exigeant qu'Élie et lui soient rémunérés pour se produire dans des émissions auxquelles, à leurs débuts, ils participaient gratuitement — ou du contenu artistique — il refuse par exemple d'interpréter une caricature d'Africain dans l'émission Coucou c'est nous !. Dieudonné acquiert ainsi dans les années 1990, dans les milieux du spectacle, une réputation de personne intransigeante, voire d'« emmerdeur ». En parallèle à son duo avec Élie Semoun, il travaille avec d'autres humoristes : en 1993, il met ainsi en scène le second seul-en-scène de Didier Bénureau.
En 1994, le duo remporte un franc succès en interprétant sur France 2 une émission spéciale, L'Avis des bêtes : une certaine idée de la France, pour laquelle la chaîne leur avait donné carte blanche. Ils y interprètent divers sketches, et partagent la vedette avec d'autres artistes comme Franck Dubosc, Dany Boon et Tom Novembre. La même année, Dieudonné apparaît dans le clip du titre Ça fait partie de mon passé de Fabe. C'est également en 1994 qu'il s'installe en Eure-et-Loir avec son épouse et ses enfants, à Saint-Lubin-de-la-Haye, dans une ferme qui sert également de lieu de travail aux permanents de sa société de production. Dieudonné utilise la ferme pour loger un collectif artistique informel, installer des studios et produire du spectacle vivant. Il acquiert également au Mesnil-Simon une demeure, qui devient ensuite son domicile principal et le siège de sa société,.

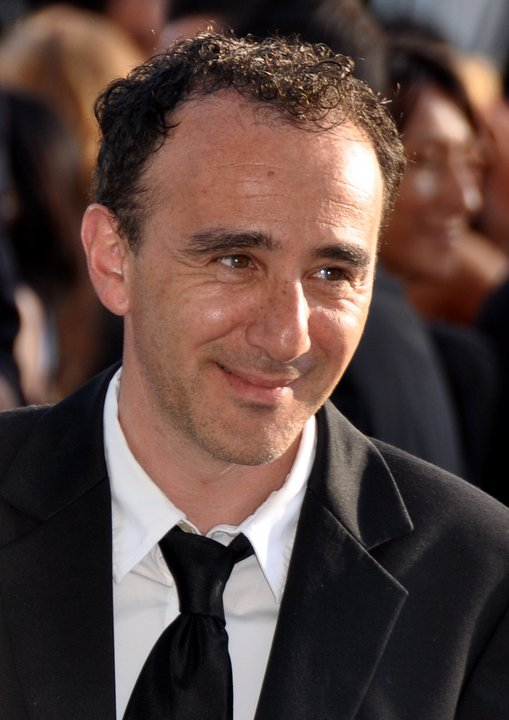
Élie Semoun forme jusqu'en 1997 avec Dieudonné le duo Élie et Dieudonné.

En 1995, Dieudonné interprète en solo un single, J'm'en cure le zen. Il sort l'année suivante Le chant du muet, recueil de poèmes et de chansons humoristiques. Il participe également aux activités des Enfoirés, en contribuant au spectacle Les Enfoirés à l'Opéra-Comique (1995). Dans le même temps, ses relations avec Élie Semoun se détériorent. Le fait que Dieudonné assure la gestion financière du duo finit par entraîner une brouille avec son partenaire ; en 1997, peu après le tournage du film Le Clone, premier et dernier long-métrage à mettre le duo en vedette, les deux compères se séparent. Dieudonné explique cette rupture par le fait qu'« Élie rêvait depuis toujours de faire du cinéma. Lorsque la situation s'est présentée, il a tout naturellement consacré son temps à cette nouvelle et difficile discipline. J'ai pour ma part continué une carrière sur scène ». Élie Semoun dénonce quant à lui l'attitude en affaires de Dieudonné, à qui il reproche d'être « un vendeur de bagnoles, totalement obnubilé par l'argent »,, et d'avoir réparti les revenus du duo de manière inéquitable.

#### Carrière en solo
En 1997, peu après la séparation du duo, Dieudonné interprète son premier spectacle en solo, Dieudonné tout seul, qui a pour thème un fait divers criminel raconté par divers témoins, chacun ayant sa propre version de l'histoire. La pièce bénéficie dans la presse française d'un accueil très positif, parfois même dithyrambique, certains chroniqueurs saluant en Dieudonné un comique « social », voire « intello ». Lui-même qualifie son spectacle de « très social » et « politique », le liant étroitement aux « problèmes qui [le] touchent » : « Ma situation financière s'est améliorée, mais je me sens toujours concerné par la galère des chômeurs, des jeunes de banlieue : ça me révolte. […] Je me sers de l'humour pour agir ». D'une manière générale, il qualifie ses one-man-shows de « point de vue humoristique sur le monde », et considère que « toute démarche artistique provient d'un engagement, d'une utopie », qu'il résume le concernant dans l'espoir « de voir un jour une société métissée, mélangée, où toutes les religions, toutes les cultures vont vivre en bonne harmonie ».
En 1998, Dieudonné participe à la chanson Je crois que ça va pas être possible, présente sur l'album Essence ordinaire du groupe Zebda. Il continue également d'investir dans des projets artistiques en Eure-et-Loir : en 1999, il achète la ferme de la Moufle à Vert-en-Drouais pour la transformer en plate-forme culturelle et accueillir des jeunes, notamment issus des cités populaires, dans « un endroit un peu roots ». Ce projet suscite une polémique locale et finalement n'aboutit pas. Le maire du village, qui avait soutenu le projet malgré l'opposition d'une partie des riverains, accuse par la suite l'humoriste de ne pas s'être sérieusement impliqué et de n'avoir cherché qu'à entretenir sa propre publicité,,. À partir de 1999, Dieudonné loue à Paris le théâtre de la Main d'Or, où il se produit régulièrement lui-même, tout en accueillant, produisant et mettant en scène des représentations d'autres artistes.
Au début des années 2000, Dieudonné écrit et interprète à intervalles réguliers des spectacles en solo qui lui valent une réputation d'humoriste talentueux, doué notamment pour la provocation et capable d'aborder des thèmes ambitieux. En 2001, son deuxième spectacle en solo, Pardon Judas, fait réapparaître en pleines fêtes du Jubilé l'apôtre réputé pour avoir facilité l'arrestation du Christ, et dépeint l'embarras de l'Église catholique et de la communauté scientifique à la suite de cet événement. C'est l'occasion pour lui de réhabiliter Judas, dont il se sent « plus proche […] que de l'Église de la chrétienté », et plus largement de traiter des religions monothéistes, auxquelles il réserve un traitement particulièrement critique ; il adresse notamment des piques féroces à l'islam, ainsi qu'à l'Église catholique, qu'il accuse d'être « guerrière, totalitaire, au service de l'aristocratie et de l'armée, tellement loin de la parole prophétique », et coupable d'avoir organisé la traite des Noirs. Ce spectacle lui vaut d'ailleurs des menaces. Néanmoins, il attaque bien moins les religions elles-mêmes que les institutions et les dogmes religieux, ainsi que les institutions agissant au nom de la religion, estimant que « si les prophètes — Jésus, Mahomet, Bouddha, Abraham et les autres — étaient là, ils seraient d'accord avec moi pour dire qu'il n'existe aucune frontière religieuse entre les hommes ». Il juge également que « les questions mystiques restent d'actualité. Il faut leur trouver des formules poétiques capables de combler certains doutes » ; ou encore que « la spiritualité appartient à tous, à l'infini, à l'éternité, c'est à nous de la gérer. Ce mot est chargé de sens et de signification. Je crois que la spiritualité peut-être beaucoup plus simple : elle peut se passer de mots. […] L'écrit a enfermé et tué le message ».
La Dépêche du Midi parle à l'époque du « phénomène Dieudonné », capable d'amuser comme de déranger, et qui « a une façon de passer les bornes qui rappelle le Charlie Hebdo de la première heure ». L'intéressé reconnaît volontiers qu'à ses yeux, « l'humour le plus efficace s'exprime souvent dans les situations les plus tragiques ». En mars 2003, il reçoit le Grand prix de l'humour noir, catégorie spectacle, pour Le Divorce de Patrick, dans lequel il met en scène son ami Patrick en pleine crise conjugale, mais également la réunion de briefing des terroristes des attentats du 11 septembre 2001, à travers laquelle il dénonce à nouveau le fanatisme religieux,.
Dieudonné continue en parallèle d'apparaître au cinéma, principalement dans des comédies. Il tient des seconds rôles importants dans Le Derrière, réalisé par Valérie Lemercier, puis Astérix et Obélix : Mission Cléopâtre, réalisé par Alain Chabat, et joue l'un des rôles principaux dans HS Hors Service, de Jean-Paul Lilienfeld. Il multiplie par ailleurs les collaborations artistiques, comme en 2000 un duo avec Gad Elmaleh dans un rap parodique intitulé J'ai la haine, ou des participations à des albums de musiciens comme La Brigade, Saïan Supa Crew, Tom Novembre, Oxmo Puccino ou Disiz,.
Revenant en 2014 sur la carrière de Dieudonné, Le Figaro juge que ce dernier, avant son évolution politique, a « peut-être été le meilleur » des humoristes français ; le journal cite en exemple son one-man-show de 2003, Le Divorce de Patrick, « un spectacle culte, drôle et méchant ». Dressant un bilan similaire, L'Express estime également que Dieudonné était « un des meilleurs comiques de sa génération, avant de basculer dans une autre dimension ».

### Débuts en politique

#### Premiers engagements
Dieudonné, qui dit n'avoir « jamais vraiment souffert » du racisme dans sa jeunesse, déclare avoir « commencé à militer à l'âge de 16 ans [en 1982], à l'époque des événements qui bouleversaient la Nouvelle-Calédonie. Je me suis senti très proche de la population kanak et de son combat pour la dignité et la liberté. À mon niveau, j'ai donc milité dans la rue, en bombant ici et là FLNKS ».
Il s'intéresse à nouveau à la politique en 1995, à l'occasion de l'affaire Ibrahim Ali. Sa rencontre avec les parents de ce jeune d'origine comorienne, tué par un militant du FN, est pour lui « comme un déclic », qui le pousse à prendre position contre l'extrême droite, un combat que son intérêt pour la cause kanak avait, d'après lui, préparé. Son installation près de Dreux, terre d'élection traditionnelle du FN, l'amène notamment à vouloir s'engager contre ce parti qu'il qualifie alors de « cancer », et analyse comme un facteur de « repli communautaire » et de « folie fascisante ».
Dieudonné lance une formation politique, le « Parti des utopistes ». Lors des législatives de 1997, il se porte candidat dans la deuxième circonscription d'Eure-et-Loir (Dreux et environs), pour s'opposer à Marie-France Stirbois, représentante locale du Front national. Dieudonné s'adresse presque exclusivement, durant sa campagne, aux jeunes des cités populaires, à qui il promet des stages sportifs et des projets culturels. Selon divers témoignages, Dieudonné mène à l'époque une campagne superficielle, sans local de permanence ni réelle présence sur le terrain, et semble essentiellement avoir voulu « apporter sa popularité » en se basant sur son aura auprès de la jeunesse locale. Il obtient 7,74 % des suffrages (3 145 voix),,,. Le combat de Dieudonné contre Marie-France Stirbois — qui est alors une personnalité très en vue du Front national — lui vaut d'être encensé par une partie de la gauche : Noël Mamère le rencontre et fait son éloge tandis que l'humoriste Marc Jolivet, proche des Verts, lui présente Daniel Cohn-Bendit. Parmi les autres humoristes, Guy Bedos fait part à l'époque de son admiration pour Dieudonné ; Édouard Baer, qui fait sa connaissance à l'époque, pense un temps monter avec lui un projet de film sur l'Afrique. Ayant fait l'objet d'attaques racistes, Dieudonné sollicite alors la LICRA.
Dieudonné revendique le sérieux de ses engagements, ce qui contraste avec son image de comique et surprend parfois les médias. Face à cette circonspection, il affirme que « l'idée du chacun à sa place ne peut plus être acceptée par les différentes minorités qui composent ce pays. Le Noir qui fait rire ou qui joue au football a le devoir d'utiliser son image médiatique afin de permettre à sa minorité de s'exprimer sur les graves injustices qu'elle subit depuis longtemps ». Il prend notamment position en faveur de la régularisation des sans-papiers et du droit de vote des immigrés, ainsi que du droit au logement, en soutenant le DAL, ponctuellement mais activement,. De même, il milite à l'occasion avec SOS Racisme, qu'il juge néanmoins trop proche du Parti socialiste. D'une manière générale, il se montre méfiant à l'égard « des dirigeants » et « du pouvoir », et appelle, face à un appareil politique « grippé », à « réinventer le rapport entre le pouvoir et le peuple ». En 1998, il est candidat aux élections régionales dans le Centre, à la tête de la liste divers gauche Les Utopistes. Il déclare à l'époque vouloir participer à faire barrage au Front national. Sa liste obtient 4,77 % des suffrages. En 1999, il participe, avec la romancière Calixthe Beyala, au collectif Égalité, qui contribue à lancer en France le débat sur la discrimination positive, les quotas de minorités, et la visibilité des personnes dites de couleur dans les médias. En 2000, il rejoint un collectif d'humoristes européens anti-Haider. La même année, il reçoit de l'ONU le titre honorifique d'« homme de bonne volonté dans sa lutte contre le racisme ». Lors des élections municipales de 2001, il envisage se présenter et reçoit le soutien de Daniel Cohn-Bendit, avant de renoncer et de soutenir dès le premier tour la gauche plurielle. Il apporte par ailleurs son soutien à la liste des Motivé-e-s à Toulouse.
Le 30 novembre 2000, il annonce son intention d'être le candidat des Utopistes à la présidentielle 2002. Dans le cadre de cette candidature, il propose les « Toits du cœur », sur le modèle des Restaurants du cœur de Coluche. Le 22 février 2001, l'indicateur Ifop pour L'Express le crédite de 4 % d'intentions de vote, à égalité avec François Bayrou. Parmi les autres candidats, seul Jean-Pierre Chevènement dit souhaiter qu'il aille jusqu'au bout car « il prend des suffrages à Mamère ». Sa démarche lui attire néanmoins la sympathie de Stéphane Pocrain, porte-parole des Verts, pour qui « le paysage politique français a besoin de trouble-fête. ‘Dieudo' est une des voix de la gauche critique ». En revanche, Daniel Cohn-Bendit juge qu'il est « inutile de tenter de faire un remake de Coluche en 1981 », et Jean-Luc Bennahmias, directeur de campagne des Verts, considère que Dieudonné « devient mauvais, très rancunier » lorsqu'il fait de la politique. Le comité de soutien de l'humoriste revendique les 500 parrainages nécessaires pour se présenter en février 2002, peu avant le début de son nouveau spectacle Cocorico ! lequel « retrace le parcours d'un clown qui se présente à l'élection présidentielle ». Cette coïncidence conduit le journaliste Didier Hassoux à le qualifier de « spectacle-meeting » et à s'interroger : « La pseudo-campagne électorale de l'artiste ne serait-elle qu'une vulgaire opération commerciale ? ». Dieudonné échoue finalement à recueillir les 500 parrainages.
Après sa candidature présidentielle avortée, il se présente aux législatives dans la huitième circonscription du Val-d'Oise — avec comme suppléante la chanteuse martiniquaise Joby Valente, vice-présidente du Collectif des Filles et Fils d'Africains Déportés (COFFAD) — face au député PS sortant, Dominique Strauss-Kahn. Il vise alors notamment l'électorat de la communauté afro-antillaise. Accusé de communautarisme, il réplique en renvoyant Dominique Strauss-Kahn « à son propre communautarisme » et en ajoutant : « Il a été ministre des Finances, mais j'aurais aussi aimé qu'il apporte une aide au peuple palestinien qui subit des humiliations terribles ». Durant sa campagne, il déclare également : « Je me défie de tout communautarisme, contrairement à DSK, qui soutient les intérêts d'Israël »,. Dieudonné revendique par ailleurs à cette occasion le soutien que lui apporte le Parti des musulmans de France. Il recueille finalement 2,18 % des suffrages,,.
Dans la première moitié des années 2000, Dieudonné semble essentiellement viser à fédérer, par son action politique, les différentes communautés noires de France : il attire autour de lui différentes associations et personnalités, notamment antillaises, qui voient en lui un porte-parole médiatique. Le parallélisme entre la traite négrière et la Shoah, l'entreprise d'extermination contre le peuple juif, tient une place importante dans le discours du COFFAD, qui fait alors partie du « noyau dur » de l'entourage de Dieudonné, et qui dénonce cette traite qu'il désigne par le néologisme de Yovodah, terme qui fait référence à la Shoah.

#### De 2000 à 2003: premiers propos polémiques

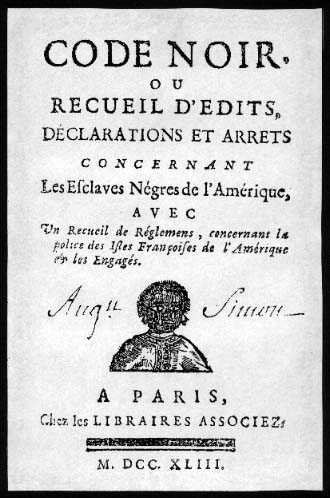
L'échec de son projet de film sur le Code noir est l'une des causes de la radicalisation politique de Dieudonné.

En 2000, Dieudonné projette de se lancer dans l'écriture et la réalisation d'un film sur l'histoire de la traite négrière, centré autour du Code noir. À la même époque, il commence à se rapprocher de certains mouvements noirs radicaux, notamment la Nation of Islam américaine qui tente alors de s'implanter en France. Dieudonné permet à l'aile française de la NOI d'organiser au théâtre de la Main d'Or un meeting, auquel assiste par ailleurs Kémi Séba, alors âgé de 18 ans,. Le 21 mars 2000, Dieudonné accorde à France-Soir un entretien dans lequel il déclare : « Les Noirs ne sont autorisés que dans quelques plages d'expression : le sport et l'humour… et on ne pourra jamais aller plus loin, avoir des responsabilités, car les Noirs ne sont que des grands enfants, des clowns pour le Blanc esclavagiste, le capitaliste puissant ; il n'y a pas beaucoup de différence entre les patrons de TF1 et le Blanc qui gérait les plantations aux Caraïbes ; ils considèrent les Africains et les Antillais comme des gens de carnaval, de fête ; on ne parle que pour faire rire ; jamais nous ne pourrons être des hommes de pouvoir […]. Le Béké (le « Gros Blanc ») est fini… La survie ne tient que dans le métissage. Et moi, j'observe, avec le sourire, sa déchéance […]. Lutter contre la discrimination raciale, c'est aussi demander au garant de cette soi-disant morale, le pape Jean-Paul II, de démissionner ; car il n'est pas l'envoyé de Dieu, c'est un homme comme les autres ; l'Église catholique cautionne l'argent, la différence et le racisme ; après avoir demandé pardon à Dieu, le pape aurait dû dire à l'humanité : « vous êtes libres », car aujourd'hui, les hommes n'ont plus besoin de leader. » Ces propos lui valent un procès pour « diffamation raciale et religieuse » de la part de l'AGRIF — une association proche du Front national — qui l'accuse de racisme antiblanc et anticatholique. Condamné en première instance, Dieudonné est finalement relaxé en appel en mars 2002 ; cette relaxe est confirmée en cassation en mars 2003,,.
Entretemps, Dieudonné demande au Centre national de la cinématographie (CNC) un financement pour l'écriture du film qu'il projette autour du Code noir. Cette subvention lui est refusée en janvier 2002. Dieudonné reviendra à plusieurs reprises sur ce refus en accusant « les sionistes du CNC » de pratiquer « deux poids, deux mesures », dénonçant par là le mauvais sort mémoriel fait selon lui à la traite des Noirs, en comparaison de celui réservé à la Shoah. Plusieurs associations, l'Union des étudiants juifs de France (UEJF), la Ligue internationale contre le racisme et l'antisémitisme (LICRA) — soutien du projet à l'origine —, la Ligue française pour la défense des droits de l'homme et du citoyen (LDH) dénoncent alors le caractère antisémite de ces propos. Dieudonné considèrera par la suite que ce refus du CNC a eu un rôle déclencheur dans ses prises de positions ultérieures.
Le 29 janvier 2002, alors qu'il tente de se porter candidat à l'élection présidentielle, Dieudonné accorde un entretien à Lyon Capitale dans lequel il déclare : « Le racisme a été inventé par Abraham. « Le peuple élu », c'est le début du racisme. Les musulmans aujourd'hui renvoient la réponse du berger à la bergère. Juifs et musulmans pour moi, ça n'existe pas. Donc antisémite n'existe pas parce que juif n'existe pas. Ce sont deux notions aussi stupides l'une que l'autre. Personne n'est juif ou alors tout le monde. Je ne comprends rien à cette histoire. Pour moi, les Juifs, c'est une secte, une escroquerie. C'est une des plus graves parce que c'est la première. Certains musulmans prennent la même voie en ranimant des concepts comme « la guerre sainte ». » Des associations de lutte contre l'antisémitisme (UEJF, LICRA) et le Consistoire décident de porter plainte pour injure raciale. Élie Semoun, de son côté, l'accuse de devenir « une sorte de Le Pen de gauche ». L'humoriste est relaxé en première instance ; relaxe confirmée par la cour d'appel de Paris en février 2006, mais finalement un pourvoi aboutit, en février 2007, à la cassation en assemblée plénière de cette relaxe, la cour estimant que l'expression « les Juifs, c'est une secte, une escroquerie. C'est une des plus graves parce que c'est la première » constitue bien une injure antisémite, car « injure visant un groupe de personnes en raison de son origine »,.
En février 2002, dans un entretien pour L'Écho des savanes, il déclare : « Ben Laden restera dans l'histoire, sa notoriété est internationale et indiscutable. Pour moi, c'est le personnage le plus important de l'histoire contemporaine. Il a réussi à changer les rapports de force. Il est seul contre la plus grande puissance du monde. Donc forcément cela impose le respect ». Ces propos provoquent une nouvelle controverse — il se défend en assurant ne pas soutenir Ben Laden, qu'il qualifie de « fou » dont « il ne respecte ni l'action ni la guerre sainte » — et lui valent d'être poursuivi par le parquet de Paris pour « apologie du terrorisme ». Il est définitivement relaxé en juin 2004.
En juin de la même année, au moment des élections législatives, Le Point rapporte la phrase de Dieudonné sur Dominique Strauss-Kahn qui servirait « les intérêts d'Israël », et souligne que le comique a « une nouvelle fois dérapé ».
En octobre 2002, dans un entretien accordé au site Internet Blackmap et qui passe inaperçu dans un premier temps, Dieudonné parle des Juifs comme d'un « peuple qui a bradé l'holocauste, qui a vendu la souffrance et la mort, pour monter un pays et gagner de l'argent ». Interrogé sur « l'amélioration de la visibilité des Noirs en France, que ce soit dans le domaine artistique ou dans d'autres domaines », il se plaint ainsi de la situation : « Non, je pense que les Noirs font toujours peur. Il existe toujours un lobby très puissant qui a le monopole de la souffrance humaine et qui ne nous reconnaît absolument aucune existence ! […] Le lobby juif déteste les Noirs, vraiment ! Étant donné que le Noir, dans l'inconscient collectif, porte la souffrance, le lobby juif ne le supporte pas, parce que c'est leur business ! Maintenant, il suffit de relever sa manche pour montrer son numéro et avoir droit à la reconnaissance ».

### Basculement de son image

#### Intervention sur France 3 en 2003
La polémique reprend lorsque, le 1er décembre 2003, sur le plateau de l'émission On ne peut pas plaire à tout le monde animée par Marc-Olivier Fogiel, Dieudonné interprète, au cours d'un sketch, un colon israélien extrémiste, portant un chapeau de Juif orthodoxe, des papillotes, une cagoule et un treillis militaire. Le personnage joué par Dieudonné qualifie d'« acte antisémite » la présence de Jamel Debbouze sur le plateau, avant de lancer un appel aux jeunes des cités : « Convertissez-vous comme moi. Rejoignez l'axe du bien, l'axe américano-sioniste, qui vous offrira beaucoup de débouchés », puis de conclure son discours par un cri, que la plupart des médias retranscrivent par « Isra-heil ! »,,, et par une parodie de salut nazi. Ce sketch, qui avait fait rire Jamel Debbouze et le public, mais mis mal à l'aise Fogiel entraine un avertissement du CSA à France 3, ainsi qu'une plainte de la LICRA, de l'UEJF et du Consistoire pour diffamation raciale. Dieudonné est relaxé en première instance, puis également en appel en septembre 2005, et enfin en cassation le 3 avril 2007. Dieudonné affirmera devant la justice avoir simplement crié « Israël ! » La Cour estime sur ce point précis que l'expression est inaudible, mais n'est « en toute hypothèse pas Israheil » (selon le compte-rendu du jugement) et que le geste est trop mal exécuté pour être assimilé à un vrai salut nazi, déboutant ainsi les plaignants,. Dans un entretien accordé à la suite de la plainte de l'UEJF, Dieudonné reprend pourtant à son compte l'expression « Isra-heil ! » et qualifie son geste de « salut fasciste, plus impérialiste dans [son] esprit que fasciste ».
Cet épisode marque le début d'un tournant dans l'image publique de Dieudonné. Ses opposants lui reprochent dès lors, non seulement de pratiquer le communautarisme en mettant en concurrence les mémoires, mais également de mêler son discours d'antisémitisme. Pierre-André Taguieff juge en 2004 que le discours de l'humoriste relève des « thèmes récurrents qui structurent l'imaginaire antijuif moderne ». Ses partisans avancent pour leur part l'« anticommunautarisme » et l'« antisionisme » qu'il revendique. Dieudonné se défend des accusations d'antisémitisme et porte plainte contre Marc-Olivier Fogiel pour la diffusion, durant l'émission, d'un SMS écrit par un assistant de l'animateur et qui réagissait au sketch sur le colon juif en disant « Dieudo, ça te ferait rire si on faisait des sketches sur les odeurs des blacks ? » L'animateur est finalement condamné en 2005 pour « injure à caractère racial ».

#### Nouvelles polémiques et radicalisation politique en 2004-2005
En janvier 2004, Dieudonné accorde au magazine américain The Source un entretien dans lequel il s'en prend à l'animateur Arthur, lui reprochant notamment de « financer de manière très active (avec sa société de production) l'armée israélienne qui n'hésite pas à tuer des enfants palestiniens ». Arthur porte plainte : en juin 2006, Dieudonné est condamné pour diffamation.
En février 2004, Dieudonné joue à la Bourse du travail de Lyon. Une manifestation, regroupant des membres du Consistoire, de l'UEJF et de la Fédération sioniste de France, est organisée contre l'humoriste devant le théâtre ; d'abord pacifique, elle tourne mal lorsque des manifestants entrent dans le théâtre et perturbent la représentation. Quelqu'un allume une mèche dans une bouteille contenant de l'acide, ce qui diffuse de la fumée dans la salle. Deux personnes sont légèrement blessées lors des échauffourées dans le public. Le lendemain, l'UEJF condamne ces incidents,,,.
Quelques jours plus tard, Dieudonné accorde un entretien au Journal du dimanche et revient sur la manifestation et l'agression lors du spectacle. À une question d'un journaliste lui demandant comment il a vécu la manifestation avant son spectacle, il répond : « Les ligues juives insultaient les spectateurs, ils m'insultaient moi. Pire, ils ont commis un attentat. Que le CRIF ne condamne pas et excuse même ! Un homme a été arrêté, qui fait partie de ces mouvements d'extrême droite sionistes, racistes et xénophobes. « Sale nègre », « les Juifs auront ta peau », voilà le genre de slogans que j'ai entendus. Ce sont tous ces négriers reconvertis dans la banque, le spectacle et aujourd'hui l'action terroriste qui manifestent leur soutien à la politique d'Ariel Sharon. Ceux qui m'attaquent ont fondé des empires et des fortunes sur les traites négrières et l'esclavage. Ils m'accusent d'être antisémite. Ça n'a aucun sens, personne dans ma famille n'a servi dans la Wehrmacht. Mais c'est Israël qui a financé l'Apartheid et ses projets de solution finale. » Ces propos relancent la polémique et valent à Dieudonné d'être condamné, le 10 mars 2006, à 5 000 € d'amende pour « provocation à la discrimination, à la haine ou à la violence raciale ou religieuse ». Après plusieurs années de controverses liées à ses déclarations sur les Juifs, l'humoriste subit sa première condamnation pour propos antisémites ; elle est confirmée en appel le 15 novembre 2007,.
À la suite de l'incident de Lyon, le spectacle que Dieudonné devait donner à l'Olympia est annulé,,. Dans le courant de 2004, l'humoriste est en butte à l'hostilité de divers militants juifs, notamment ceux de la Fédération sioniste de France qui réussit à faire annuler plusieurs de ses représentations en menant des actions parfois violentes. Dieudonné prétend avoir, dès cette époque, fait l'objet d'un « lynchage » médiatique. La journaliste Anne-Sophie Mercier, qui lui a consacré un livre d'enquête, souligne au contraire qu'à l'époque, il faisait encore l'objet, de la part d'une grande partie des médias et du monde du spectacle, d'une « étonnante mansuétude ». En effet, si ses invitations dans les médias se raréfient durant quelques mois du début de 2004 — Laurent Ruquier dit avoir reçu des instructions en ce sens — elles reprennent ensuite dans le courant de l'année ; Thierry Ardisson le reçoit à deux reprises à l'émission Tout le monde en parle sur France 2. Des personnalités comme Édouard Baer, Gérard Miller ou Ariel Wizman s'éloignent de lui dès cette époque, mais d'autres, comme Laurent Ruquier, Bruno Gaccio, Christophe Alévêque ou Guy Bedos, lui accordent encore leur soutien. Noël Mamère, l'homme politique dont il est alors le plus proche, reconnait qu'il a « totalement déraillé » dans son sketch, mais continue de lui trouver des circonstances atténuantes. Les attaques dont Dieudonné fait l'objet ont en outre pour effet de le mettre dans la position de la victime, et lui valent des soutiens au nom de la liberté d'expression. L'Union juive française pour la paix dénonce à l'époque les menaces qu'une « frange d'extrémistes » fait peser sur Dieudonné.
À partir d'avril 2004, Dieudonné interprète un nouveau one-man-show, ironiquement intitulé Mes excuses. Dieudonné avait initialement prévu d'intituler le spectacle Mes excuses, dans ton cul, avant de le renommer pour « calmer le jeu ». Il y expose de manière récurrente une vision du monde où les Juifs règnent sur la pensée et le discours. Des comparses, déguisés en militaires, incarnent une « police de l'esprit », qui vient régulièrement le rappeler à l'ordre durant le spectacle. On lui interdit notamment de prononcer le mot « Palestinien » et on lui rappelle que « lécher le cul du CRIF est recommandé ». Dieudonné présente au début du spectacle ses « excuses » au « peuple élu », mais enchaîne ensuite sur un bras d'honneur. Pierre-André Taguieff souligne qu'à l'occasion de ce spectacle, l'humoriste ne s'en prend plus aux seuls « sionistes » mais bien, explicitement, aux Juifs dans leur ensemble,.
Toujours en 2004, le rabbin Haïm Korsia, conseiller du grand-rabbin de France Joseph Sitruk, souhaite emmener l'humoriste à Auschwitz,. Ce projet est annulé la même année, à la suite notamment de réactions négatives du Grand-rabbinat et de la commission Shoah du Consistoire,. Dieudonné se rend par la suite seul à Auschwitz, à titre privé.

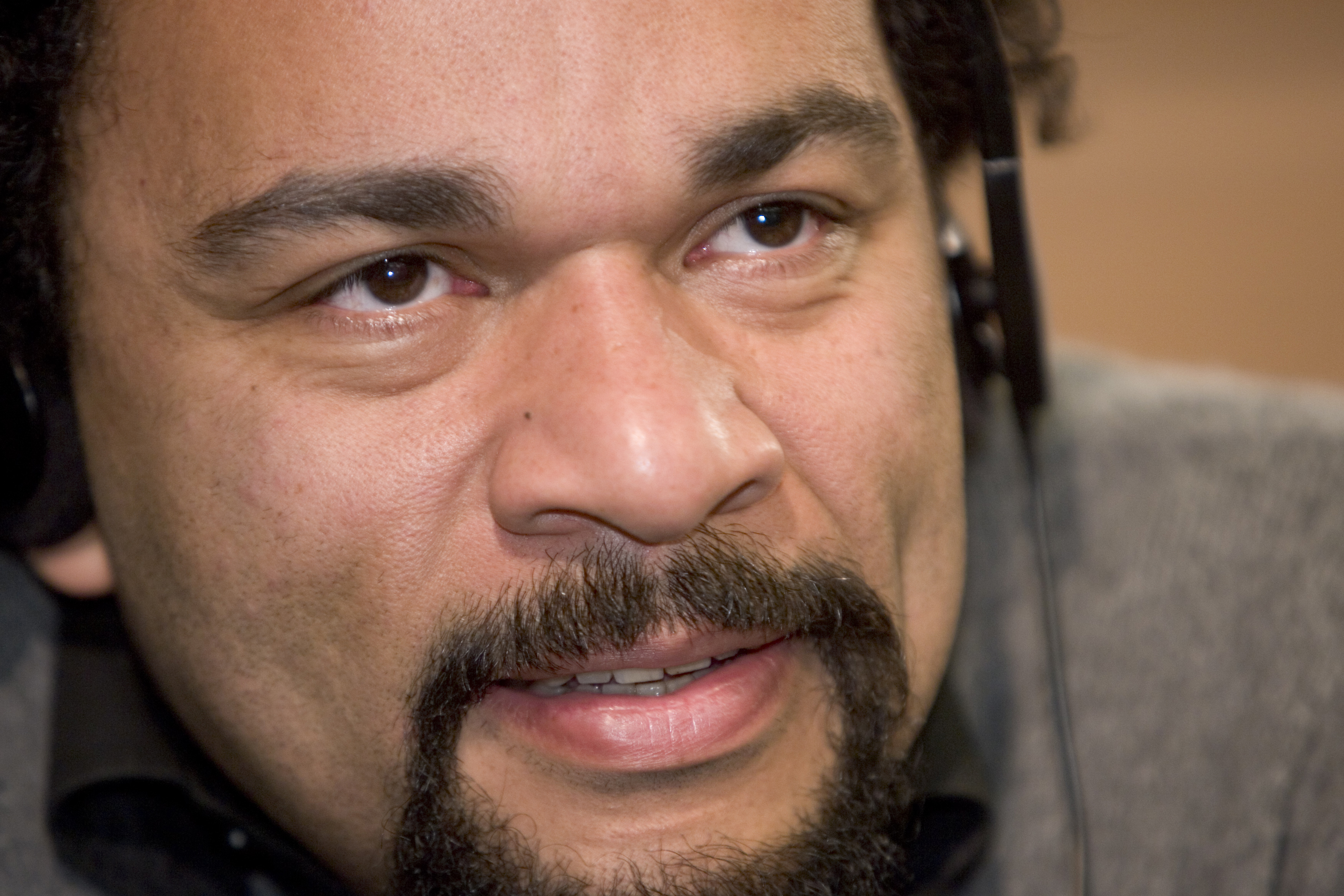
Dieudonné en 2005.

En février 2004, l'association Coordination des appels pour une paix juste au Proche-Orient - EuroPalestine, organisation pro-palestinienne mais également radicalement anti-israélienne, apporte son soutien à Dieudonné, dénonçant le fait que celui-ci soit privé de sa liberté d'expression « parce qu'il ose brocarder la politique d'Israël et le communautarisme juif ». Dieudonné figure ensuite sur la liste EuroPalestine, présentée par l'association aux élections européennes de juin dans la circonscription Île-de-France : la liste n'obtient que 1,83 % des suffrages exprimés (50 037 voix). Après cet échec, Dieudonné s'éloigne en octobre de ses anciens colistiers ; ceux-ci reprochent à Dieudonné de suivre « une pente très glissante » en fréquentant des personnalités comme Alain Soral, ou comme Ginette Skandrani, proche des milieux négationnistes. Dieudonné, pour sa part, déclare rompre avec EuroPalestine à cause d'un désaccord sur la transformation de la liste en mouvement politique.
Il cofonde ensuite l'association Les OGRES Utopistes Concrets (OGRES étant l'acronyme de « Ouvertures géographique religieuse ethnique sociale »). Le site Internet de ce groupe est mentionné dans un rapport de Jean-Yves Camus sur l'antisémitisme en France comme étant le « plus virulent » en matière de contenu anti-juif. Le MRAP porte plainte contre le site et dénonce la diffusion de « propos infâmes qui rappellent les pires heures de l'occupation nazie et de l'antisémitisme français ». Anne-Sophie Mercier juge en 2005 que ce site, à force d'adulation pour Dieudonné, en arrive à utiliser une rhétorique plus proche « de la secte que du parti politique ». Dieudonné parraine également l'association La Banlieue s'exprime : ce groupement, qui se signale surtout en animant un site Internet, dit vouloir apporter une réponse aux « révoltes » de 2005, mais fonctionne dans les faits comme une caisse de résonance des positions de Dieudonné,,,,.
Après l'aventure de la liste EuroPalestine, Dieudonné s'efforce de se présenter comme un porte-parole des revendications, non seulement des Noirs, mais également des Arabes. Son succès auprès de la communauté arabo-musulmane semble néanmoins avoir été beaucoup plus mitigé qu'auprès des Afro-antillais.
Le 11 novembre 2004, Dieudonné organise au théâtre de la Main d'Or une rencontre avec quatre rabbins de Neturei Karta (groupe marginal de Juifs ultra-orthodoxes antisionistes) venus à Paris prier pour le dirigeant palestinien Yasser Arafat, alors hospitalisé. Jean-Yves Camus voit à l'époque dans cette rencontre « la preuve tangible de la radicalisation de Dieudonné ».
Le 29 décembre 2004, Dieudonné donne au Zénith de Paris la dernière représentation de la tournée de Mes Excuses, en présence de plusieurs de ses soutiens comme Jamel Debbouze, Daniel Prévost, Djamel Bouras, Guy Bedos et Noël Mamère. Jouant devant cinq mille spectateurs, Dieudonné fait huer par la salle diverses personnalités juives du show-business et des médias français. Anne-Sophie Mercier voit dans cette représentation « le plus grand meeting antisémite qu'on ait vu en France depuis soixante ans », animé par « un homme de gauche, longtemps proche des Verts, héros de l'antiracisme ». Les médias français réagissent assez peu sur le moment ; ce n'est que le 3 février 2005 que la polémique rebondit vraiment quand Bernard-Henri Lévy, l'une des personnalités visées durant le spectacle, signe dans Le Point une tribune qui dénonce en Dieudonné un « fils de Le Pen »,. Jean-François Kahn dénonce à son tour, dans Marianne, l'« immonde rhétorique de Dieudonné » et commente : « jamais vu depuis 60 ans : une salle de 5 000 personnes a fait une standing ovation à des propos répétitivement et ouvertement antisémites ». Claude Askolovitch, dans Le Nouvel Observateur, résume à la même époque le parcours de Dieudonné comme celui d'un homme passé « de la cause noire à la haine des Juifs ».
Dans le courant de l'année 2004, Dieudonné propose à Rony Brauman, qui l'a défendu au conseil d'administration de France Télévisions au sujet de son sketch polémique sur France 3, de participer à un livre constitué des courriers racistes qu'il reçoit pour « traiter la question du sionisme, son histoire, ses objectifs théoriques, sa réalisation pratique ». Mais le projet avorte, Rony Brauman reprochant à Dieudonné un entretien télévisé au cours duquel celui-ci a accusé les Juifs d'avoir participé à la traite négrière et d'avoir bâti leur fortune sur ce commerce.
Le 16 février 2005, lors d'une conférence de presse à Alger, Dieudonné qualifie la commémoration de la Shoah (à l'occasion du soixantième anniversaire de la libération des camps) de « pornographie mémorielle »,. Ces propos entraînent une nouvelle polémique et un procès. Dans le même temps, il s'en prend au « lobby sioniste, qui cultive l'unicité de la souffrance » et se plaint de ne pouvoir réaliser son film sur la traite des Noirs à cause des « autorités sionistes » qui dominent, selon lui, le CNC. Lors de cette même conférence de presse, Dieudonné s'en prend également au CRIF et au Premier ministre d'alors, Jean-Pierre Raffarin, à qui il reproche d'avoir condamné les artistes qui cherchent à « faire applaudir la haine » au cours d'un discours prononcé lors du dîner du CRIF : « Il y a le CRIF, cet organe d'inquisition qui est là — il y avait dix-sept ministres de la République et Raffarin en personne qui étaient au CRIF le week-end dernier — qui m'accuse maintenant parce que, évidemment, le CRIF, faut toujours leur lécher le cul, à cette équipe de malfrats, cette mafia qui est en train d'entraîner la République française dans la guerre civile, s'ils continuent à faire ça. » Dieudonné est finalement condamné, en 2008, à 7 000 euros d'amende pour diffamation publique à caractère racial,.
En mars 2005, peu après l'affaire de ses propos à Alger, Dieudonné se rend en Martinique pour y donner une représentation de Mes excuses. Immédiatement après son arrivée, il est agressé et frappé par quatre Juifs d'extrême droite, tous proches de la Ligue de défense juive. Ceux-ci expliqueront ensuite avoir reconnu « fortuitement » Dieudonné à l'aéroport et avoir décidé de lui « donner une leçon »,. L'affaire fait grand bruit en Martinique, où Dieudonné reçoit le soutien de plusieurs élus indépendantistes comme Garcin Malsa, et profite notamment de ses contacts au sein de l'extrême gauche locale. Le 4 mars, alors que ses agresseurs sont jugés en comparution immédiate, une manifestation de soutien a lieu devant le tribunal de Fort-de-France. Les manifestants scandent « Dieudonné est mon frère, Dieudonné est mon sang », certaines personnes criant « Mort aux Juifs ! » Lors du procès, Dieudonné assure que les ancêtres de ses agresseurs auraient acheté des esclaves noirs, et présente les quatre hommes comme un « commando d'élite de l'armée israélienne ». Les quatre hommes sont condamnés à un mois de prison ferme,. Le lendemain du procès, l'écrivain martiniquais Aimé Césaire reçoit Dieudonné ; il déclare « il est jeune, il va à l'essentiel, il a mon soutien », et désigne ensuite l'humoriste par ces mots : « la jeunesse, l'avenir et cela me réconforte ». Des proches d'Aimé Césaire dénoncent par la suite l'instrumentalisation de ce dernier par Dieudonné, et affirment que Césaire, alors âgé de 92 ans, ignorait tout de l'humoriste. L'historien Pap Ndiaye va jusqu'à parler de « captation d'héritage ».
Le 28 mars, Dieudonné est interrogé à l'antenne de Beur FM. L'essentiel de ses propos tourne autour du « complot sioniste ». Pierre-André Taguieff, analysant son discours, juge qu'il se fonde sur « une vision conspirationniste du monde, où ceux qu'il appelle « les sionistes », incarnation du Mal, tiennent le rôle principal ». Durant l'émission, Dieudonné revient notamment sur le profit qu'auraient tiré certains Juifs de la traite négrière, et plus globalement sur le rôle de la communauté juive : « Il y a eu des Juifs négriers qui s'en sont foutu plein les fouilles avec le commerce des Noirs. […] C'est une communauté qui a particulièrement bien gagné sa vie mais ça n'est pas la seule, les protestants, les chrétiens ont bien gagné leur vie. La communauté juive avait, aux États-Unis, quasiment le monopole sur les armateurs, les bateaux. […] Le premier article du Code noir, c'est : Nous interdisons le commerce aux Juifs. Mais pourquoi ? Parce que les Juifs avaient ce commerce-là, avaient le monopole de ce commerce depuis longtemps et qu'il fallait introduire une dimension chrétienne, c'est-à-dire qu'il fallait arrêter de castrer les mâles, il fallait arrêter de jeter les enfants à l'eau, donc à un moment donné la volonté du Code noir, c'est ça. » Il déclare également : « dans le livre de classe de mes enfants, j'ai arraché les pages sur la Shoah. Je le ferai tant que notre douleur ne sera pas reconnue ». Les propos de Dieudonné, outre le fait d'imputer aux Juifs un comportement génocidaire à l'égard des Noirs, sont historiquement faux, les Juifs n'ayant bénéficié d'aucun monopole dans le commerce de l'esclavage,,,. Interrogé trois jours plus tard sur Méditerranée FM, il déclare : « La vérité, c'est qu'effectivement, ce peuple juif qui se dit persécuté de toujours a aussi participé à des persécutions ignobles. Il faut aussi qu'il assume ». Dans les jours qui suivent son intervention sur Beur FM, Dieudonné diffuse sur Internet un appel à la lutte contre le « racisme anti-goy ».
Le politologue Pascal Boniface, qui avait jusque-là défendu le droit de Dieudonné à la liberté d'expression, se souvient avoir constaté, en 2005, que les références aux Juifs devenaient « systématiques » dans ses spectacles. Il date de cette période la radicalisation de Dieudonné, jugeant que le « déferlement hostile » que ce dernier a subi et « l'interdiction de fait de sa présence dans les médias » l'ont amené à une « radicalisation extrême », notamment en faisant évoluer son entourage politique. Pour Pascal Boniface, l'humoriste a fini par donner « raison a posteriori à ses contradicteurs ». Le contenu politique est de plus en plus présent dans les sketches de Dieudonné. La critique d'Israël, du sionisme, de l'impérialisme américain et du colonialisme, ainsi que le thème, repris à Alain Soral, d'un « système mondial » soutenu par des complots, sont au centre de nombre de ses sketches. Au fil du temps, il glisse dans ses textes de nombreuses allusions aux attentats du 11 septembre 2001, dans une optique conspirationniste. Pierre-André Taguieff voit dans l'affaire Dieudonné « l'un des symptômes d'une politisation dangereuse des haines intercommunautaires ». Taguieff souligne à cet égard la tactique de Dieudonné — ouvertement reconnue par l'intéressé en 2005, lors d'un entretien avec Pierre Tevanian dont la vidéo est diffusée sur le site Les Ogres — qui consiste à employer systématiquement le terme « sioniste » pour éviter celui de « juif » ; le politologue fait cependant observer que si cette « ruse lexicale » a protégé Dieudonné de sanctions judiciaires, elle n'a « pas trompé ceux qui connaissent les tours et détours de la rhétorique anti-juive dans la période post-nazie ». Taguieff voit dans le cas de l'humoriste celui d'un « petit Farrakhan à la française » ; il écrit, en 2008 : « le comique, en même temps qu'il découvrait sa « négritude » pour aussitôt l'exploiter dans un sens victimaire [a organisé une vision du monde selon laquelle] les responsables de nos malheurs, ce sont les « sionistes », ou les nouveaux « maîtres du monde ». Depuis qu'il a réussi à se donner le double statut symbolique d'un ennemi déclaré des « sionistes » et d'une incarnation de la « cause noire », Dieudonné, habile démagogue sachant jouer de la provocation, est devenu un leader politique, atypique certes, ou si l'on préfère « décalé », mais capable de mobiliser une partie de l'opinion française ».
Le 8 mai 2005, Dieudonné se joint à une manifestation organisée par les Indigènes de la République, dont l'appel contre le « colonialisme » contemporain qui sévirait dans les Banlieues françaises correspond à sa stratégie intracommunautaire. Sa participation au défilé ne fait cependant pas l'unanimité : Francine Bavay et Gilles Manceron quittent la manifestation en découvrant la présence de l'humoriste.
À partir de 2005, diverses personnalités du monde du spectacle qui soutenaient jusque-là Dieudonné se désolidarisent progressivement de lui. Jamel Debbouze, en particulier, dit avoir réalisé l'évolution de Dieudonné en le voyant, lors de son spectacle au Zénith en décembre 2004, s'en prendre à des personnalités juives, et alimenter « le fantasme d'une France livrée aux « sionistes »,,. Thierry Ardisson décide de « siffler la fin de la récréation » et de cesser de l'inviter, commentant : « Dieudonné est a priori plus sympathique que Marcel Déat mais s'il parle comme lui, il n'a pas sa place chez moi ». Dieudonné de son côté accuse Ardisson de s'être « couché devant les Juifs ». En décembre 2005, différentes personnalités, parmi lesquelles des historiens et des sociologues, cosignent une tribune dans Le Monde pour souligner que « lutter contre les séquelles du colonialisme n'autorise pas les discours antisémites ». Les auteurs jugent que dans les « discours inacceptables » de Dieudonné — qui dérivent en partie de certaines théories antisémites colportées notamment aux États-Unis par Louis Farrakhan — la « matrice antisémite » est là, « avec son centre paranoïaque ».
Le 23 décembre 2005, Dieudonné annonce sa candidature à l'élection présidentielle de 2007. Continuant de se dire « anticommunautariste », il se pose de surcroît en adversaire du néolibéralisme et du néo-conservatisme, en se réclamant du président vénézuélien Hugo Chávez et de son projet de « république sociale universelle ». Annonçant que « dans cette campagne, Dieudo rimera avec Hugo », il dit souhaiter que la France devienne « le Venezuela de l'Europe » en rejoignant « le camp des nations résistantes au nouvel ordre mondial » qu'il comprend, dans une acception conspirationniste, comme la domination globale vers laquelle tendraient l'impérialisme américain et le sionisme,. En octobre 2006, il annonce renoncer, faute de moyens, à sa candidature présidentielle.

### Une personnalité de plus en plus controversée

#### Évolution de son entourage au cours des années 2000
Au milieu des années 2000, l'entourage de Dieudonné évolue sensiblement à mesure que sa personnalité devient plus controversée. Pascal Boniface juge rétrospectivement que durant cette période, les polémiques croissantes autour de Dieudonné et sa « visibilité » sur un « sujet sensible » « [n'ont] pas attiré autour de lui que des défenseurs de la liberté d'expression, mais également des gens qui avaient un agenda politique bien arrêté et ouvertement raciste et antisémite ».

#### Rencontre avec Alain Soral

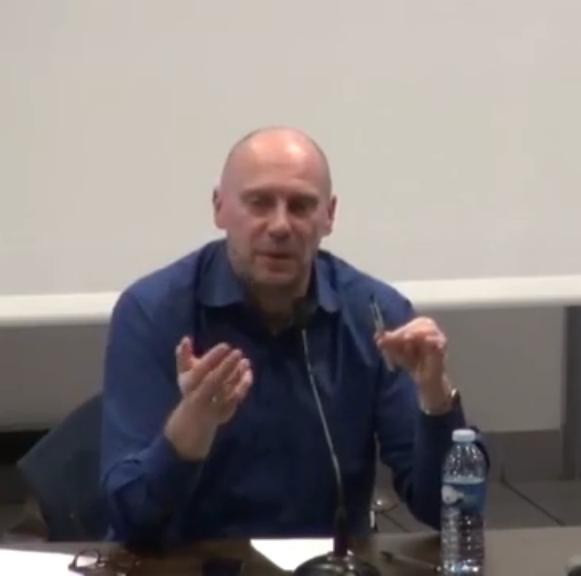
L'écrivain Alain Soral devient en 2004 un proche de Dieudonné.

Dans son ouvrage Jusqu'où va-t-on descendre ? Abécédaire de la bêtise ambiante, paru en 2002 avant la polémique du sketch de France 3, Alain Soral s'en était pris vivement à Dieudonné à qui il reprochait de fustiger « l'esclavagisme blanc ». Jugeant l'humoriste « inculte et désormais pas drôle », Soral écrivait : « Si Dieudonné s'énerve sur le populo français, celui-là même qui en fait une vedette dans notre beau pays si peu raciste, c'est peut-être parce qu'il lui démange de montrer du doigt la communauté logiquement désignée par sa revendication d'une plus juste représentation des « minorités visibles » ? Une « communauté invisible » certes sur-représentée dans le show-biz en termes de quotas, mais à laquelle il doit aussi son doux statut de rigolo. » Ayant pris connaissance de ces écrits, Dieudonné souhaite rencontrer Soral. Courant 2004, les deux hommes font connaissance ; ils deviennent finalement amis et politiquement proches, étant notamment tombés d'accord, selon Soral, à propos de « l'antisionisme et du lobby juif ».
Alain Soral participe dès lors à des meetings de la liste EuroPalestine, au cours desquels il fait huer des personnalités juives : ces incidents contribuent à la rupture entre Dieudonné et CAPJPO-EuroPalestine, dont les responsables refusent également que les rabbins de Neturei Karta prennent la parole lors d'une de leurs réunions. Soral demeure par la suite un très proche allié de Dieudonné : il fait figure, de son propre aveu, d'« éminence grise » de ce dernier,, ce qui permet d'observer une continuité entre les spectacles de l'humoriste et les discours de l'essayiste,. En septembre 2007, Dieudonné assiste à l'université d'été d'Égalité et Réconciliation, l'association récemment créée et dirigée par Alain Soral. En décembre 2008, le théâtre de la Main d'Or devient officiellement le QG d'Égalité et Réconciliation : il est mis gracieusement à disposition de l'association une fois par mois, à condition que les membres présents consomment sur place.

##### Autres membres de son entourage
D'autres personnalités controversées rejoignent bientôt l'entourage de Dieudonné, parmi lesquelles Ginette Skandrani (militante politique cofondatrice des Verts, régulièrement accusée d'antisémitisme et de négationnisme, et admiratrice de Kadhafi),, Pierre Panet (co-animateur du site Les Ogres, ancien syndicaliste CFDT puis SUD, devenu un partisan de Thierry Meyssan et des théories du complot concernant les attentats du 11 septembre 2001 ; il interprète en 2005 un one-man-show produit et mis en scène par Dieudonné), ou encore Israël Shamir (écrivain, lui aussi objet d'accusations d'antisémitisme). Dieudonné noue par ailleurs des relations avec l'essayiste Christian Cotten, régulièrement dénoncé comme un conspirationniste et un « activiste pro-sectes ». Il rencontre également à plusieurs reprises, en 2006, le gourou Raël ; trois ans plus tard, il loue son théâtre à l'organisation de ce dernier pour qu'elle y organise une conférence sur les OVNI.
Les 17 et 18 novembre 2005, Dieudonné participe à la conférence Axis For Peace organisée à Bruxelles par Thierry Meyssan et son association, le Réseau Voltaire. Il y intervient pour prôner l'usage d'Internet comme vecteur d'information et de mobilisation pro-palestinien, afin de constituer une alternative aux médias traditionnels qu'il accuse de diffuser un message sioniste et raciste ; il signe ensuite la déclaration finale de la conférence, qui dénonce la politique néo-conservatrice américaine « colonialiste »[source secondaire nécessaire].
Dieudonné bénéficie en outre de réseaux politiques dans d'autres pays francophones. En Suisse, il bénéficie des relations helvétiques d'Alain Soral. Olivier Mukuna, un journaliste belge d'origine congolaise auteur de deux livres et d'un documentaire défendant Dieudonné, devient son principal propagandiste en Belgique, où l'humoriste est également soutenu par des personnalités comme Michel Collon et Jean Bricmont. Selon Jean-Yves Camus, Dieudonné permet également à d'autres mouvements de la « nébuleuse anti-juive » de fréquenter son théâtre, tels le Rassemblement étudiant de droite (RED, renouveau du GUD) ou la Droite socialiste (droite ultra), dont des tracts et imprimés — comme une affiche indiquant « Le sionisme, c'est comme la gangrène ! On l'élimine ou on en crève ! » — transitent par le théâtre de la Main d'Or.
À la fin des années 2000, la nouvelle compagne de Dieudonné, Noémie Montagne — qu'il a rencontrée en 2006 ou 2007 — commence à jouer un rôle déterminant dans l'entourage professionnel de l'humoriste, dont elle gère les affaires et produit les spectacles via sa société Les Productions de la Plume (qui succède à Bonnie Productions, finalement radiée en 2013),,. Cette société est détenue à parts égales par Noémie Montagne, Dieudonné et la mère de ce dernier.

##### Rapprochement avec les islamistes
Dieudonné, qui fustigeait tous les monothéismes au temps de ses spectacles Pardon Judas ou 1905, et qui se dit encore athée au milieu des années 2000 — 1905 célèbre d'ailleurs le centenaire de la laïcité en France —, se rapproche désormais de certaines personnalités et organisations associées à l'islam conservateur radical. Un an après avoir déclaré au journal Libération que lorsque « Houellebecq dit que l’islam est la religion la plus con, je suis plutôt d’accord, quoiqu’il n’ait pas dû lire la Torah. C’est vrai que le Coran est une trahison du prophète Mahomet. Il serait là aujourd’hui, il ne pourrait pas accepter d’être enfermé dans ce petit bouquin », il fait, en mars 2005, l'éloge de Tariq Ramadan sur son site Internet. Le mois suivant, il fait une apparition discrète au meeting annuel de l'Union des organisations islamiques de France. Il fait huer lors d'un de ses spectacles l'association anti-islamiste Ni putes ni soumises, et apporte son soutien à une collégienne musulmane qui refusait d'enlever son voile en cours, alors qu'il déclarait un an plus tôt soutenir la loi sur les signes religieux dans les écoles publiques. Il défend par ailleurs Al-Manar, la chaîne du Hezbollah, lorsque celle-ci est interdite d'émettre sur le territoire français. Il continue ensuite à fréquenter les milieux musulmans radicaux, qu'ils soient sunnites ou chiites ; lors de sa campagne pour la présidentielle de 2007, son bureau de campagne comprend Abdelhakim Sefrioui, responsable du « Collectif Cheikh Yassine », un groupuscule se réclamant du Hamas. Dieudonné est également en relation avec Yahia Gouasmi, responsable de diverses associations chiites liées à l'Iran, et dont le Parti antisioniste est la vitrine politique. Lui-même, par la suite, se dit volontiers « islamo-chrétien ».

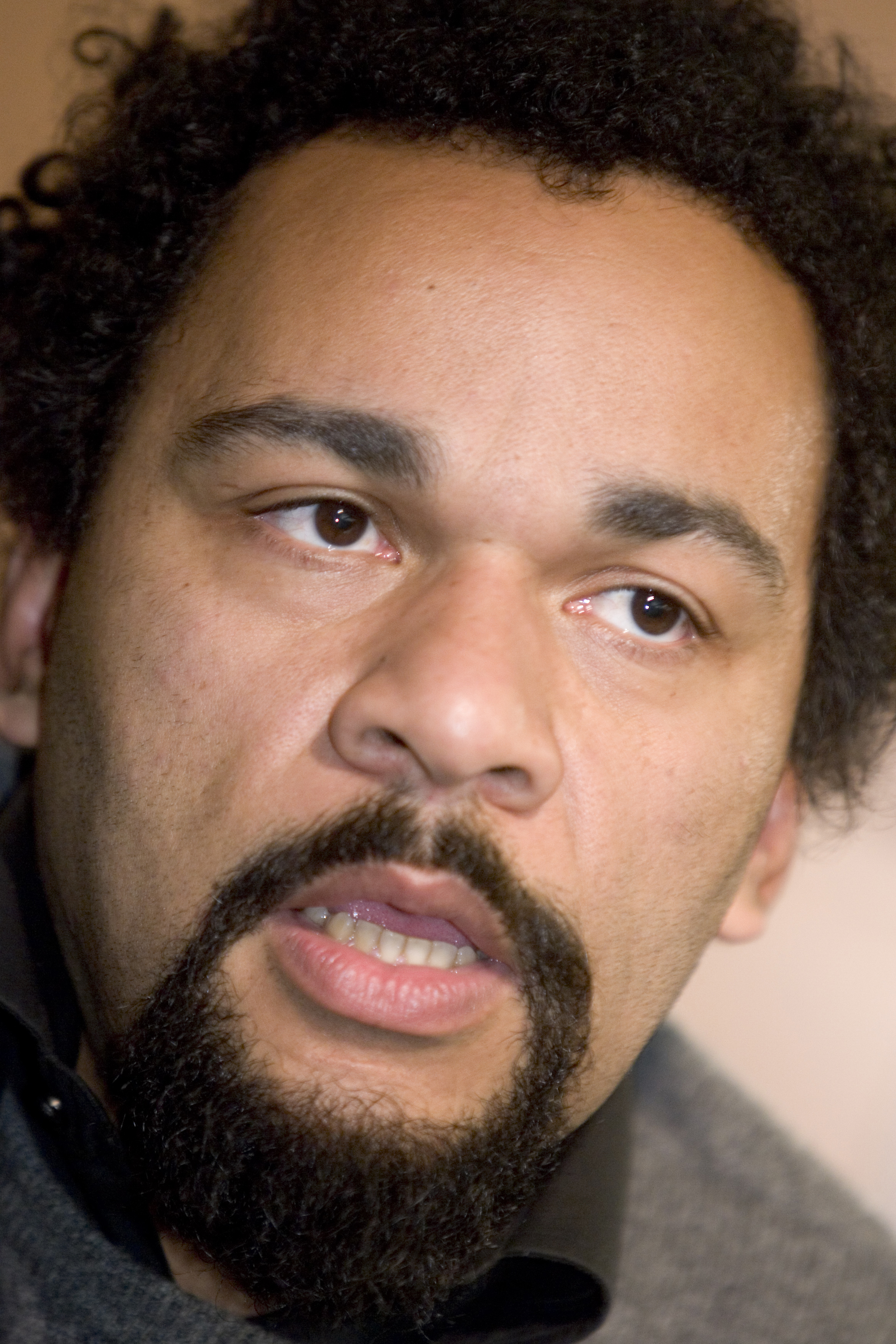
Dieudonné en 2005, à la conférence Axis For Peace organisée par le Réseau Voltaire.

Plusieurs personnalités qui avaient jusque-là soutenu Dieudonné s'inquiètent dès 2005 de l'évolution de son entourage. Noël Mamère croit l'humoriste victime de sa propre volonté d'être reconnu sur le plan politique, mais également de son « inculture » en la matière, qui lui ferait méconnaître Ginette Hess-Skandrani et sous-estimer la « dangerosité » de l'UOIF. Pascal Boniface partage cette analyse et souligne la « naïveté » de Dieudonné.

##### Relations avec les communautaristes noirs
Calixthe Beyala, après avoir vivement soutenu Dieudonné au temps des premières polémiques, prend ses distances avec lui ; l'humoriste côtoie désormais des personnalités noires plus radicales. Le Parti kémite, un groupuscule lié à la mouvance du kémitisme, tient des réunions au théâtre de la Main d'Or et assure occasionnellement la sécurité de Dieudonné ; la Tribu Ka, une scission du Parti kémite dirigée par Kémi Séba (et dissoute en 2006 par le gouvernement pour antisémitisme), soutient également l'humoriste. Dieudonné permet à la Tribu Ka d'organiser ses meetings au théâtre de la Main d'Or ; il leur retire ensuite l'hospitalité au motif que ses membres interdisent l'entrée aux non-noirs, puis les accueille à nouveau après que Kémi Séba a accepté de tenir des réunions ouvertes à tous. En septembre 2007, Dieudonné accueille et met en scène au théâtre de la Main d'Or un one-man-show de Kémi Séba, intitulé Sarkophobie.
Tout en tenant un discours étroitement communautariste à l'attention d'une partie de ses alliés, et en fréquentant des groupes radicaux, voire racialistes, Dieudonné continue de se présenter comme « universaliste » et opposé au communautarisme. Il fait notamment l'apologie du métissage, dont il se félicite d'être lui-même issu. Pierre-André Taguieff relève que l'un des paradoxes de Dieudonné tient à sa transformation en « agitateur communautariste », tout en dénonçant dans le même temps le communautarisme, « mais seulement du côté juif » : pour Taguieff, « la critique du communautarisme [par Dieudonné] relève de la pose, et n'est qu'une manière de justifier sa virulente critique de ce qu'il appelle le « lobby sioniste » ». La dénonciation du communautarisme des Juifs est à ce titre un aspect récurrent du discours « antisioniste », et représente aux yeux du politologue une variante du vieux thème d'accusation de « solidarité juive ». Taguieff analyse l'affaire Dieudonné comme « une mise en spectacle de la vague antijuive des années 2000 », doublement articulée à une « question noire » en cours d'émergence dans la culture politique française et à « une pathologie néo-gauchiste centrée sur la dénonciation du « racisme républicain » ».

##### Rapprochement avec le Front national
Dieudonné commence, à la même époque, à se rapprocher du Front national, qu'il avait combattu durant la décennie précédente. Il prend ainsi la défense de Bruno Gollnisch après les propos controversés tenus par ce dernier en 2004, et déclare : « J'ai des positions politiques qui sont radicalement opposées [à celles de M. Gollnisch], mais quand je vois ce qui se passe aussi avec M. Gollnisch : retirer son travail à quelqu'un sans que la justice ait pu se prononcer. On est dans un État de droit, sous la pression d'un lobby qui se croit tout permis dans ce pays. C'est ce qu'on me fait à moi, on m'interdit de jouer dans des salles simplement parce que je déplais à un petit groupe d'individus ». En 2005, avant même que le rapprochement entre Dieudonné et le Front national soit officiel, Anne-Sophie Mercier trouve « saisissante » la convergence entre le discours du comique et celui de Jean-Marie Le Pen, notamment dans l'emploi d'« une rhétorique datant d'avant-guerre quand il s'agit d'évoquer la puissance supposée des Juifs ». En avril 2006, Dieudonné accorde un entretien au journal d'extrême droite Le Choc du mois : il s'y présente comme « la vraie gauche », tandis que Jean-Marie Le Pen serait, lui, le champion de « la vraie droite ». Parmi les proches de Dieudonné, Alain Soral officialise à la fin de 2006 son engagement au Front national, rejoignant l'équipe de campagne de Jean-Marie Le Pen ; Marc George, coordinateur de la campagne présidentielle avortée de Dieudonné et coresponsable d'Égalité et Réconciliation, est lui-même un ancien militant du FN. Dieudonné et Soral fréquentent également l'homme d'affaires Frédéric Chatillon, prestataire du FN ancien chef du GUD. Ils accompagnent ce dernier à l'été 2006 lors d'un voyage au Liban et en Syrie, où Chatillon a de nombreux contacts haut placés.

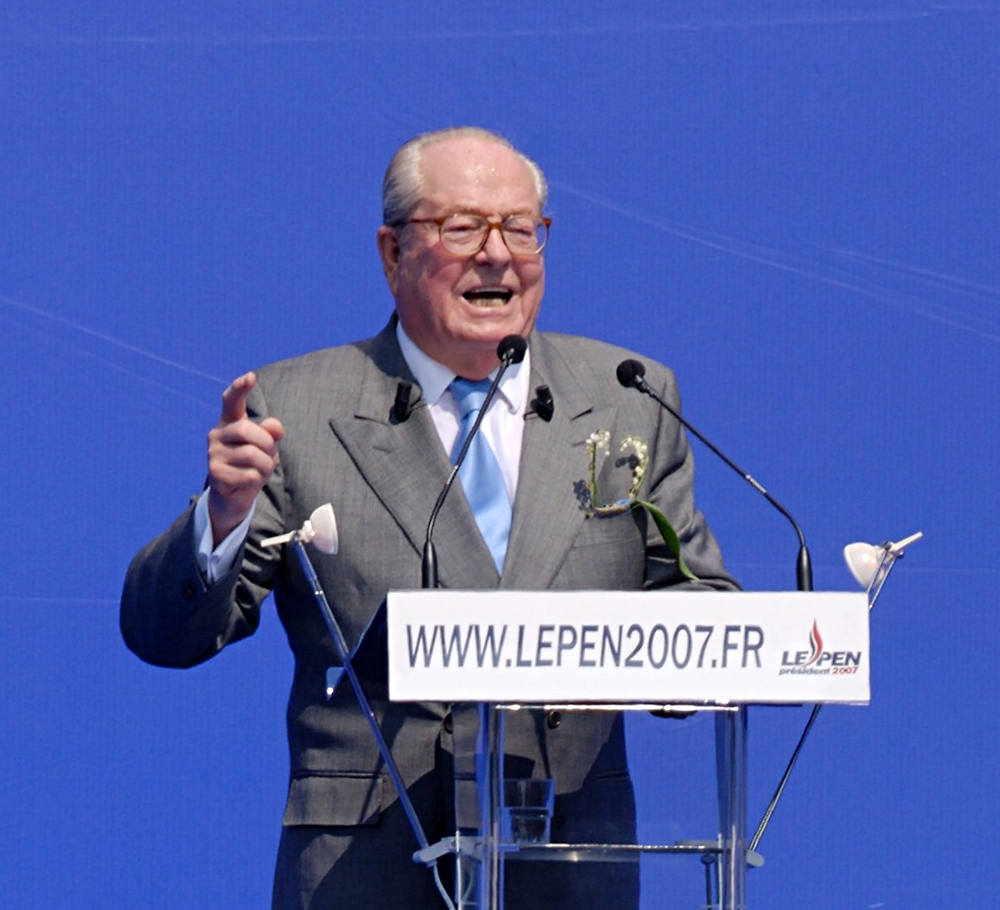
Dieudonné noue en 2006 des rapports cordiaux avec Jean-Marie Le Pen, qu'il avait combattu durant les années 1990.

Le 11 novembre 2006, Dieudonné se rend à la Fête des Bleu-blanc-rouge du FN au Bourget, où il rencontre Jean-Marie Le Pen et Bruno Gollnisch,. Sa visite à la fête du FN est notamment organisée par Alain Soral et d'autres relations de l'humoriste comme le conseiller régional FN Farid Smahi et Frédéric Chatillon. Le Canard enchaîné souligne qu'il s'agit-là de l'aboutissement d'un long processus de rapprochement entre Dieudonné et une partie de l'état-major du FN. Dieudonné s'exprime ensuite à plusieurs reprises sur cette visite ; il dit s'inscrire dans une démarche de dédiabolisation et être sensible à « la main tendue [par Jean-Marie Le Pen] aux Français d'origines étrangères et plus particulièrement aux Français d'origine africaine »,. Alain Soral et Marc George deviennent par la suite tous deux membres du comité central du FN. Ahmed Moualek, le responsable de La Banlieue s'exprime, approuve également le rapprochement entre Dieudonné et Jean-Marie Le Pen, et publie un long entretien avec ce dernier sur le site Internet de l'association,.
En décembre 2006, Dieudonné invite Jean-Marie Le Pen et Thierry Meyssan à la représentation de son spectacle au Zénith de Paris. En mars 2007, il accompagne Jany Le Pen, épouse de Jean-Marie Le Pen et présidente d'une association humanitaire, lors d'un voyage au Cameroun destiné à alerter l'opinion sur le sort des Pygmées menacés par la déforestation,. La découverte de ce peuple sera, d'après Dieudonné, « le déclencheur de l'écriture » de son spectacle J'ai fait l'con, représenté l'année suivante et qui débute par le récit de son voyage.
Le FN loue par ailleurs, pour la somme de 60 000 euros, le théâtre de la Main d'Or, pour les besoins d'une session de formation à la recherche des 500 signatures d'élus pour la présidentielle 2007,.
Lors du scrutin présidentiel, Dieudonné appelle à voter José Bové au premier tour et Ségolène Royal au second. José Bové annonce pour sa part qu'il refuse le soutien de Dieudonné. Dieudonné ajoute cependant qu'en cas d'affrontement entre Jean-Marie Le Pen et Nicolas Sarkozy au second tour, il voterait pour Le Pen « sans problème », précisant que celui-ci n'ayant pas de majorité à l'assemblée, il ne pourrait gouverner, ce qui créerait une situation révolutionnaire. Le 1er mai 2007, il tente de pénétrer au stade Charléty où se déroule, avant le second tour, le meeting de Ségolène Royal, mais il est refoulé.
Au moment des législatives 2007, Dieudonné se déplace à Reims pour soutenir le candidat local du FN ; il déclare trouver important que les « hommes de bonne volonté se réunissent ».
En décembre 2007, l'état-major du FN assiste presque au grand complet — notamment Bruno Gollnisch et Jany Le Pen — à la dernière représentation de son spectacle Dépôt de bilan au Zénith de Paris ; Frédéric Chatillon et Thierry Meyssan figurent également parmi les spectateurs.
En juillet 2008, Dieudonné fait baptiser sa fille par l'abbé traditionaliste Philippe Laguérie, avec pour parrain Jean-Marie Le Pen,. Apprenant cette nouvelle, Élie Semoun déclare qu'il coupe définitivement les ponts avec Dieudonné. Dieudonné, en introduction de son spectacle J'ai fait l'con, présente ce parrainage comme un « coup de pub », et assure avoir voulu se moquer des médias français et de la « censure » ou « boycott » dont il se dit victime. Les auteurs du livre La Galaxie Dieudonné voient dans ce rapprochement, non pas une simple plaisanterie, mais une opération conjointe de Dieudonné et Jean-Marie Le Pen, l'un cherchant à faire parler de lui et l'autre à démontrer que son parti n'est pas raciste. Le politologue Jean-Yves Camus y voit également la traduction d'une volonté commune de « dynamiter le système », ce que semblent illustrer les propos de Dieudonné lui-même : « Il y a quelques années nous nous sommes beaucoup battus avec Jean-Marie Le Pen. On ne peut faire la paix qu'avec ses adversaires. Je pense qu'un jour la périphérie et les extrêmes se rejoindront contre le centre. Les gens de l'extrême sont très attachés à la justice. Ma rencontre avec Le Pen est un débat sur le colonialisme, l'indépendance des pays africains, le nationalisme. Je préfère que les gens débattent et ne soient pas d'accord ».
Commentant ses rapports avec Jean-Marie Le Pen, Dieudonné déclare par la suite : « Moi je ne suis pas du Front national, j'en ai rien à foutre de ça. Bon, le mec est sympa, on s'est bien amusés ». En 2014, Jean-Marie Le Pen précise ne pas être un « familier » de Dieudonné qu'il ne voit que « de loin en loin », mais soutenir l'humoriste « bec et ongles », au nom de la liberté d'expression. Marine Le Pen, pour sa part, se montre distante à son égard : elle dit avoir refusé de rencontrer Dieudonné avec qui son ami Frédéric Chatillon tentait de la mettre en relation, et s'est dite « choquée » par des propos de Dieudonné en janvier 2014, tout en condamnant la « censure » dont il serait victime et « l'hystérisation du débat organisée par Manuel Valls », renvoyant au bras de fer mené par ce dernier contre l'humoriste. Elle déclare également : « Il a dit beaucoup de mal de moi à de multiples reprises. Du jour où il a fait sa liste antisioniste, j'ai compris qu'il avait des ambitions politiques. Et son discours communautariste est radicalement à l'opposé de celui du Front ». Pour Louis Aliot, vice-président du FN, « ceux qui fréquentent les spectacles de Dieudonné ne correspondent pas au canon de l'électeur moyen du FN ». L'historien Nicolas Lebourg estime quant à lui que « l'antisionisme de Dieudonné est loin des conceptions de Marine Le Pen ». En revanche, Joël Gombin, doctorant spécialiste du FN, avance qu'il reste au sein du parti un « certain nombre de proximités avec Dieudonné mais aussi avec toute la galaxie qui l'entoure ». Les chercheurs Natacha Chetcuti-Osorovitz et Fabrice Teicher estiment que « c'est l'homophobie qui a permis de rapprocher la vieille garde du Front national et la mouvance de Dieudonné ».

##### Analyses de l'évolution politique de Dieudonné
Bien que moins présent dans les médias français, Dieudonné continue encore de bénéficier de certaines invitations, notamment dans l'émission Ce soir (ou jamais !), présentée par Frédéric Taddeï, où il intervient à trois reprises, notamment le 7 octobre 2008 sur le thème Humour et politique. À l'animateur qui lui demande alors si le baptême de sa fille avec Le Pen pour parrain est « de l'humour ou de la politique », Dieudonné met l'accent sur sa volonté de provocation en déclarant « moi, rejoindre Le Pen au hit parade des enculés, vous imaginez pour un humoriste ? » Anne-Sophie Mercier met pour sa part nettement en doute le fait que la démarche de Dieudonné ait un quelconque caractère humoristique ; en 2009, analysant l'évolution politique de ce dernier, elle souligne le caractère dangereux d'un comique qui libère « la parole antisémite, pardon, antisioniste ».
L'anthropologue Jean-Loup Amselle juge que l'un des éléments qui rendent Dieudonné représentatif du nouvel antisémitisme tient à la fusion qu'il réalise entre l'antisémitisme traditionnel avec les ritournelles sur les « Juifs ploutocrates », et un « antisémitisme postcolonial » où Arabes et Noirs seraient unis contre les Juifs au nom d'une « solidarité anti-impérialiste » : « Ce qui unit paradoxalement des idéologues comme Dieudonné et Kémi Séba à des essayistes comme Alain Soral ou à des leaders politiques comme Florian Philippot du Front national, c'est une même haine du mondialisme et la défense d'une sorte de développement séparé, visant à ériger des frontières entre les peuples noir, arabe et blanc. ».
L'essayiste Jean-Paul Gautier considère que « Dieudonné se situe à la croisée de deux courants de l'antisémitisme. L'un, à gauche, apparu au XIXe siècle avec Charles Fourier, Pierre-Joseph Proudhon, Alphonse Toussenel, Auguste Chirac, pour qui le juif représente l'exploiteur, le riche, le possédant. L'autre, d'extrême droite, avec Édouard Drumont, auteur de La France juive (1896), ou de Charles Maurras, dirigeant de l'Action française. Il s'inspire également de revues, de groupuscules d'extrême droite apparus en France sous la IVe et la Ve République : Défense de l'Occident, avec Maurice Bardèche et François Duprat ; l'hebdomadaire Rivarol ; Pierre Sidos et l'Œuvre française, Frédéric Chatillon (ex-GUD), Christian Bouchet (nationaliste révolutionnaire), Serge Ayoub (ex-JNR) ou Alain Soral ».
L'historien Tal Bruttmann voit en Dieudonné « le révélateur d'un mouvement qui débute à la fin des années 1990 et au début des années 2000 et que l'on ne pouvait plus nier quand l'affaire Merah a éclaté », reposant à la fois sur « la vieille extrême droite des Serge Ayoub et Frédéric Chatillon, l'extrême gauche et les altermondialistes, et d'autres, plus nouveaux, certaines minorités maghrébines qui se reconnaissent dans l'importation du conflit israélo-palestinien ». Il observe ainsi la jonction entre l'antisémitisme datant du XIXe siècle, selon lequel les Juifs contrôlent les banques, les médias et la société de manière générale, et un antisémitisme lié à la seconde intifada et à la situation du Proche-Orient.
Pour Michèle Tribalat, Pascal Bruckner, Richard Prasquier et Jacques Tarnero, cosignataires d'une tribune publiée dans Le Huffington Post, Dieudonné ne se proclame « antisioniste » que parce qu'« il connaît les limites de ce que peuvent entendre des oreilles européennes. […] Accabler Israël de tous les maux du monde permet de recycler la haine des Juifs en haine d'Israël tout en la parant du vernis progressiste et émancipateur des peuples opprimés ». Aux yeux des auteurs, son antisionisme empreint de théorie du complot, qui séduit une extrême droite antisémite, lui permet également de bénéficier de l'aura dont jouit la cause palestinienne en France depuis la fin des années 1960 face à la disqualification du sionisme.
Charles Rojzman estime qu'« Alain Soral et Dieudonné représentent bien ce nouvel antisémitisme qui cherche à rassembler les opprimés et les victimes du « nouvel ordre mondial » », qui « proclame qu'il n'est pas antisémite et qu'il ne veut ni persécuter ni haïr. Il est tout simplement la victime de la haine et de la fourberie des Juifs qui eux persécutent vraiment le genre humain (Israël, la Finance…) ».
Fabien Jobard, directeur de recherches au CNRS, considère pour sa part que l'antisémitisme de Dieudonné n'est qu'un élément parmi d'autres d'un ensemble plus vaste, que le public de l'humoriste résume par « pensée anti-système ».
Dans une tribune au Figaro, Dominique Reynié, Simone Rodan-Benzaquen et Gilles Finchelstein s'inquiètent à leur tour « de l'apparition d'un nouvel antisémitisme, sous couvert de la critique d'Israël et à la faveur d'Internet », à travers le phénomène Dieudonné-Soral.
L'historien Emmanuel Kreis souligne la singularité de Dieudonné : « Historiquement, je n'ai jamais entendu parler d'humoristes ayant un positionnement exclusivement antijuif, y compris dans l'Allemagne nazie. Cet effet est exacerbé par le fait que l'expression antisémite de Dieudonné se concentre dans un seul lieu, le théâtre de la Main d'Or, qui sert tout à la fois de lieu de réunion, de manifestation et de représentation de spectacle vivant ».

#### Relations avec les milieux négationnistes
Dans la seconde moitié des années 2000, Dieudonné se rapproche de la mouvance négationniste, d'abord de manière allusive. Ginette Skandrani fait partie de son entourage politique dès 2004. En mai 2006, le journal L'Arche relève, sur le site de campagne de Dieudonné, un article signé « Serge Noith » et qui suggère que l'assassinat d'Ilan Halimi relèverait d'une manipulation de « la droite hypersioniste » ; L'Arche reconnaît en « Serge Noith » Serge Thion, militant négationniste connu. Le 18 décembre 2006, Dieudonné se produit au Zénith de Paris dans son nouveau spectacle, Dépôt de bilan. Dans un des sketches, Dieudonné imagine un dialogue avec le négationniste Robert Faurisson, auquel il déclare : « Ne revenez jamais ! J'essaye de remonter dans le show-biz. Vous dites des choses insensées. Vous êtes en Isra… Vous êtes en France ! ». Il raconte ensuite une « blague de Toto » contestant l'existence des « chambres à air ».
L'essayiste Paul-Éric Blanrue, partisan de Robert Faurisson, suscite finalement une rencontre entre ce dernier et Dieudonné. Le vendredi 26 décembre 2008, lors de la dernière représentation au Zénith de Paris de son spectacle J'ai fait l'con, à laquelle assistent de nombreuses personnalités, dont Kémi Séba, Jean-Marie Le Pen et d'autres membres du Front national, Dieudonné organise une apparition surprise de Robert Faurisson sur scène. Après que le négationniste est arrivé par les coulisses à l'insu de la direction du Zénith, Dieudonné annonce la venue d'un homme qui est « un scandale à lui tout seul », invite la salle à saluer ce dernier par un « tonnerre d'applaudissements » et lui fait remettre un « Prix de l'infréquentabilité et de l'insolence ». Le comédien Jacky Sigaux — régisseur du théâtre de la Main d'Or, et faire-valoir fréquent de Dieudonné sur scène — vêtu d'un costume pastichant la tenue des déportés juifs (pyjama à carreaux — et non rayé — et étoile jaune), apporte à Faurisson le « trophée », en forme de chandelier sur lequel sont plantées des pommes. Faurisson, lui, s'abstient de faire allusion à ses propres thèses, mais prédit à Dieudonné qu'il risque d'encourir des poursuites. L'humoriste répond : « Votre présence ici et notre poignée de main sont déjà un scandale en soi. C'est même la plus grosse connerie que j'ai faite mais la vie est trop courte. Déconnons et désobéissons le plus vite possible ! » Une partie de la salle crie « Vive la Palestine ! ». La vidéo de la brève rencontre entre Dieudonné et Faurisson — qui ne reste sur scène que quelques minutes — circule bientôt sur Internet, notamment mise en ligne par La Banlieue s'exprime,,.
Dieudonné déclare par la suite : « Je ne suis pas d'accord avec toutes les thèses de Faurisson. Il nie par exemple la traite des esclaves organisée depuis l'île de Gorée, au large de Dakar. Mais pour moi, c'est la liberté d'expression qui compte »,. Il présente l'apparition de Faurisson dans son spectacle comme une provocation délibérée, soit, selon ses propres termes, « Une bombe médiatique artisanale […] Fallait que je trouve plus fort que Le Pen. Tu peux pas faire deux fois un coup avec le même personnage. […] À côté [de Faurisson], Le Pen, c'est Casimir dans L'Île aux enfants. C'est Lorie. […] Dans le métier, si tu serres la main à ce mec là, t'es grillé, t'es calciné. Vaut mieux avoir le sida. […] [La spécialité de Faurisson], c'est la contestation. Il conteste, très très fort. […] Je me suis dit, avec un mec comme ça, on va faire péter le compteur […] C'est nucléaire ce qui vient de se passer. J'ai fait mieux que Fourniret, Dutroux, tous les pédophiles. Pourquoi tu vas te faire chier à violer un enfant. T'invites Robert chez toi, t'es peinard ».
Cette affaire provoque un tollé médiatique et politique ; de nombreux partis, du Parti communiste à l'UMP, condamnent l'initiative de Dieudonné. De son côté, le maire de Paris, Bertrand Delanoë, suivant les décisions d'annulation de spectacles de Dieudonné, que ce soit à Montpellier, Besançon ou Belfort, fait savoir, lors de ses vœux à la presse, qu'il interdirait aux théâtres publics de la capitale d'accueillir le spectacle de l'humoriste. Élie Semoun commente, en février 2009 : « Dieudonné est ailleurs, dans le monde de la haine » ; l'ancien partenaire de Dieudonné dit vivre un « traumatisme », comme s'il avait vécu auprès d'un psychopathe ou d'un pédophile sans s'en apercevoir. Au sein du FN, Marine Le Pen, alors vice-présidente du parti, aurait alors fait part de son mécontentement devant cette mise en scène « affligeante » ; Jean-Marie Le Pen lui-même déclare que Dieudonné a « un peu exagéré ».
Dieudonné interprète ensuite un sketch avec Robert Faurisson — ce dernier joue pour l'occasion un personnage parodiant Serge Klarsfeld — pour les besoins d'une vidéo figurant dans les bonus du DVD de J'ai fait l'con.
Avoir fait applaudir par le public le principal négationniste français et lui avoir fait remettre une récompense par un comparse déguisé en déporté juif vaut à Dieudonné d'être poursuivi pour injure raciale. Alors que Robert Faurisson, également poursuivi, est relaxé, Dieudonné est condamné le 27 octobre 2009 à 10 000 euros d'amende. Le tribunal qualifie les propos tenus sur la scène du Zénith lors de la remise du « prix de l'infréquentabilité » à Faurisson d'« injures commises à l'encontre d'un groupe de personnes en raison de leur origine ou de leur appartenance ou de leur non-appartenance à une ethnie, une nation, une race ou une religion déterminée, en l'espèce des injures antisémites ». Le journal REFLEXes relève que de nombreuses personnalités négationnistes et/ou d'extrême droite sont venues, lors du procès, marquer leur soutien à Dieudonné et Faurisson. La condamnation est confirmée par la Cour d'appel de Paris le 17 mars 2011, et le pourvoi en cassation introduit par Dieudonné est rejeté en octobre 2012. Peu après sa condamnation en première instance, Dieudonné diffuse sur Internet une vidéo dans laquelle il qualifie l'apparition de Faurisson de « performance artistique historique », et lance un appel aux dons. Il interprète ensuite — accompagné de Jacky Sigaux qui porte son costume de déporté — la chanson « Shoananas », sur l'air de Cho Ka Ka O d'Annie Cordy.
Valérie Igounet, analysant la position politique de Robert Faurisson, juge que ce dernier, un temps marginalisé, se trouve désormais au centre d'une « nébuleuse » dont les figures principales sont Dieudonné et Paul-Éric Blanrue, et dont le « point de ralliement […] est un « antisionisme » radical paravent d'un antisémitisme déguisé, qui trouve aujourd'hui son aboutissement discursif dans le négationnisme ». L'historienne ajoute que « La dénonciation du « complot américano-sioniste », l'axe du mal, figure au centre de cette rhétorique ». Dieudonné et Blanrue apparaissent désormais comme les principaux diffuseurs des idées de Faurisson. Interrogé sur sa proximité avec des négationnistes, Dieudonné se déclare en 2010 « pas très au fait » du négationnisme ; il assure ne pas comprendre que l'on puisse contester l'existence de la Shoah, mais dit préférer le débat avec les négationnistes plutôt que leur criminalisation. Les auteurs du livre La Galaxie Dieudonné jugent au contraire que Dieudonné « patauge […] allègrement dans la fange négationniste ».
Outre Paul-Éric Blanrue, Ginette Skandrani et Serge Thion — il dit par ailleurs ignorer les opinions négationnistes de ce dernier — Dieudonné compte également dans son entourage l'universitaire María Poumier, proche de Roger Garaudy, traductrice d'Israël Shamir et auteure en 2009 d'un livre sur Robert Faurisson présentant ce dernier comme un « historien pionnier ». Pierre Panet signe quant à lui un texte intitulé « Faurisson, un humaniste »,. En juin 2012, Dieudonné assiste avec Ginette Skandrani aux obsèques de Roger Garaudy.
En octobre 2018, lors du décès de Robert Faurisson, il rend hommage à ce dernier en écrivant : « je perds un ami, un homme exceptionnel qui m’a beaucoup inspiré. Je sais que la soif de vérité à laquelle il était enchaîné est à présent apaisée, elle aura fait de sa vie une œuvre incomparable. Dans un monde normal ta place serait au Panthéon. Nous ne t’oublierons pas Robert. Tu es le seul pour qui je vais m’imposer un devoir de mémoire ». L'UEJF annonce qu'elle va déposer une plainte contre Dieudonné pour apologie du négationnisme.

#### Liste antisioniste aux élections européennes de 2009
La liste « antisioniste » pour les élections européennes de 2009 est montée du fait d'une conjonction d'intérêts entre les différents membres de l'entourage de Dieudonné. Alain Soral ayant quitté le FN après avoir échoué à obtenir la tête de liste en Île-de-France, Égalité et Réconciliation doit trouver une autre stratégie électorale. De son côté, Yahia Gouasmi — responsable du Centre Zahra pro-iranien, de la Fédération des chiites de France et du Parti antisioniste — approche Dieudonné pour monter un projet politique commun. Le 21 mars 2009, Dieudonné annonce, lors d'une conférence de presse organisée au théâtre de la Main d'Or, qu'il entend conduire, pour les élections du 7 juin, une liste de 26 noms dans la circonscription Île-de-France ; il met l'accent sur le caractère « anticommunautariste », mais surtout antisioniste de sa candidature. Faisant allusion à la grève générale antillaise qui se déroule au même moment, il déclare, « Il faut se battre contre le système béké. On l'appelle comme ça en Guadeloupe. En France c'est le système sioniste, c'est exactement la même chose. Ce sont les esclavagistes et on est des esclaves. Il faut qu'on se libère ! ». Alain Soral annonce rapidement qu'il accepte la proposition de Dieudonné. Ce dernier tente également de mêler à sa campagne les causes africaine et antillaise, en proposant de participer à sa liste à deux personnalités fort dissemblables, Kémi Séba et le syndicaliste guadeloupéen Élie Domota (leader de la grève générale alors en cours aux Antilles). Kémi Séba, en mauvais termes avec Alain Soral, décline l'invitation, tout en souhaitant « un gros score » à la liste de Dieudonné ; Domota, lui, refuse sèchement.

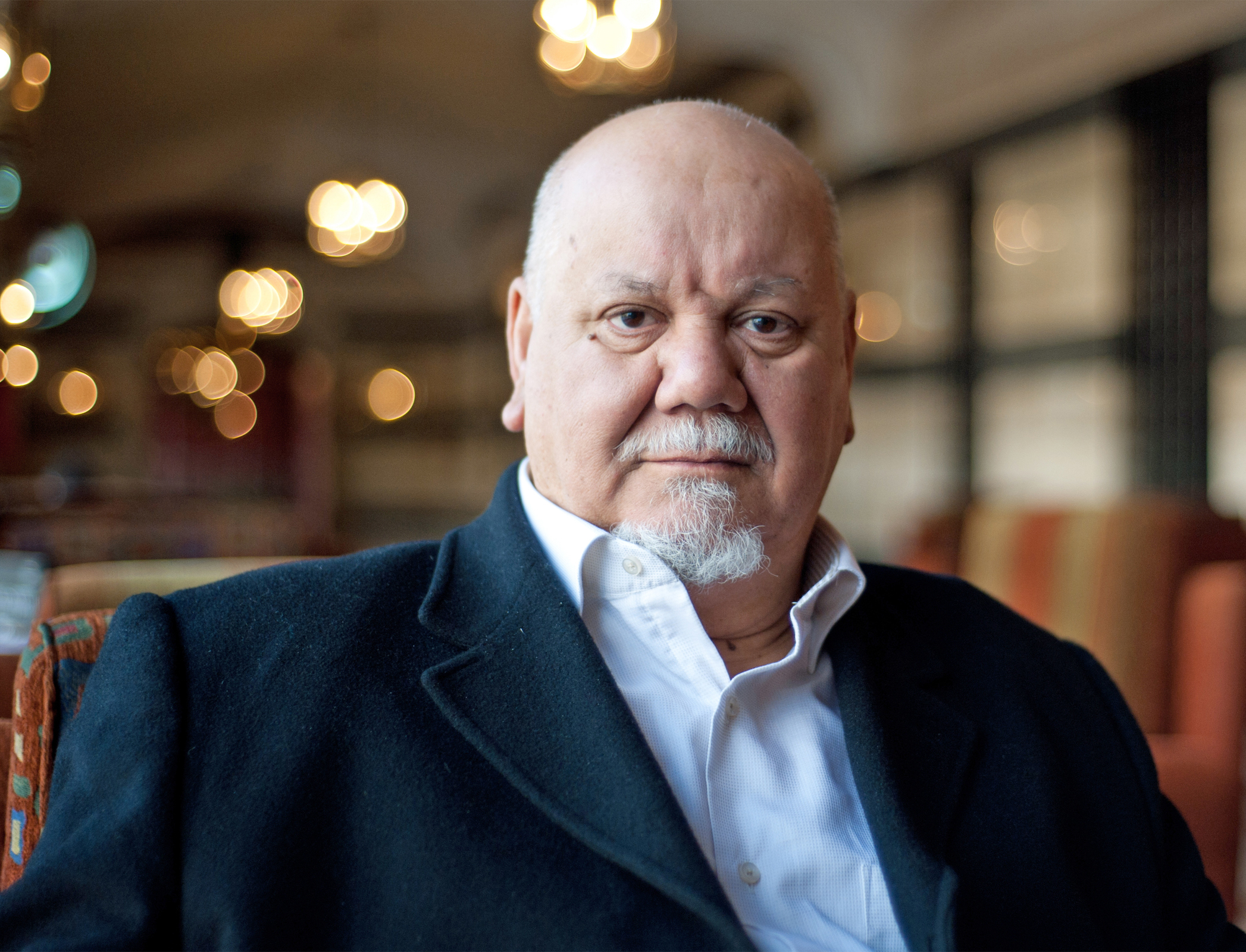
Yahia Gouasmi, responsable du Parti antisioniste et colistier de Dieudonné lors des élections européennes de 2009.

La liste antisioniste, que Dieudonné a définie, lors de sa conférence de presse, comme un rassemblement de « tous les insoumis de ce système », « tous les infréquentables », prend des allures d'objet politique hétéroclite. Dieudonné, tête de liste, y côtoie Alain Soral, Yahia Gouasmi, ainsi que d'autres membres de son entourage comme Ginette Skandrani, María Poumier, Pierre Panet, Ahmed Moualek ou Christian Cotten. La compagne de Dieudonné, Noémie Montagne, figure à la quatrième place. Figurent également sur la liste des anciens cadres du Front national comme Charles-Alban Schepens, Michael Guérin ou Cyrille Rey-Coquais. Thierry Meyssan, un temps annoncé sur la liste, n'y figure pas, sa domiciliation au Liban le rendant inéligible au parlement européen. Dieudonné figure sur les affiches électorales en compagnie d'Alain Soral, de Yahia Gouasmi, et d'un autre colistier, habillé en rabbin : il s'agit de Shmiel Mordche Borreman, un Belge très proche de Gouasmi, converti — sans être membre de Neturei Karta — à une forme hétérodoxe de judaïsme et à l'antisionisme radical,,,,,.
En réaction, l'Union des étudiants juifs de France proteste vivement en se disant « choquée » par cette candidature visant à « réunir sur une même liste le maximum de personnes condamnées pour incitation à la haine raciale » et portée par un « vaste programme politique haineux ». Le terroriste Carlos, en détention à la maison centrale de Poissy, adresse à la liste de Dieudonné un courrier l'assurant de son soutien et de son « vote symbolique ». La liste se targue également du soutien du Hamas et du Hezbollah.
Le 7 juin 2009, la liste antisioniste obtient 1,30 % des suffrages en Île-de-France, avec une pointe à 2,83 % en Seine-Saint-Denis. Son meilleur score est atteint à Gennevilliers où elle obtient 6,35 % des voix,. La liste connaît des pointes à deux chiffres dans certains bureaux de vote de quartiers populaires, notamment 25,39 % au bureau 20 de Gennevilliers. Jean-Yves Camus constate que la liste antisioniste a échoué à mordre sur l'électoral traditionnel du Front national, peu sensible à son « aspect black-blanc-beur » ; les politologues restent prudents quant à la structuration en France d'un « vote ethnique » dont aurait pu bénéficier la liste. Par la suite, une controverse éclate au sujet du financement de la liste, que l'on dit provenir du gouvernement iranien : elle est notamment alimentée par Ahmed Moualek qui, désormais brouillé avec Alain Soral, publie en 2013 sur Internet une vidéo dans laquelle l'écrivain évoque un financement iranien. Soral lui-même précise que « l'argent n'est pas venu d'Iran, mais de la communauté chiite française et de son leader Yahia Gouasmi »,.

#### Prises de position internationales
S'agissant des questions internationales, Dieudonné se veut en premier lieu antisioniste et dénonce la politique d'occupation et de colonisation de la Palestine par Israël. Dans un sketch de son spectacle J'ai fait l'con, il met en scène, sur un mode dramatique, le destin d'un jeune Palestinien qui meurt en commettant un attentat-suicide. Sa solidarité demeure néanmoins à un niveau verbal et il n'entretient aucun contact avec des organisations palestiniennes. Lors des européennes 2004, sa présence sur la liste EuroPalestine et sa dénonciation de l'axe « glouton » américano-sioniste, ne sont pas du goût de Leïla Shahid, alors représentante en France de l'Autorité palestinienne, qui se désolidarise de la liste. La majorité des associations pro-palestiniennes préfèrent également garder leurs distances vis-à-vis de lui.
En janvier 2006, il adresse ses félicitations au Hamas lors de sa victoire électorale dans les territoires palestiniens. Du 27 au 30 août 2006, peu après le conflit israélo-libanais, il participe, à l'initiative de Thierry Meyssan, à un voyage au Liban et en Syrie ; outre Meyssan et Dieudonné, le groupe comprend Alain Soral, Ahmed Moualek, Marc George et Frédéric Chatillon. Ils rencontrent le président libanais Émile Lahoud, des représentants du Hezbollah et le général Michel Aoun, opposant chrétien libanais allié au Hezbollah. Lors de son passage à Damas, le groupe rencontre le président du Venezuela Hugo Chávez. À cette occasion, Dieudonné salue en ce dernier le « chef de la résistance mondiale à l'impérialisme américain »,.
Dans la deuxième moitié des années 2000, Dieudonné noue des liens avec le régime islamique iranien. Il se rend en Iran à plusieurs reprises, à la suite de l'invitation du ministère de la Culture : du 14 au 16 avril 2006, à l'occasion d'une conférence d'État sur la Palestine, puis en février 2007, où il rencontre Mohammad Honardoost, alors vice-président de l'Islamic Republic of Iran Broadcasting,.
Le 21 novembre 2009, grâce à Yahia Gouasmi, Dieudonné est reçu par le président iranien Mahmoud Ahmadinejad,. Lors d'une conférence de presse, Dieudonné déclare avoir reçu des fonds en Iran pour son « combat culturel » contre le sionisme : « Nous avons reçu un budget important qui nous permet de faire des films » à la hauteur de ceux d'Hollywood, qui est le bras armé de la culture sioniste. Dieudonné et Gouasmi déclarent également avoir voulu intervenir pour la libération de l'étudiante française Clotilde Reiss, alors détenue en Iran. Ils assurent que l'ambassade de France en Iran les a empêchés de la rencontrer. Mais Dieudonné ajoute : « si son projet est de servir le sionisme, dans ce cas, elle a sa place en prison en Iran »,.
Le 12 septembre 2010, Dieudonné se rend à nouveau à Téhéran pour demander au gouvernement iranien, prétend-t-il, la clémence envers Sakineh Mohammadi Ashtiani, condamnée à mort pour « adultère et complicité de meurtre contre son mari ». Cependant, à son retour en France, et après avoir rencontré le ministre iranien de la Justice, il estime que le dossier contient « des preuves irréfutables, des preuves matérielles » de la culpabilité de l'accusée. Bien que rappelant son opposition au principe de la peine de mort, il dit regretter que ce dossier ait été instrumentalisé en France,.
Dieudonné fait allusion à sa rencontre avec Ahmadinejad en intitulant l'un de ses spectacles Mahmoud, et en y incluant un sketch où il évoque son « amitié » avec le dirigeant iranien. Il s'exprime également à plusieurs reprises dans des médias iraniens. Dans un entretien pour le quotidien pro-gouvernemental en langue anglaise Tehran Times, il se plaint de « l'impossibilité d'aborder le thème de l'holocauste en France » et de l'annulation de « 200 » de ses spectacles à cause du « lobby sioniste ». En 2011, interrogé sur la chaîne iranienne Sahar TV, il déclare que « le sionisme a tué le Christ » et fait l'éloge de la révolution islamique iranienne et, plus généralement, des valeurs de l'islam, déclarant notamment : « [Les chrétiens français] doivent comprendre que Jésus était prophète de l'islam. Il a annoncé la venue du messager Mohammed. Il l'a anticipée. Il est très important que les chrétiens arrivent naturellement dans l'islam. C'est le chemin naturel de la révolution qui est en train de s'organiser. Les valeurs de l'islam, c'est les valeurs du Christ ! »,.
En mars 2011, dans le contexte de la guerre civile libyenne, Dieudonné se rend à Tripoli, accompagné de María Poumier et Ginette Hess-Skandrani, pour rencontrer le colonel Kadhafi et protester contre « l'agression occidentale » contre la Libye. Il déclare à cette occasion que « Kadhafi est bien plus honnête que Nicolas Sarkozy », affirmant que ce dernier agit sous l'influence de Bernard-Henri Lévy, représentant du « lobby juif français, [du] lobby sioniste, [du] lobby américain ». Il ajoute : « Sarkozy est un chien des Américains, Obama est la honte du peuple noir». Sur place, l'humoriste poste sur son blog une photo de lui posant devant une affiche du « guide », et répond à des journalistes. À son retour, il déclare être allé « pour dénoncer les frappes de l'impérialisme colonisateur […], pas pour soutenir Kadhafi » et précise ne pas avoir rencontré ce dernier. Il déclare cependant : « Les Libyens, il faut le savoir, aiment leur président ».
Durant la guerre civile syrienne, Dieudonné proclame son soutien à Bachar el-Assad.

#### Actualités et nouvelles polémiques de 2009 à 2013

##### Controverses et provocations diverses
Dans son spectacle J'ai fait l'con, qu'il joue entre 2008 et 2009, il tourne en dérision de nombreuses cibles — les Pygmées, les catholiques, les dirigeants africains corrompus, les serial killers — mais fait courir des allusions contre les Juifs tout le long du spectacle en exploitant des poncifs antisémites, évoquant par exemple les « rats d'Hollywood », l'affaire Julien Dray, ou encore ce qu'il appelle « la fine équipe », dans laquelle il range la LICRA, l'UEJF et les associations militant pour le respect des droits de l'homme,.
En 2009, Francesco Condemi, membre du bureau de campagne de la liste antisioniste, et son associée Béatrice Pignède réalisent Sans forme de politesse : regard sur la mouvance Dieudonné, film documentaire consacré aux projets et engagements de Dieudonné et de plusieurs de ses proches. Prévue le 3 juin, la projection du film au cinéma parisien l'Entrepôt est finalement annulée. Un jour auparavant, le maire PS de Paris, Bertrand Delanoë, avait fait connaître sa « totale désapprobation », à l'exploitant de la salle et avait fait rappeler par son porte-parole que le cinéma recevait une subvention de la ville. Le maire du XIVe arrondissement avait également demandé au responsable de la salle d'annuler la projection.
En mars 2009, la justice belge ouvre une enquête sur Dieudonné, ce dernier étant accusé d'avoir tenu des propos antisémites lors d'un spectacle à Liège (les charges seront finalement abandonnées en novembre 2013). La même année, lors d'un débat télévisé sur la TSR, l'animateur suisse Pascal Bernheim qualifie, en plaisantant, Dieudonné de « nègre ». Dieudonné porte plainte, mais la justice suisse classe l'affaire, l'animateur s'étant excusé de ce qu'il qualifie lui-même de « blague à deux balles ». L'humoriste riposte alors en diffusant sur Internet une vidéo dans laquelle il déclare : « Le puissant lobby d'youpins sionistes [que représente Pascal Bernheim] est voleur, raciste et menteur », ses propos étant assortis du bandeau « Attention : ce message est à caractère strictement humoristique »,.
En 2010, Dieudonné demande l'abrogation de la loi Gayssot en compagnie de personnalités d'extrême droite ou négationnistes telles que François Brigneau, Jean-Yves Le Gallou ou Robert Faurisson.
En juin 2010, il présente son nouveau spectacle intitulé Mahmoud au théâtre de la Main d'Or ; le rappeur JoeyStarr est présent dans l'assistance. Ce one-man-show est construit autour de ses thèmes de prédilection : la Shoah, les Juifs, l'esclavagisme et l'histoire dont il conteste « la version officielle », en faisant notamment allusion à Robert Faurisson : « Je ne conteste pas la Shoah. Je la trouve mal retranscrite. L'Histoire, c'est pour les cons et c'est un nid à problèmes ». Dès le début du spectacle, Dieudonné annonce s'être converti au judaïsme en lançant : « J'ai rejoint la religion du profit ». Il met en scène dans plusieurs saynètes des Juifs qui dominent des Noirs, notamment une scène où un négrier juif parle à son esclave noir. Il raconte également comment il a rencontré en novembre 2009 le président iranien Mahmoud Ahmadinejad, qui donne son titre au spectacle — le récit n'occupe que cinq minutes sur près d'une heure et demie —, mais également Khaled Mechaal, le chef en exil du Hamas, qu'il compare au « général de Gaulle de la Palestine, en plus charismatique ». Par ailleurs, il attaque des personnalités comme Bernard-Henri Lévy — « Quand tu entends BHL, tu te dis que si, lui, il est philosophe, peut-être que les chambres à gaz n'ont pas existé » — ou l'animateur Arthur, dont il compare les plateaux d'invités à une « radio communautaire ».
En 2011, Dieudonné réalise le long-métrage L'Antisémite, dont il tient également le rôle principal. Co-écrit par Dieudonné avec le comédien et humoriste Olivier Sauton, le film est co-produit par une société iranienne. Jacky Sigaux, Ahmed Moualek, María Poumier, Alain Soral et Robert Faurisson y font tous des apparitions. Dieudonné présente son film en « avant-première » en janvier 2012, lors d'une projection au théâtre de la Main d'Or, et décrit à cette occasion son œuvre comme « une farce, une plaisanterie, comme le sont les accusations lancées contre [lui] » et dit vouloir « mettre un point final à la polémique » à propos de son antisémitisme. L'Antisémite, dont la LICRA tente en vain d'obtenir l'interdiction, n'est finalement pas distribué en salles, mais uniquement aux abonnés de Dieudosphere, le site commercial de Dieudonné,,. La société de production iranienne tente ensuite, lors du festival de Cannes 2012, d'organiser au marché du film une projection de L'Antisémite, mais celle-ci est annulée à la demande des responsables du marché. Dans Première, le critique Romain Thoral analyse ce film comme un « ‘nanar de comique télé', qui s'inscrit dans une grande tradition, aux côtés de L'Ame Sœur (de Bigard), T'aime (de Patrick Sébastien) ou des Clefs de bagnole (de Baffie). À ceci près que L'Antisémite repousse encore un cran plus loin l'amateurisme technique inhérent au genre, tout en se doublant d'un fond idéologique parfaitement rance » et en se réfugiant derrière « l'excuse du 25e degré ». Il le résume « comme l'œuvre terminale d'un type complètement cramé, devenu malade à force de tourner en boucle, même plus capable de griffonner une vanne potable sur 90 minutes de show ».
En octobre 2011, Dieudonné se constitue partie civile dans le procès qui oppose Rachida Dati à deux détenus, les assassins Alfredo Stranieri et Germain Gaiffe, qui affirment chacun être le père de la fille de cette dernière. L'humoriste, ami des deux détenus avec qui il avait sympathisé en animant un atelier d'écriture en prison, prétend être le « parrain » de la fille de l'ancienne garde des sceaux. Poursuivis pour « outrage sur personne dépositaire de l'autorité publique » à la suite de leur revendication, les deux détenus sont condamnés à quatre mois de prison et la constitution de partie civile de Dieudonné est déclarée irrecevable.
Les controverses entourant Dieudonné le suivent dans d'autres pays francophones : en janvier 2010, la mairie de Genève lui interdit de se produire dans les salles municipales. En mai 2012, à Bruxelles, la police interrompt une représentation de Dieudonné et dresse un procès-verbal pour « propos xénophobes » et « incitation à la haine raciale » (les charges seront finalement abandonnées en novembre 2013). Quelques jours plus tard, il doit renoncer à une série de représentations à Montréal après qu'une association juive a protesté contre ses « idées haineuses ».
Dieudonné gagne en 2012 deux procédures contre des mairies qui l'avaient empêché de se produire. Il fait condamner la ville de Genève à la suite de l'affaire de 2010, et remporte un procès contre la ville de La Rochelle, où la société gérante du Palais des congrès est condamnée, en première instance, à lui verser 40 000 € au titre de préjudices d'image et d'ordre financier, pour avoir annulé l'une de ses représentations.
En novembre 2012, Dieudonné est condamné en première instance à 20 000 € d'amende pour « diffamation, injure et provocation à la haine et à la discrimination raciale » pour la chanson Shoananas. La condamnation est confirmée en appel en novembre 2013, mais l'amende réduite à 8 000 €. La justice ordonne le retrait d'YouTube de la vidéo de la chanson,,.
En 2013, Dieudonné réalise une tournée de son spectacle Foxtrot, dont la chanson Shoananas constitue l'un des clous. Il est accompagné de divers faire-valoir, parmi lesquels Jacky Sigaux qui reprend son rôle de déporté juif. Supposé être consacré au « rêve américain », ce spectacle traite des tueurs en série, de l'intervention militaire de 2011 en Libye et des Juifs, qui sont notamment présentés comme « grands favoris et 62 fois champions du monde » d'une « compétition victimaire » mondiale. Dieudonné revient entre autres sur son litige avec Patrick Timsit qui l'avait traité de « nazi », en commentant : « Dans les années 30, t'avais un tas de Timsit qui cassaient les couilles, les gens en ont eu marre. Pour passer de l'énervement à la déportation, il suffit d'avoir pris un petit café serré le matin ». Tout en faisant « une blague sur les Juifs environ toutes les dix minutes », Dieudonné se moque également des Chinois et des Noirs, ce qu'il met en avant pour affirmer que les Juifs ne sont pas sa seule cible. Le 23 mai, il fait casser par le tribunal administratif de Montpellier un arrêté municipal de la ville de Perpignan, qui interdisait une représentation de son spectacle au Palais des expositions. En février, il donne, en marge de sa tournée, un entretien dans lequel il s'exprime sur les polémiques alors en cours autour du mariage entre personnes de même sexe, qualifiant le projet de loi, alors en plein débats parlementaires et provoquant de vives oppositions, de « projet sioniste qui vise à diviser les gens ». En juillet, Dieudonné et le terroriste Carlos sont les témoins du mariage d'Alfredo Stranieri et Germain Gaiffe à la maison centrale de Poissy. Libération commente à cette occasion : « peu probable que cela soit un mariage d'amour, mais plutôt une nouvelle provocation de l'ancien humoriste, organisée avec quelques camarades ». Dieudonné déclare quant à lui que « la loi sur le mariage pour tous a ouvert la porte au grand n'importe quoi » et que « les deux nouveaux mariés envisagent d'adopter un co-détenu ».
Le même mois, dans le contexte de l'affaire Clément Méric, Dieudonné réalise et diffuse sur sa chaîne YouTube un long entretien avec Serge Ayoub. Ce dernier prend la défense de l'assassin présumé, tandis que Dieudonné approuve ses propos.
En Belgique, Dieudonné apporte à la fin de 2013 son soutien au député Laurent Louis, habitué des provocations et invectives à l'égard du reste de la classe politique belge ; par la suite, Laurent Louis ira jusqu'à se présenter comme « l'ambassadeur de Dieudonné en Belgique »,. Dieudonné a aussi été défendu par deux avocats belges dont il est proche, Henri Laquay et Sébastien Courtoy, qui défendent par ailleurs Mehdi Nemmouche ; le second est également l'avocat de Laurent Louis,,.

##### Élections de 2012
En vue de l'élection présidentielle de 2012, Dieudonné annonce son soutien à « la chèvre Biquette » : « Quitte à voter pour une chèvre, autant voter pour une vraie chèvre et moi j'ai décidé de voter pour une chèvre parce qu'il me reste la dignité et la rigolade »,. Lors des législatives, il se porte candidat, avec le soutien du Parti antisioniste, dans la deuxième circonscription d'Eure-et-Loir où il s'était déjà présenté en 1997 ; il obtient 1,14 % des suffrages (436 voix). À la suite de ce scrutin, le Conseil constitutionnel le condamne en février 2013 à trois ans d'inéligibilité, pour n'avoir pas déposé ses comptes de campagne avant le 17 août 2012 alors qu'il était tenu de le faire en raison d'un score supérieur au seuil de 1 % des suffrages.

##### Démêlés avec le fisc
À la fin de 2012, le fisc réclame 887 000 € à Dieudonné pour non-paiement de « ses impôts sur le revenu entre 1997 et 2005, ses contributions sociales entre 1997 et 2003, ainsi que [de] sa taxe foncière entre 2008 et 2009 »,. Dieudonné lui-même conteste la somme. Le 10 octobre 2012, pour récupérer les sommes réclamées par le fisc le tribunal ordonne la vente aux enchères, pour un montant initial de 501 000 €, de son ensemble immobilier de Saint-Lubin-de-la-Haye. À la fin de janvier 2013, grâce à un appel aux dons sur Internet (il déclare qu'il s'agit d'un prêt qu'il remboursera après la tournée Foxtrot 2013), Dieudonné réunit les fonds nécessaires et fait racheter son bien par les Productions de la plume, dirigées par sa compagne, pour la somme de 551 000 €,.

##### Poursuite de sa carrière d'humoriste

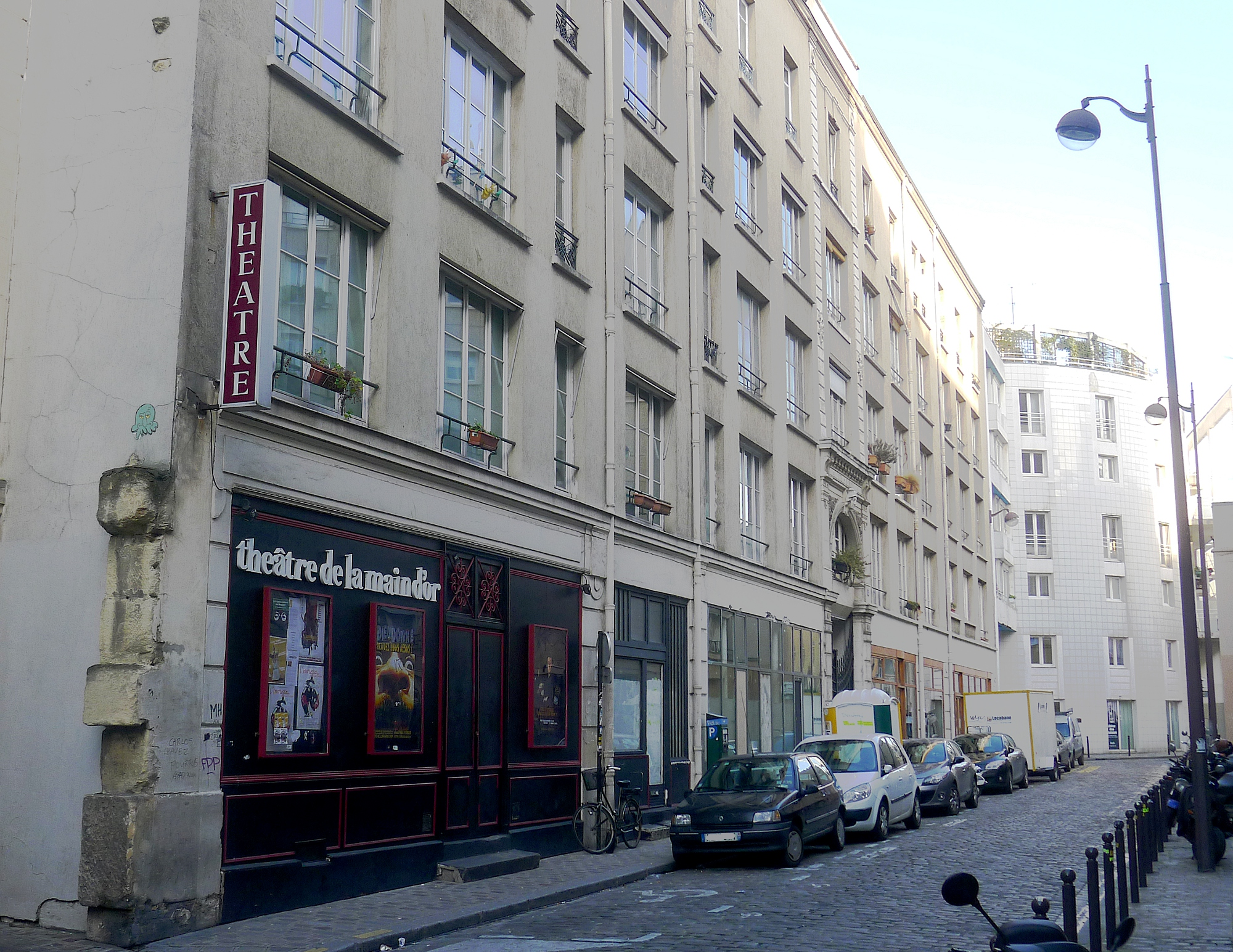
Le théâtre de la Main d'Or, à Paris.

Dieudonné écrit et interprète de manière régulière, au théâtre de la Main d'Or ou lors de ses tournées, de nouveaux spectacles : Sandrine (2009), Mahmoud (2010), Rendez-nous Jésus ! (2011), Foxtrot (2012). Ses affaires sont prospères malgré les polémiques qui l'entourent et une absence de publicité dans les grands médias : outre la billetterie et les DVD de ses spectacles, ses prestations génèrent également des produits dérivés (tee-shirts, mugs…). Les Productions de la Plume dégagent en 2012 un bénéfice net de 230 000 €,,.
Bien que la dimension politique soit désormais récurrente, voire prépondérante, dans ses spectacles, Dieudonné continue d'aborder, en tant qu'humoriste, des thèmes variés. Dans Sandrine, one-man-show construit d'après lui sur « des sujets de merde », il traite essentiellement des relations hommes-femmes, et s'en prend notamment au discours féministe en dénonçant « la stratégie de la pleurniche » des femmes. Son film Métastases (2012) raconte quant à lui l'histoire de deux hommes confrontés à l'épreuve du cancer et adoptant des stratégies différentes, l'un se soumettant scrupuleusement à la médecine officielle en acceptant la chimiothérapie quand l'autre, entraîné par son ami « Dieudo », part en Afrique pour se faire soigner par un guérisseur,. Il rend également hommage dans deux de ses spectacles à Claude Nougaro, qu'il présente comme un « ami » et « celui qui [l]'a inspiré dans le métier »,,. D'une manière générale, il continue d'affectionner l'humour noir, estimant qu'« il faut savoir rire de tout » et « ouvrir des réflexions sur des sujets douloureux, sensibles sur le mode humoristique ». Dieudonné précise à ce propos : « L'humour qui me touche, c'est celui qui fait mal. Le mien, je vais le chercher au plus profond de la noirceur… ». Il revendique à ce titre de pratiquer en guise de style humoristique une « distanciation à outrance » servant à la fois à sa « quête de vérité » et à « digérer les mensonges et les injustices ». Il prend aussi très fréquemment pour cibles des personnalités juives, tout en revendiquant l'auto-dérision en matière politique, ce qui lui permet de séduire un public acquis à sa cause ; il affirme cependant sur son blog le sérieux de son message, écrivant que sa mission est d'« éveiller les consciences ». Après son bras de fer avec les autorités fin 2013-début 2014, il se revendique, dans un entretien accordé à Causeur, comme « humoriste. Ni plus ni moins. Dans mes spectacles, il n'est pas question de donner des leçons de morale ou de philosophie. En toute simplicité, je fais rire sur des sujets qui me passionnent et que j'aime bien. À l'inverse beaucoup de comiques restent dans une sorte d'humour un peu industriel sur des sujets faciles », propos qu'il illustre en citant son « ami d'enfance Élie Semoun ».

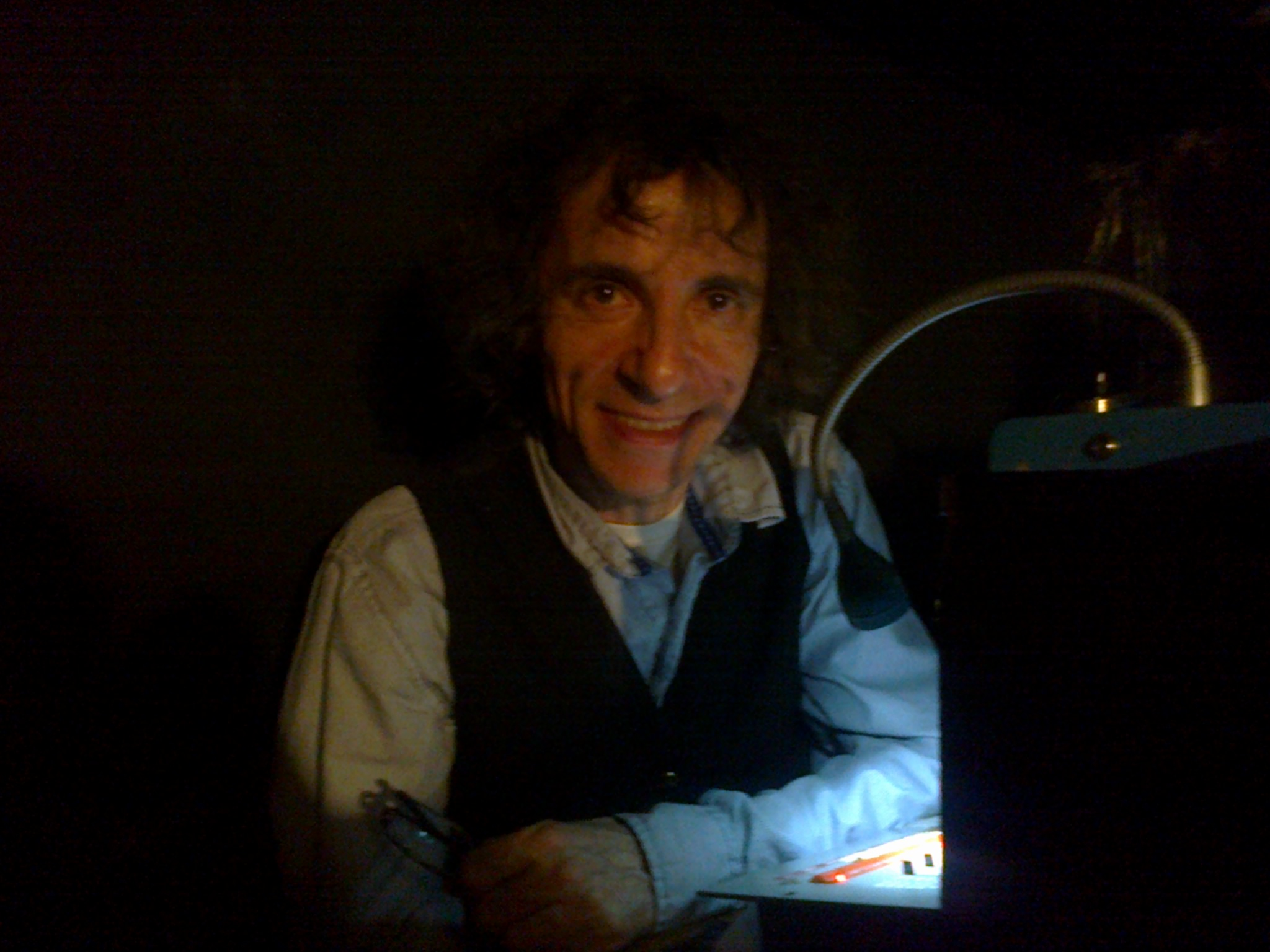
Jacky Sigaux, régisseur et comparse sur scène de Dieudonné.

Face à l'évolution politique de Dieudonné, les jugements sur sa personnalité et son activité d'humoriste sont contrastés. En 2010, les éditions Mordicus, dirigées par Robert Ménard, publient un livre d'entretiens avec Dieudonné et Bruno Gaccio sous le titre Peut-on tout dire ?, faisant écho au livre de Raoul Vaneigem, Rien n'est sacré, tout peut se dire, critiquant la Loi Gayssot, défendant la liberté d'expression des négationnistes et préfacé lui-même par Robert Ménard. Philippe Bilger rapporte que le projet initial était celui d'un livre d'entretiens avec Dieudonné et Guy Bedos, mais que ce dernier s'est désisté car il ne voulait plus voir son nom accolé à celui de Dieudonné. Selon Bruno Gaccio, qui indique avoir refusé la proposition dans un premier temps « par peur de [se] faire massacrer », de nombreux autres humoristes ont également décliné la proposition de Robert Ménard. Dans l'ouvrage, l'ancien auteur des Guignols de l'Info défend la liberté d'expression de Dieudonné — « le priver d'expression sur la scène publique, autre que celle qu'il s'est créée sur Internet et dans le théâtre de la Main d'Or, c'est inopportun et inopérant » —, tout en condamnant ses prises de position politiques : « Dieudonné est un gros taquin et il a déconné plein pot », estime-t-il, ajoutant qu'« il est contaminé — c'est une vraie maladie — par ses nouveaux amis, des gens que je définis, sans bien les connaître, comme profondément antisémites ». De son côté, Dieudonné assure dans ce livre qu'« être un paria » le « tracasse », que l'« urgence » pour lui est de « retrouver du lien, de multiplier les passerelles pour faire la paix avec des gens raisonnables », et qu'il souhaite « rassurer ceux qui le croient antisémite ».
Bertrand Beyern, président du jury des Grands prix de l'humour noir qui avait couronné Dieudonné en 2003, commente onze ans plus tard : « Il y a un membre du jury qui nous a dit à l'époque : « C'est le plus grand, allez voir ça. » […] Avec l'humour noir, on est sur le fil, toujours sur un fil. Et Dieudonné est tombé du fil ». Erwan Desplanques, journaliste à Télérama, estime quant à lui que « depuis son très bon spectacle Cocorico ! (2002), il a considérablement réduit la palette de ses personnages. La plupart du temps, il finit par ne plus jouer que lui-même, un provocateur complotiste » dont le spectacle se situerait « entre stand-up anar et meeting antisioniste » et se réduirait, excepté « quelques trouvailles », à « une parodie d'autoprocès ». La République des Pyrénées partage cette analyse, résumant son spectacle Asu Zoa (2014) à « un humour gras, vulgaire à l'extrême, toujours fondé sur l'insulte, et toujours aux dépens de ceux qui sont faibles et différents. […] Dieudonné parle de Dieudonné : son interdiction sur les antennes de télévision, le grand complot des journalistes et des « décideurs » qui se liguent contre lui restent ses sujets de conversation préférés ». Enfin, le philosophe Olivier Mongin, qui considère Dieudonné à la fois comme « une bête de scène, un orfèvre de la scène live […] ; un comique qui pratique un rire exclusivement ethnique et identitaire ; un guerrier qui n'est jamais aussi à l'aise que lorsqu'il tient, en bon garde-frontière, son ennemi dans le viseur », inscrit l'intéressé dans l'évolution de la scène comique française contemporaine : « Il y a belle lurette, en dépit de l'intermède Sarkozy, que le comique visant le pouvoir et les politiques ne fait plus rire […], que le rire bas (le sexe version Bigard) et le comique identitaire - ethnique se sont imposés ». Il juge également que Dieudonné « n'est vraiment pas drôle. Et pour cause, il n'a pas compris que le ressort du comique ne consiste pas à donner des coups (à cogner, à casser, à exclure) mais à s'approcher de quelque chose de dangereux et donc de fragile ».
Certains, à commencer par Manuel Valls lors du bras de fer de Dieudonné avec le gouvernement en 2013-2014, lui contesteront même son statut d'humoriste pour ne plus le considérer que comme un militant politique, dont les spectacles ne seraient plus que des meetings,. L'universitaire François Jost justifie ainsi ce positionnement : « L'humour est un écart par rapport à une norme. Et c'est sur ce ressort que joue Dieudonné. Mais ce qui compte, ce n'est pas seulement ce qui est dit, c'est aussi ce que l'on connaît de l'énonciateur et du contexte dans lequel il parle. Or Dieudonné a proféré plusieurs fois des attaques antisémites, dans des contextes tout à fait sérieux. […] Dieudonné passe constamment d'une position à l'autre [du ludique du spectacle au sérieux de la réunion], créant la confusion. Ce qui autorise à penser que ses propos sont de l'ordre de l'incitation à la haine raciale ». Daniel Schneidermann souligne ainsi que l'ambiguïté autour du statut de Dieudonné – « humoriste » ou « polémiste » ? – pose problème aux journalistes pour le qualifier, car « la qualité d'humoriste lui confère encore une sorte d'immunité, que lui ôterait immédiatement le basculement total dans l'appellation politique ».
Au contraire, d'autres personnalités, tout en condamnant son évolution politique et le fond de ses spectacles, continuent à voir en lui un humoriste de qualité, tels Gad Elmaleh (qui juge cependant que son talent n'excuse pas ses « idées profondément antisémites ») ; son ancien soutien JoeyStarr (« En tant qu'artiste, franchement, il est drôle, il est brillant ») ; l'essayiste Pascal Bruckner (« Dieudonné fait preuve d'un réel talent […]. Reconnaissons-le : il est souvent drôle, en dépit du dégoût que peuvent inspirer ses propos ») ; l'humoriste et acteur François Rollin (« Dieudonné est un humoriste qui a sombré. Il y a chez lui une vraie force comique et une partie complètement malade ») ; l'humoriste et animateur Yassine Belattar (« Il a, heureusement et malheureusement, un talent monstre ») ; ou encore l'humoriste belge François Pirette (« Au risque d'en choquer certains, il faut aussi prendre la peine d'aller voir, car c'est sans doute l'un des plus doués de notre génération. Il est d'une intelligence rare et d'une force humoristique rare. Mais je ne peux que déplorer la personne qu'il est devenu »).
Certains fans de Dieudonné le comparent à Pierre Desproges ou encore à Coluche en mettant en cause une baisse du seuil de tolérance face à la provocation ; Dieudonné se réclame lui-même de ce dernier,,,. Alain Jakubowicz, président de la LICRA, juge que l'évolution du contexte social, depuis l'époque de Pierre Desproges, a rendu les sketchs de Dieudonné inadmissibles. D'autres personnalités soulignent au contraire la différence entre Coluche, Desproges et Dieudonné en reprochant à ce dernier une absence de second degré et de profondeur,,,, sa vulgarité,, ou encore son rapport obsessionnel à la Shoah,.
Le public de Dieudonné le suit également beaucoup via Internet et les réseaux sociaux. Les vidéos qu'il poste sur ses comptes Internet, et qui incluent aussi bien des sketches que des règlements de compte avec ses différents adversaires, sont très suivies : certaines totalisent plusieurs millions de clics,,. En juin 2020, dans le cadre d'une campagne pour lutter contre la promotion de contenus haineux en ligne, la chaîne de Dieudonné, qui comptait plus de 450 000 abonnés, est supprimée par Youtube pour violations répétées des règles de la communauté. Le 3 août 2020, ses comptes Instagram et Facebook sont fermés définitivement. Facebook indique dans une déclaration : « Dieudonné MBala MBala a violé de manière répétée nos règles en matière de discours de haine, en publiant du contenu se moquant des victimes de la Shoah ou en employant des termes déshumanisants à l’encontre des juifs. Par son comportement, il n’a également pas respecté nos règles sur la haine organisée. En conséquence, en conformité avec notre politique sur les individus et les organismes dangereux, nous avons banni de manière permanente Dieudonné MBala MBala de Facebook et d’Instagram ».

### Le«phénomène»Dieudonné

#### Public et soutiens de Dieudonné
Dieudonné fidélise et fédère autour de lui un public à la fois nombreux et très hétéroclite. L'Express, décrit en 2009 le public du théâtre de la Main d'Or, comme une assistance « cosmopolite mêlant habitants du quartier et lointains banlieusards, jeunes couples enlacés, Blacks-Blancs-Beurs en survêt, copines sur leur trente et un, retraités en keffieh et crânes rasés en bombers ». Rue89 note également la variété du public, au sein duquel certains adhèrent entièrement au discours du comique et le croient victime du « lobby juif » tandis que d'autres viennent apprécier l'artiste et gardent leur distance vis-à-vis du discours politique, exprimant parfois leur gêne sur certains points. Dans un autre reportage, le même journal note que l'assistance ne compte « pas de skin ou de look crâne rasé. Mais des hommes, seulement un peu plus « bijoutés » que la moyenne – diamant à l'oreille et grosse bague au doigt. Aussi des familles, des femmes de 50 ans, un jeune qui a l'air de sortir de la piscine », et juge que le public de Dieudonné réunit « des antisémites certainement ; et d'autres qui pensent sincèrement que Dieudonné est le dernier des hommes libres, dans la provocation permanente ».
Slate revient, en 2013, sur le caractère bigarré du public de Dieudonné, où se côtoient militants d'extrême droite (qui ne représentent pas la majorité), jeunes musulmans, mais aussi « tout un petit peuple de rastas blancs, qu'on imaginerait plutôt dans un festival reggae ou une free party » et « une frange de l'extrême gauche altermondialiste, qu'on reconnaîtra facilement au port du tee-shirt à l'effigie d'Hugo Chávez ou au total look joueur de diabolo à Rennes », soit, dans l'ensemble, une jeunesse « plutôt arrivée là par le biais de la critique radicale des médias, de l'oligarchie et du « nouvel ordre mondial » que par le prisme du conflit israélo-palestinien, encore que les deux logiques aient tendance à s'entrecroiser ». Le journal s'interroge à cette occasion sur le processus de « dieudonnisation des esprits » qui serait à l'œuvre via la diffusion des idées et thématiques de l'humoriste.
Le Monde s'intéresse également, en janvier 2014, au caractère très composite du public de Dieudonné, que ce dernier compare lui-même à « une boîte à crayons de couleurs » : « il est peu de salles en France dans lesquelles on retrouve – côte à côte et riant des mêmes blagues – des Arabes, des Noirs, des Blancs, des jeunes de cités, des électeurs de gauche, d'extrême gauche, d'extrême droite, des racistes, des antiracistes, des antisémites et des antisionistes » ; une diversité dont la communauté juive est la « grande absente, à de rares exceptions près ». Le quotidien note la présence de spectateurs politiquement modérés, opposés à l'antisémitisme, et qui continuent d'apprécier l'humoriste tout en trouvant des circonstances atténuantes à sa radicalisation. Le journal souligne aussi l'aura de Dieudonné auprès de certains jeunes musulmans français, sensibles à son antisionisme qu'ils assimilent à un engagement pour la cause palestinienne ; néanmoins, la communauté musulmane dans son ensemble est partagée au sujet de l'humoriste, qui incarne en son sein un sujet régulier de discorde. Le Point ajoute à cette « mosaïque soudée par le rejet des élites » « des soixante-huitards sur le retour, et même quelques Bonnets rouges ». The Independent, étudiant en février 2014 le phénomène Dieudonné en France, fait une différence entre son public parisien, « dominé par des bobos d'extrême gauche, acquis aux thèses conspirationnistes » et son public de province, plus apolitique et qui tend surtout à voir dans sa démarche « une grande blague antisystème ».
Jean-Paul Gautier, historien et co-auteur du livre La Galaxie Dieudonné, estime que Dieudonné s'adresse notamment aux jeunes de banlieue, souvent issus de l'immigration, peu éduqués et peu insérés socialement, et sensibles à un discours désignant comme boucs émissaires les Juifs qui « s'en mettent plein les poches ». Gautier souligne que, si la majorité des partisans de Dieudonné sont « sous-politisés », l'humoriste « ratisse plus large » en attirant aussi des conspirationnistes, des négationnistes, des personnes ancrées à l'extrême droite depuis longtemps, ainsi que des fondamentalistes musulmans qui se sont tournés vers lui avec le conflit israélo-palestinien ; Dieudonné fédère ainsi des populations dont les « positions opposées » peuvent se croiser.
Jean-Yves Camus estime que Dieudonné, situé « à la lisière entre la politique, le show-business et tout simplement le mercantilisme », fait figure de « gourou » d'un groupement sectaire qui a ses codes et ses lieux de rassemblement ; le politologue juge en outre que le comédien se comporte comme un « commerçant » de l'idéologie antijuive qu'il propage, « un commerçant tout court, très habile, qui vend sa victimisation avec un vrai projet marketing », et qui attire un public réfugié dans une « posture pseudo-contestataire », formant « une mouvance transversale, antisystème et complotiste, dont l'antisémitisme reste la colonne vertébrale. Leur vision du monde est celle d'un ordre mondial dominé par l'axe Washington–Tel-Aviv. Derrière les discours fustigeant l'OTAN et la finance internationale, tout en soutenant Bachar el-Assad et Hugo Chávez, il y a la conviction qu'au fond, ce sont les Juifs qui tirent les ficelles ».
Michel Wieviorka souligne que Dieudonné, tout en étant avant tout une figure du nouvel antisémitisme qui se développe parmi les pro-palestiniens et les musulmans en voie de radicalisation, a réussi paradoxalement à plaire à la fois « à l'extrême droite nationaliste autant qu'aux populations issues de l'immigration récente (maghrébine, subsaharienne), sans parler des Antillais – qui ne constituent pas spécialement le fonds de commerce du FN ». Sa spécificité, selon Wieviorka, tient à sa capacité à rassembler « trois publics, l'un issu de l'extrême droite, un autre de l'immigration, un troisième composé de jeunes rebelles au système ». Ce paradoxe se résout « grâce à l'antisémitisme, qui subsume les différences et rapproche des personnes que tout sépare par ailleurs. » Le sociologue insiste sur le rôle joué par Internet et les réseaux sociaux, ayant offert à Dieudonné un important public virtuel, qui se reconnaît dans son discours « antisystème »,.
Jérémie Mani, président de Netino, une entreprise de modération de commentaires sur Internet, établit cinq grandes catégories parmi le millier de profils Facebook publics qu'il a parcourus et qui ont exprimé leur soutien à Dieudonné lors de son bras de fer avec les autorités en janvier 2014 : « les proches de l'ultragauche altermondialiste, tendance anarchiste » ; « les militants d'extrême-droite » ; « les partisans de Bachar El Assad et Mahmoud Ahmadinejad » ; « plus âgés, plus éduqués semble-t-il, un certain nombre d'internautes [qui] soutiennent également Dieudonné par principe ; celui d'une certaine conception de la liberté d'expression », sans cautionner pour autant tous les propos de l'humoriste ; et enfin, « quelques juifs déclarés… mais ils sont rares ».
Denis Turmel, le directeur du Zénith de Nantes, relativise de son côté le succès de Dieudonné à la lumière des réservations faites dans sa salle pour le spectacle Le Mur, peu avant l'interdiction prononcée par le Conseil d'État en janvier 2014 : « 5 500 places étaient vendues mardi matin [2 jours avant le spectacle], pour une salle qui fait environ 9 000. Le spectacle aurait dû être complet car Nantes est de manière générale une date très forte pour les tournées. Et si cette fréquentation n'est pas négligeable, elle doit être mise en perspective avec d'autres humoristes de sa génération : alors que Dieudonné ne devait passer qu'un soir, Franck Dubosc va faire trois dates et attirer 15 000 spectateurs, Florence Foresti jouera trois ou quatre soirs, Muriel Robin deux soirées… Il faut vraiment relativiser : au regard des autres, il a plutôt une fréquentation moindre ».
Contournant les grands médias grâce à son usage habile de l'Internet, Dieudonné réussit à constituer autour de lui une sorte de « contre-culture » ; il fidélise via le Web un public parfois désigné sous le nom de « dieudosphère », important (plusieurs dizaines de milliers d'abonnés sur son compte Twitter, plusieurs centaines de milliers sur son compte Facebook) et très actif sur les forums. Celui-ci contribue à diffuser, de manière virale, ses vidéos, ses leitmotivs et divers signes de reconnaissance ou messages codés, notamment celui de la « quenelle »,,,.

#### Le geste de la «quenelle» et autres signes de ralliement

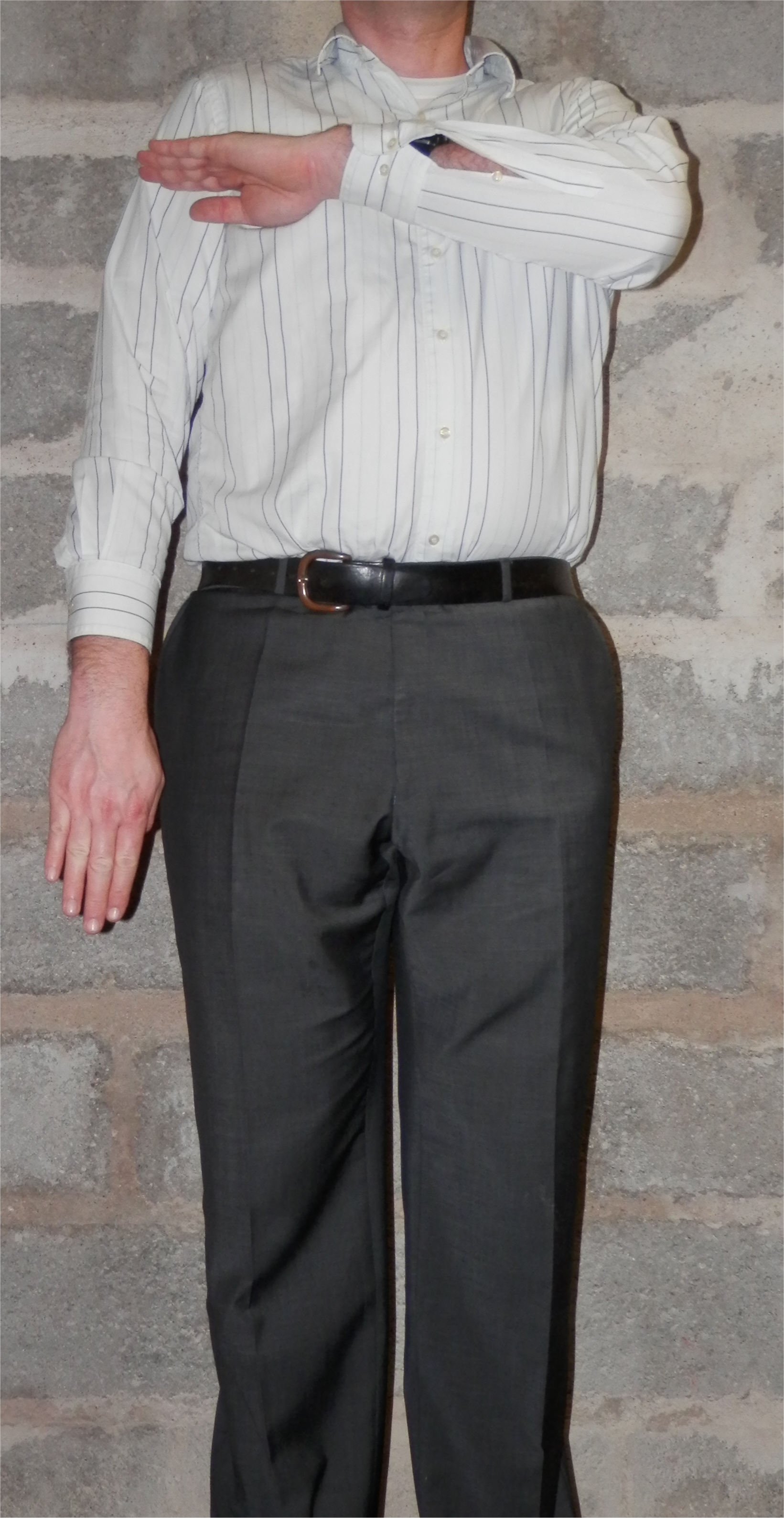
Le geste de la « quenelle ».

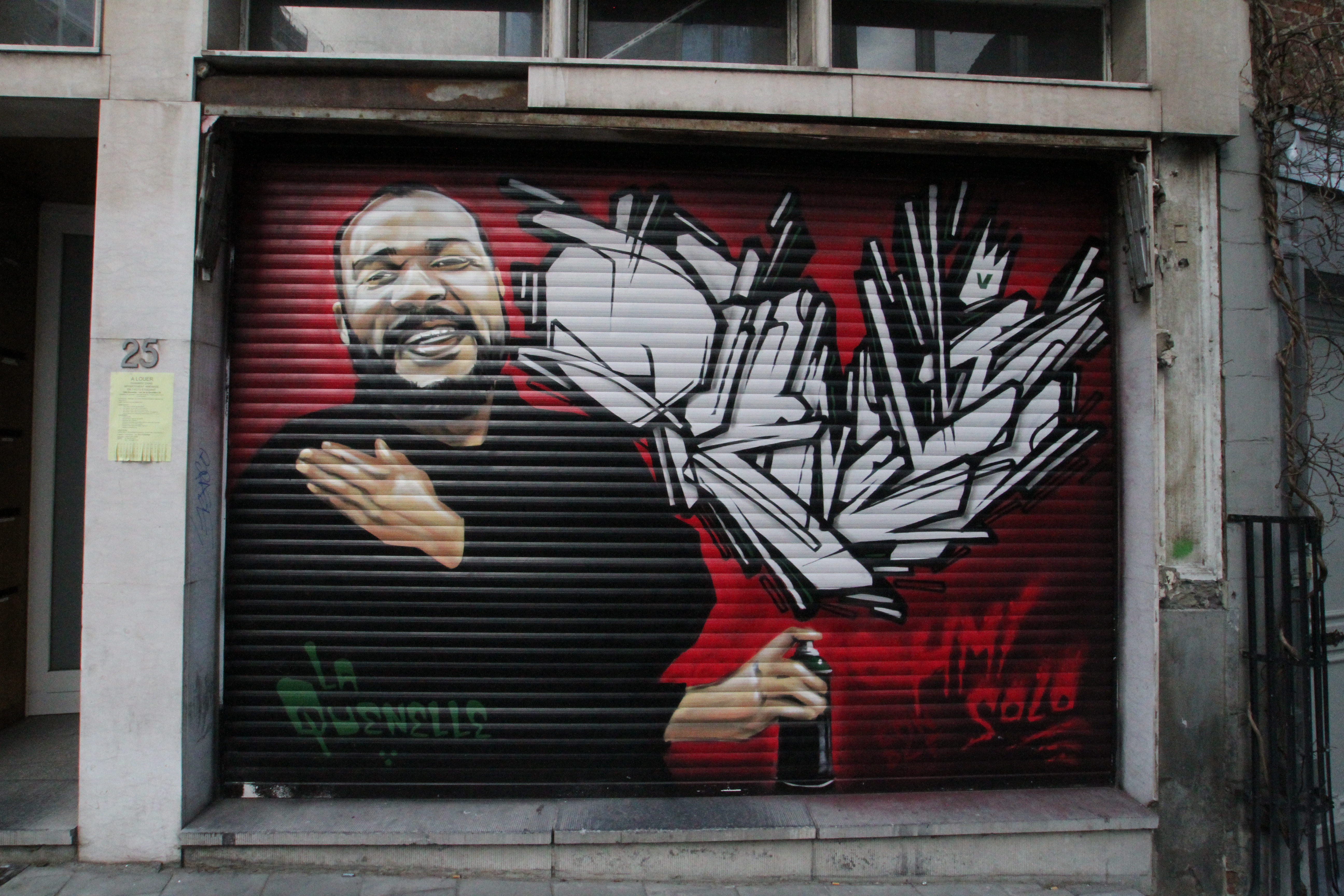
Graffiti à Bruxelles en 2011.

##### De l'humour potache au slogan politique
Le geste dit de la « quenelle », qui consiste à tendre un bras vers le bas tout en plaçant la main opposée sur l'épaule, est le signe de ralliement le plus connu utilisé par Dieudonné et ses partisans. Il est comparé alternativement à une variante de bras d'honneur, à un salut fasciste inversé ou à une allusion au fist-fucking. La signification du geste est de sodomiser symboliquement quelqu'un, en mimant le fait de lui enfoncer le bras dans l'anus,,.
Dieudonné utilise pour la première fois ce geste en 2005, dans un sketch de son spectacle 1905, pour accompagner la phrase « il va nous la foutre jusque-là »,. À l'origine simple effet comique dénué de signification politique, la « quenelle » devient ensuite récurrente dans les sketches de l'humoriste. Dieudonné aurait choisi le nom de quenelle à cause de la forme de ce mets, qui lui rappelait un suppositoire,. Progressivement, l'expression fait son entrée dans le discours politique de Dieudonné, qui dit volontiers vouloir « glisser une quenelle » à ses adversaires. À l'époque de la liste antisioniste, il déclare : « l'idée de glisser ma petite quenelle dans le fond du fion du sionisme est un projet qui me reste très cher ». Il définit le geste comme l'expression d'une forme de défi : « c'est une sorte de bras d'honneur au système avec une dimension, heu… dans le cul, quoi ; carotte dans le cul ».

##### Interprétations
Le geste est peu connu du grand public jusqu'en 2009, date à laquelle Dieudonné l'utilise sur les affiches de la liste antisioniste. Il acquiert alors une portée politique,. Le président de la LICRA le qualifie en 2013 de « salut nazi inversé signifiant la sodomisation des victimes de la Shoah »,. Slate juge la ressemblance avec une esquisse de salut nazi « évidemment volontaire ». Certains ont rapproché le geste de celui du Docteur Folamour qui, dans le film homonyme, réfrène un salut nazi en retenant son bras droit avec sa main gauche. A contrario, Dieudonné et certains de ses partisans, tentent de dissocier ce geste de sa portée antisémite, en essayant de le limiter au sens d'un geste « antisystème », au caractère « potache ».
La quenelle, à mesure qu'elle gagne en notoriété, est cependant associée dans l'opinion aux positions politiques de Dieudonné. Jean-Yves Camus souligne que la quenelle peut être interprétée de plusieurs manières : « salut nazi inversé, mais surtout geste antisystème tout court et aussi geste antisystème dirigé contre un complot juif » ; ce « geste transgressif d'une bêtise insondable » est donc bien à ses yeux un geste antisémite qui, s'il n'a rien à voir avec le néonazisme, « risque de devenir un signe de ralliement, une forme juridiquement acceptable de certains préjugés ». Il commente également : « difficile de dire que tous aient conscience de la portée de ce geste, mais leur vision du monde est celle d'un ordre mondial dominé par l'axe Washington–Tel-Aviv », au sein duquel les Juifs « tirent les ficelles ». Le consultant en e-réputation Albéric Guigou, observant sur les réseaux sociaux que le mot clé « juif » et ses déclinaisons sont associés trois fois plus au mot clé « quenelle » que des mots clés pourtant plus larges comme « système », « sioniste » ou « sionisme », en conclut que la quenelle « est bien utilisée comme un geste antisémite, qui permet de jouer avec la loi et les règles du vivre ensemble ». De son côté, le chercheur Haoues Seniguer y voit un geste « qu'il ne faut ni surestimer ni sous-estimer », qui « revêt une dimension polysémique » et « peut comprendre une gamme de significations allant de l'obscénité la plus crasse, de l'humour potache, à l'insulte vis-à-vis des victimes de l'extermination des nazis, c'est-à-dire les Juifs. Autrement dit, le sens dépendra très exactement des conditions, du profil social des individus, et, par-dessus tout, de leurs motivations ultimes. Il n'est donc pas permis, de façon réaliste, d'en conférer un sens a priori, sinon en prenant le risque pendant de verser, à contre-emploi, dans le procès d'intention ». Devant l'ambiguïté du geste, le juge doit ainsi démontrer l'intentionnalité d'un prévenu l'ayant exécuté pour caractériser une infraction. SOS Racisme décide en ce sens de poursuivre « la diffusion des images de “quenelle” et leurs auteurs dès lors que le contexte ne laisse pas de doute sur le message et l'injure à l'encontre de la communauté juive ». Ainsi, l'étude du contexte du lieu de commission d'une quenelle (notamment devant une synagogue) a permis au tribunal correctionnel de Bordeaux de caractériser une provocation à la discrimination. En revanche, la justice n'a jamais donné de signification à la quenelle.

##### Une diffusion virale accompagnée de polémiques
La reprise de la quenelle devient un jeu pratiqué par les fans de Dieudonné, qui s'emploient à la reproduire dans des photos ou des vidéos diffusées sur le web, sur les réseaux sociaux, voire dans le public d'une émission de télévision. Pour le politologue Jean-Paul Gautier, les supporters de Dieudonné perçoivent la quenelle « à la fois [comme] un symbole de rébellion et une blague, de la même façon que Dieudonné parle de politique sur le ton de la dérision mais de façon connotée ». Le geste, dont la signification reste jusqu'en 2013 peu connue, acquiert rapidement, en tant que contenu viral, une certaine popularité : il est repris par des sportifs ou des candidats d'émission de télévision qui n'en connaissent pas forcément le lien avec Dieudonné, ou la dimension politique. Ce dernier organise chaque année, dans ses studios en Eure-et-Loir, « Le Bal des Quenelles », une manifestation à mi-chemin entre le festival d'humour et l'université d'été politique. Il décerne par ailleurs des « Quenelles d'or » à des personnalités s'étant opposées à Israël, au « sionisme », ou bien tout simplement au « système »,,,. Des célébrités sont « piégées » par des personnes qui se font photographier avec elles en exécutant des quenelles ou en leur demandant de reproduire le geste. Dieudonné lui-même se fait photographier avec des personnalités, notamment des sportifs comme Tony Parker ou Yannick Noah, tandis qu'ils reproduisent des quenelles ou d'autres signes de ralliement, ; Tony Parker est ainsi contraint en 2013 de s'excuser, expliquant qu'il avait effectué le geste quatre ans plus tôt alors qu'il ignorait tout de sa signification. Dieudonné lui-même encourage ses fans à diffuser le geste, en déclarant : « Aujourd'hui, cette formule magique ne m'appartient plus. Elle appartient à la révolution. Soyez subversifs, glissez des quenelles, désobéissez ! ». Noémie Montagne, compagne et productrice de l'humoriste, a par ailleurs déposé les marques « Quenelle » et « Quenelle + » à l'INPI, pour en tirer des produits dérivés, ; elle tente en outre de conserver l'exclusivité de l'exploitation commerciale du geste, ce qui entraîne des tensions avec Alain Soral.
En septembre 2013, le ministre des armées Jean-Yves Le Drian réagit à l'image, diffusée sur Internet, de deux militaires français photographiés en train de faire ce geste devant une synagogue ; l'armée envisage des sanctions, déclarant ne pouvoir tolérer une éventuelle « apologie de doctrine interdite ». De nombreuses autres affaires liées à des « quenelles », exécutées par des anonymes ou par des personnalités, ont lieu dans les mois qui suivent, certaines entraînant des dépôts de plainte ou des sanctions contre leurs auteurs,,,,,,,. Alain Soral se fait photographier effectuant une quenelle devant le mémorial de la Shoah de Berlin. En Belgique, Laurent Louis reprend le geste à son compte, effectuant des quenelles aussi bien dans ses meetings que durant des sessions à la Chambre des représentants. En octobre 2013, une photo de Jean-Marie Le Pen et Bruno Gollnisch faisant le geste de la quenelle est diffusée sur Internet.
À la fin de décembre 2013, lors du bras de fer de Dieudonné avec les autorités, Nicolas Anelka effectue une quenelle après un but durant le championnat anglais ; le footballeur explique ensuite avoir voulu, non seulement célébrer son but, mais également rendre hommage à son ami Dieudonné,, affirmant que la signification du geste est « anti-système » et pas antisémite ni raciste. À cette occasion la presse britannique parle pour la première fois du geste, qu'elle qualifie de « Nazi Salute », ou « Nazi Gesture ». En Israël, la Commission de l'immigration et de la diaspora de la Knesset se réunit à la suite de l'incident et son président Yuli-Yoel Edelstein dénonce « une nouvelle vague antisémite », avant que le ministre israélien des Affaires étrangères Avigdor Liberman n'analyse le geste comme « le condensé de la situation problématique de l'Europe dans ses relations avec les Juifs et avec Israël ». Meyer Habib, député UDI de la huitième circonscription des Français établis hors de France — qui inclut Israël —, promet de préparer une proposition de loi pour « pénaliser le nouveau salut nazi et antisémite de Dieudonné qu'est la quenelle ». Nicolas Anelka est finalement condamné en février 2014 pour avoir commis un « geste abusif et/ou indécent et/ou insultant et/ou incorrect », la Fédération anglaise de football rejetant l'accusation de « geste en relation avec l'origine ethnique et/ou la race et/ou la religion ». En juin 2014, Anelka s'affiche publiquement avec un T-shirt représentant la quenelle de manière détournée.
En janvier 2014, « Joe le Corbeau », dessinateur partisan de Dieudonné et d'Alain Soral, est mis en examen pour avoir mis en ligne sur son site la photo d'un homme faisant une quenelle devant l'école juive Ozar Hatorah de Toulouse, théâtre de la dernière tuerie commise par Mohammed Merah. Le même mois, Rabiî Abdi, député tunisien de la circonscription de Béja et issu du mouvement Wafa (de tendance anti-impérialiste et pro-salafiste), effectue le geste lors d'une séance à l'Assemblée tunisienne retransmise en direct à la télévision en disant « vouloir rendre hommage à un comédien qui se bat contre le racisme »,. Plusieurs candidats et militants du Front national se sont approprié le geste entre la fin de 2013 et le début de 2014, tandis que Robert Spieler, homme politique d'extrême droite et ancien membre du FN, l'encense dans Rivarol du 9 janvier 2014. Lors des municipales de 2014, une liste d'extrême droite présentée à Vénissieux par des exclus du FN utilise le slogan « Glissez une quenelle dans l'urne ! ». Le rappeur Médine, proche de Dieudonné, est coutumier du geste, qu'il a notamment réalisé devant une réplique de la barrière de séparation israélienne. En août 2014, Pascal Mancini est convoqué par la Fédération suisse d'athlétisme pour avoir fait une quenelle ainsi qu'un autre mème propre à Dieudonné lors des championnats de Suisse.
Le 25 octobre 2014, Le Quotidien de La Réunion révèle que l'Organisation météorologique mondiale (OMM) a « modifié au dernier moment la liste des noms de baptême des cyclones pour la saison 2014-2015 », car celle-ci contenait, à la lettre Q, le nom « Quenelle ». Selon le quotidien, un dessin du caricaturiste Souch, dans son édition du 22 octobre 2014, représentant le préfet de La Réunion, qui disait redouter une plainte du CRIF lors du passage du cyclone, aurait décidé l'OMM à revoir sa liste.
Par la suite, le geste continue d'être utilisé en signe de protestation ou de manière injurieuse, pouvant donner lieu à interpellation. En juin 2019, la commission d'enquête sur la lutte contre les groupuscules d'extrême droite en France remet un rapport qui propose notamment d'intégrer la quenelle à la législation prohibant le port d’uniformes, brassards, insignes se référant à des organisations politiques criminelles. Nicolas Lebourg souligne que « cette législation a été longue et délicate à mettre en place », et considère que « cet enrichissement sera délicat à formuler simplement ».

##### Autres mèmes lancés par Dieudonné
Dieudonné lance d'autres mèmes issus de ses divers sketches, et qui deviennent autant de signes de ralliement pour lui et ses partisans : l'expression « au-dessus, c'est le soleil » — pouvant être accompagnée d'un doigt levé et d'une mimique caractéristique — censée exprimer sur le ton de la dérision que l'on parle de la chose la plus haute et la plus sacrée possible (soit, selon le contexte les chambres à gaz homicides nazies, la Shoah, Bernard-Henri Lévy, Mahmoud Ahmadinejad, ou tout autre sujet) ; ou encore la chanson Shoananas, voire tout simplement un ananas qui peut suffire à évoquer la chanson,,.

### Bras de fer avec les autorités autour du spectacleLe Mur(2013-2014)

#### Vers l'interdiction des spectacles

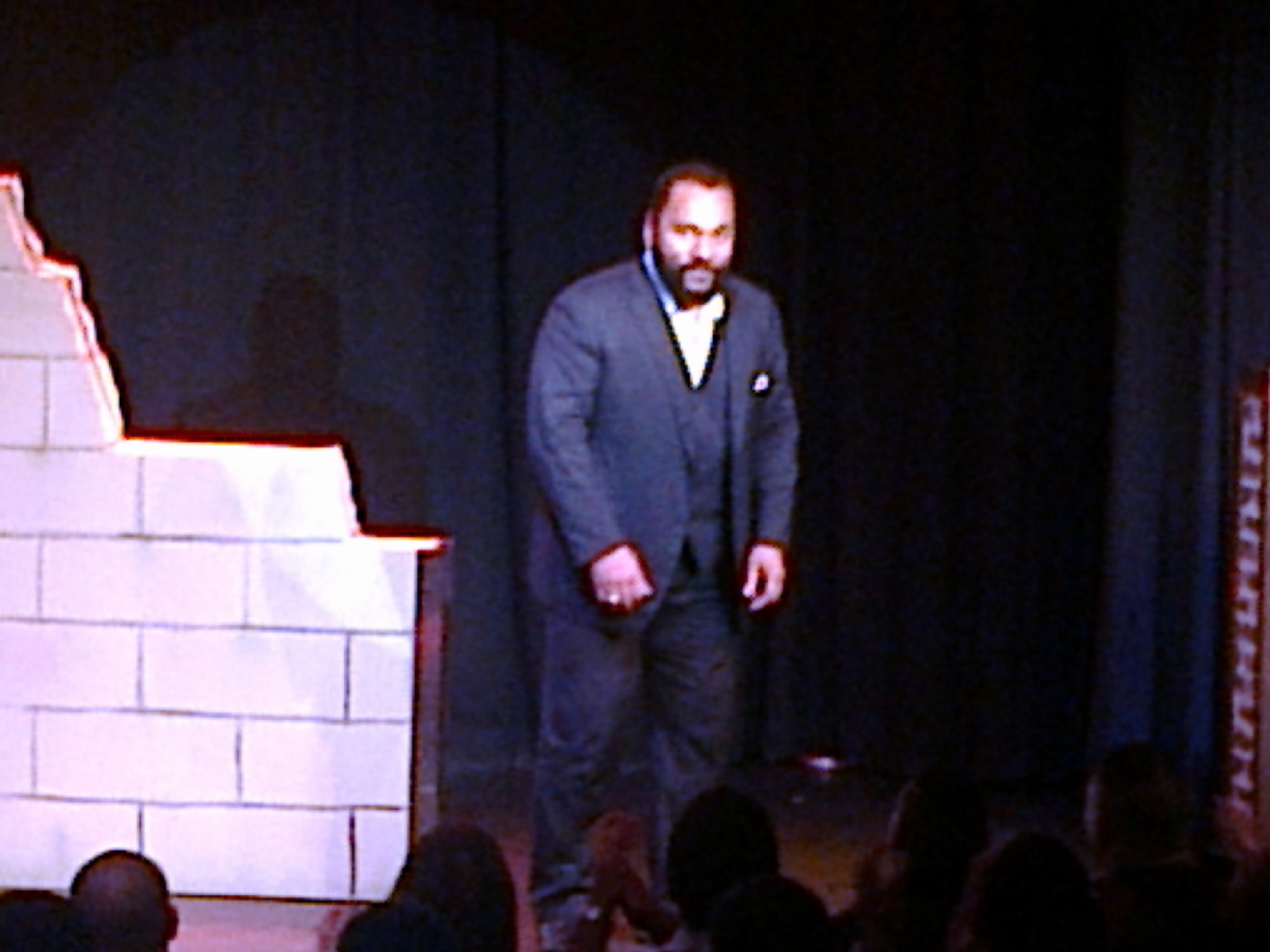
Dieudonné en novembre 2013, durant une représentation de son spectacle Le Mur, au théâtre de la Main d'Or.

Dès 2012, le palais de l'Élysée sous François Hollande s'inquiète du phénomène Soral-Dieudonné ; Julien Dray, qui cherche à élaborer une réponse au discours de Dieudonné avec d'autres anciens de SOS Racisme et Jean-Louis Bianco, affirme avoir évoqué le sujet dès « avant 2012 » avec le futur président socialiste. À la fin de 2013, le pouvoir exécutif décide de réagir. À la fin d'octobre, la cellule de veille de l'Élysée adresse à François Hollande une note faisant le point sur le discours antisémite de Dieudonné et sur son audience, particulièrement celle de ses vidéos sur Internet. En décembre, le président de la République, recevant une délégation du CRIF, dénonce, sans jamais citer l'intéressé, « le sarcasme de ceux qui se prétendent humoristes et qui ne sont que des antisémites patentés », et assure agir, « avec le gouvernement de Jean-Marc Ayrault, pour que, sur Internet, nous puissions éviter la tranquillité de l'anonymat, qui permet de dire des choses innommables sans être retrouvé ».
Au même moment, et ce depuis juin 2013, Dieudonné se produit dans un nouveau one-man-show, intitulé Le Mur. Aucune information ne filtre tout d'abord sur le contenu du spectacle, mais, le 19 décembre, des journalistes de Complément d'enquête, sur France 2, diffusent des extraits d'une représentation filmée en caméra cachée. Les images de la représentation, dont les Juifs sont une cible récurrente, montrent notamment Dieudonné s'en prendre à Patrick Cohen, animateur de France Inter. Ce dernier, quelque temps auparavant, avait reproché à Frédéric Taddeï d'inviter dans son émission Ce soir (ou jamais !) des personnalités aux « cerveaux malades », parmi lesquelles il rangeait Dieudonné. L'humoriste commente dans son spectacle : « Tu vois lui, si le vent tourne, je ne suis pas sûr qu'il ait le temps de faire ses valises. Moi, tu vois, quand je l'entends parler, Patrick Cohen, je me dis, tu vois, les chambres à gaz… Dommage ! ». Radio France dépose aussitôt plainte. Le Monde publie un compte-rendu d'un spectacle qui « repousse les limites de la provocation », et où abondent les allusions antisémites — « Moi, niveau président, je me suis arrêté à Pétain, je l'aimais bien, au moins il voyait où ça foire » ; « L'Holocauste, ça nous a coûté un bras » ; « J'ai pissé sur le mur des Lamentations » — et les attaques contre des personnalités juives. Dieudonné revendique lui-même son affrontement avec le gouvernement, et se flatte de « mettre le système en difficulté » en faisant progresser la « résistance » : sur scène, il prend directement à partie François Hollande en faisant entonner par la salle, sur l'air du Chant des partisans, « François, la sens-tu, qui se glisse dans ton cul, la quenelle ».

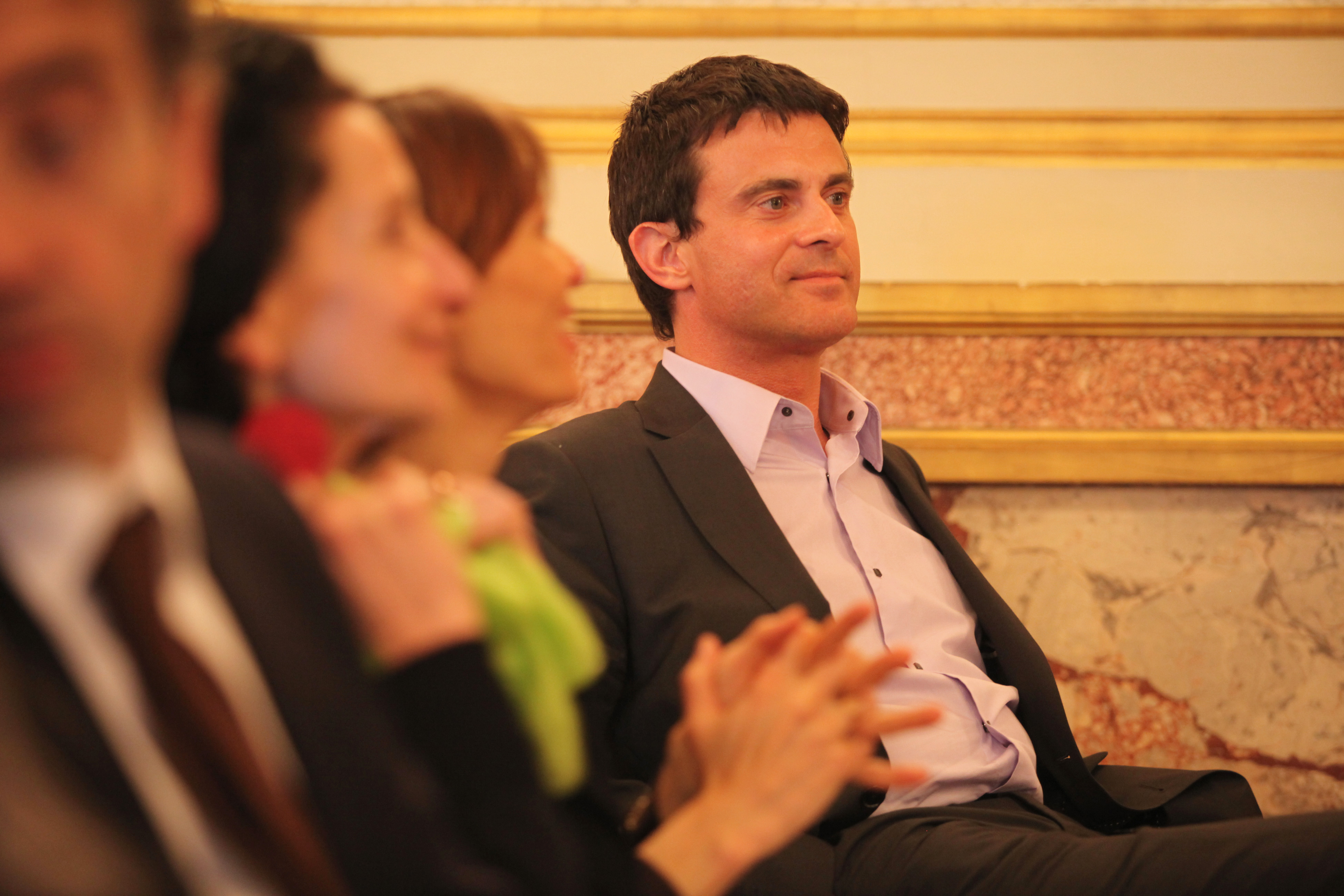
Manuel Valls, alors ministre de l'Intérieur, s'engage personnellement contre Dieudonné à la fin de 2013.

À la fin de décembre, alors que Dieudonné doit partir en tournée avec Le Mur, et au lendemain d'un communiqué du CRIF demandant que « des mesures efficaces soient enfin prises pour faire cesser les appels à la haine des Juifs » après les « provocations antisémites répétées de M. Dieudonné », le ministre de l'Intérieur Manuel Valls annonce son intention d'étudier « toutes les voies juridiques » pour interdire les « réunions publiques » de l'humoriste, dont il juge qu'elles « n'appartiennent plus à la dimension créative mais contribuent […] à accroître les risques de troubles à l'ordre public ». Le ministre commente : « Quand Dieudonné insulte la mémoire des victimes de la Shoah, c'est insoutenable. Ça suffit. Il faut casser cette mécanique de haine ». Le premier secrétaire du PS, Harlem Désir, et le président de l'UMP, Jean-François Copé, soutiennent la position de Manuel Valls. Le FN, par la voix de son vice-président Florian Philippot, estime au contraire que l'attitude du gouvernement vis-à-vis de Dieudonné constitue une « dérive extrêmement préoccupante pour la liberté d'expression en France ». Les partisans de l'humoriste dénoncent quant à eux « la main du CRIF » dans l'intervention de Manuel Valls au lendemain du communiqué de cette organisation. Le 3 janvier 2014, Serge et Beate Klarsfeld et leur fils Arno appellent, au nom de l'association des Fils et filles de déportés juifs de France, à manifester contre la tenue du spectacle, prévue à Nantes.

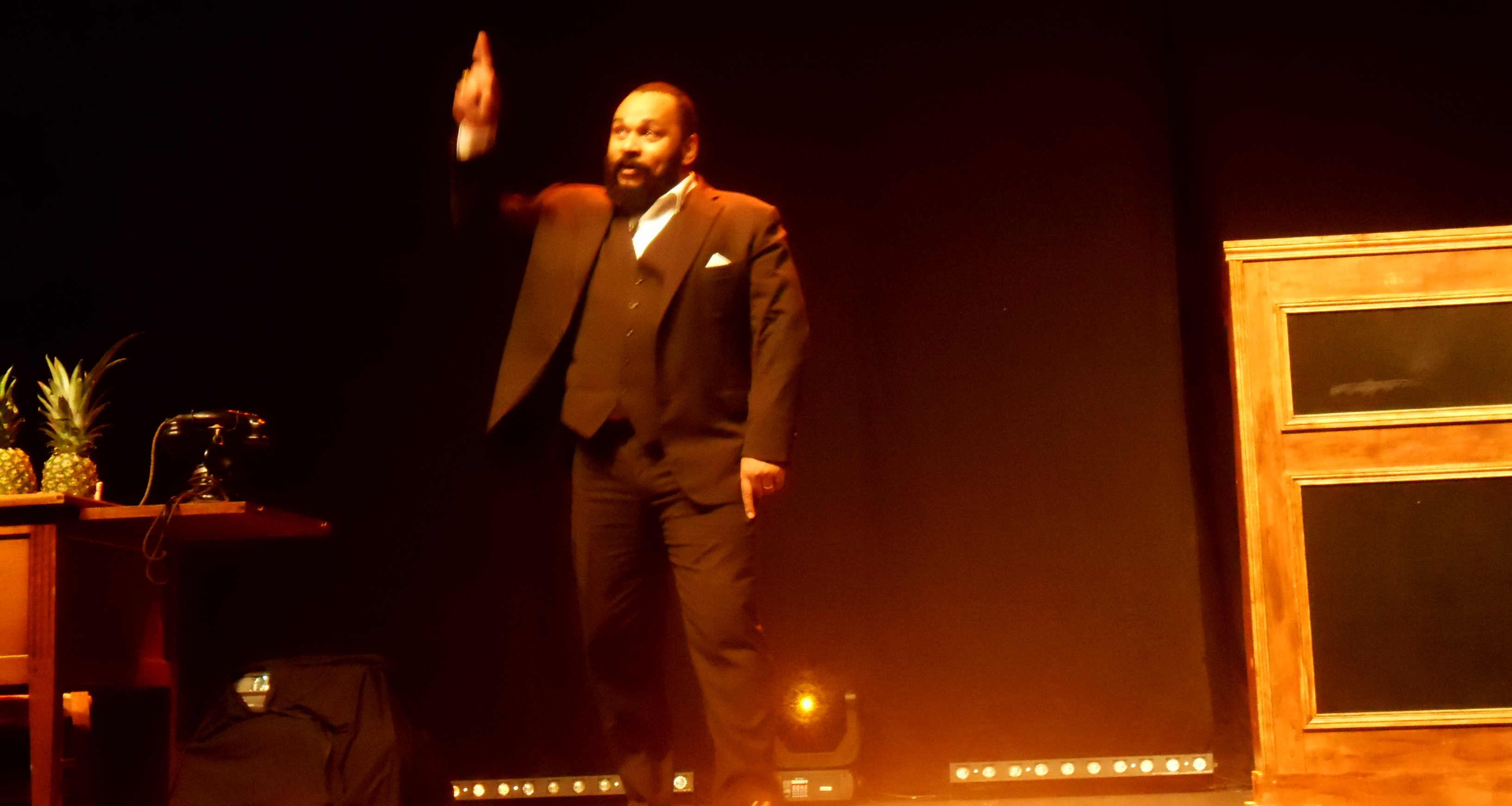
Dieudonné à Rennes en 2013

#### Doutes et surexposition médiatique
Le 6 janvier, Manuel Valls adresse aux préfets une circulaire dans laquelle il donne des instructions afin que les spectacles de Dieudonné soient interdits là où des risques de troubles à l'ordre public auront été constatés,. Sur le plan purement juridique, la jurisprudence René Benjamin de 1933 sur les troubles à l'ordre public porte sur la liberté de réunion et ne permet donc pas stricto sensu l'interdiction préventive d'une manifestation artistique. La circulaire du ministère de l'intérieur s'appuie en conséquence sur une autre jurisprudence du Conseil d'État qui avait, en 1995, validé l'interdiction d'un spectacle de lancer de nain en tant que représentation attentant à la dignité de la personne humaine, et par conséquent à l'ordre public,. La mairie de Bordeaux est la première à annoncer qu'elle interdira à Dieudonné de se produire durant sa tournée.
Dieudonné est condamné par l'ensemble du monde politique français, à l'exception du Front national – qui s'abstient cependant de le soutenir sur le fond.
Le 9 janvier 2014, alors que Dieudonné prévoit de se produire à 20 h au Zénith de Nantes, le bras de fer de l'humoriste avec le gouvernement atteint son paroxysme. À 14 h 20, le tribunal administratif de Nantes annule l'arrêté préfectoral qui interdisait la représentation du Mur, jugeant que « le spectacle ne peut être regardé comme ayant pour objet essentiel de porter atteinte à la dignité humaine. Par ailleurs, le risque de trouble public causé par cette manifestation […] ne pouvait fonder une mesure aussi radicale que l'interdiction de ce spectacle ». Manuel Valls saisit immédiatement le juge des référés du Conseil d'État. À 18 h 40, alors que les spectateurs commencent à se rassembler autour du Zénith, le Conseil d'État annule la décision du tribunal administratif, estimant qu'« au regard du spectacle prévu, tel qu'il a été annoncé et programmé, les allégations selon lesquelles les propos pénalement répréhensibles […] relevés lors des séances tenues à Paris ne seraient pas repris à Nantes ne suffisent pas pour écarter le risque sérieux que soient de nouveau portées de graves atteintes au respect des valeurs et principes, notamment de dignité de la personne humaine, consacrés par la Déclaration des droits de l'homme et du citoyen et par la tradition républicaine ». Dieudonné doit finalement renoncer in extremis à se produire à Nantes,,.
Cette ordonnance donne lieu à des analyses favorables,, mais également à des critiques, qui font notamment remarquer qu'elle infléchit la jurisprudence touchant à la liberté d'expression en France,,. La Ligue des droits de l'homme juge cette décision problématique en matière de liberté d'expression, et craint qu'elle n'engendre de la sympathie pour Dieudonné. Plusieurs éditorialistes soulignent que Dieudonné risque de bénéficier de la publicité que lui apporte cette affaire : Yves Thréard considère ainsi dans Le Figaro que le comique, qui « ne méritait que silence et mépris », « jouit désormais d'une notoriété malsaine dont il va user et abuser auprès de partisans hystérisés ». Plusieurs humoristes jugent que l'interdiction des spectacles de Dieudonné risque d'en faire un martyr aux yeux d'une partie de l'opinion, et qu'il vaudrait mieux dénoncer son discours en usant de pédagogie, tout en laissant la justice faire son travail a posteriori. Pour Didier Porte, « les gens qui vont voir Dieudonné sont persuadés d'aller à un spectacle, pas à un meeting politique. C'est eux qu'il faut convaincre, alors qu'on fait de Dieudonné un martyr, une rock star ! » ; aux yeux de Didier Porte, la bonne méthode serait de faire réaliser aux fans de Dieudonné la « toxicité » et le « ridicule » de ce dernier, afin de « démonter la baudruche ».
Dans le contexte de cette affaire, Élie Semoun choisit de répondre à son ancien compère dans l'émission Le Tube, par le biais d'un sketch qu'il décrit comme étant « presque la lettre d'un ami trahi et trompé ». Il conclut : « Quand on a débuté avec Dieudonné, on était le symbole même de l'antiracisme, à tel point que j'avais oublié que j'étais noir et qu'il était juif ! On s'en foutait à l'époque de tout ça, maintenant c'est un problème pour tout le monde… Dommage, moi j'aimais bien être noir. ». Nicolas Bedos réalise quant à lui, dans l'émission On n'est pas couché, une chronique tournant en dérision l'humour de Dieudonné, et durant laquelle il arbore à la fois une barbe islamique et la moustache d'Hitler, en ponctuant ses propos par un salut nazi. À la suite de cette chronique, Nicolas Bedos dit avoir été menacé de mort par la « véritable secte » que forment les fans de Dieudonné,. Le dessinateur Plantu est alors l'une des rares personnalités françaises à prendre la défense de Dieudonné, au nom de la liberté d'expression et en affirmant que celui-ci « tape sur toutes les religions »,.
Deux jours après la décision du Conseil d'État, et alors que sa représentation vient d'être interdite à Tours et à Orléans et que des arrêtés d'interdiction sont également pris par la préfecture de Paris,, Dieudonné donne une conférence de presse pour annoncer qu'il interrompt définitivement sa tournée et renonce à son spectacle, tout en déclarant vouloir « continuer à déranger beaucoup de monde par le rire ». Assurant qu'il souhaite avant tout calmer les choses en se conformant à la légalité dans un « État de droit », il ajoute : « Bien évidemment, je ne suis pas un nazi, je ne suis pas un antisémite »,. Il annonce son intention d'enchaîner sur un nouveau spectacle, intitulé Asu Zoa ; celui-ci, donné peu après au théâtre de la Main d'Or, s'avère en définitive avoir un contenu quasiment identique à celui du Mur, mais expurgé des charges ouvertement antisémites. Sans limiter ses attaques aux Juifs — il s'en prend à nouveau au mariage homosexuel —, Dieudonné leur réserve la majorité de ses références et les présente comme dominateurs. Il se félicite également que « Le Mur [l'ait] fait entrer dans l'Histoire, par le conduit des chiottes ». De son côté, François Hollande qualifie l'interdiction de ce spectacle de « victoire » et réaffirme son soutien à la ligne suivie par Manuel Valls. Ce dernier continuera d'adresser des charges récurrentes envers Dieudonné et Alain Soral durant une grande partie de l'année 2014.
Cet épisode est accompagné d'une exposition médiatique sans précédent de l'humoriste, l'affaire étant commentée par la presse européenne, mais aussi américaine,,,,, voire asiatique. De nombreux auditeurs et lecteurs reprochent aux journalistes de consacrer une place trop importante à l'affaire, certains y voyant une publicité démesurée faite à l'humoriste controversé, quand d'autres considèrent que les médias ont complaisamment relayé un plan de communication du ministre de l'Intérieur Manuel Valls,. Revenant sur ces critiques, les journalistes Enguerand Renault du Figaro, Daniel Psenny du Monde et Didier Si Ammour de Stratégies estiment que l'affaire devait être traitée à partir du moment où elle est devenue un problème politique et juridique. Didier Si Ammour et Daniel Psenny regrettent cependant l'emballement engendré par le traitement de l'information en continu. Le conseiller présidentiel Vincent Feltesse « [se] demande à quel point le fait de taper à ce point-là sur Dieudonné n'a pas renforcé sa posture victimaire, et les convictions d'un public qui a le sentiment d'être marginalisé et déconsidéré ». Si les médias de masse sont unanimes à condamner Dieudonné, la presse d'extrême droite est divisée : alors que Rivarol, à qui Dieudonné avait accordé un long entretien en 2011, le soutient largement, Minute prend le positionnement inverse et dénonce même son antisémitisme — tout en titrant en « Une quenelle sauce yiddish ».

### Depuis 2014

#### Affaires judiciaires
La justice française poursuit également Dieudonné car elle le soupçonne d'avoir organisé frauduleusement son insolvabilité,, notamment pour éviter de payer ses amendes (qui se montent, en janvier 2014, à 65 000 euros, dont 37 000 euros en condamnations définitives), dont aucune n'a été réglée. L'humoriste, en effet, n'est ni associé ni salarié de ses sociétés de production : une grande partie de ses biens, comme ses entreprises, sont au nom de Noémie Montagne, ou le cas échéant d'autres membres de sa famille,,. Le 7 janvier 2014, Le Monde révèle que Dieudonné, qui doit encore 887 135 euros au Trésor public, aurait expédié depuis 2009 plus de 400 000 euros au Cameroun, où il possède une société, Ewondo Corp Sarl, gérée par l'un de ses fils. L'argent aurait notamment transité par un compte de la première épouse de Dieudonné,,. Selon Le Canard enchaîné, le premier ministre Jean-Marc Ayrault aurait annoncé à ses ministres son intention d'avoir Dieudonné « au portefeuille », « comme les Américains ont fait tomber Al Capone ». Une enquête est ouverte, portant sur des soupçons de « blanchiment », d'« organisation d'insolvabilité » et de « fraude fiscale ».
Le paparazzi Jean-Claude Elfassi, opposant très déterminé à Dieudonné, révèle en outre sur son blog que les propriétaires du théâtre de la Main d'Or, juifs, souhaiteraient se débarrasser de leur locataire. Il diffuse également l'information, confirmée ensuite par la DRAC, selon laquelle la société Les Productions de la Plume, dirigée par la compagne de l'humoriste et qui gère le théâtre de la Main d'Or, ne dispose pas de la licence de catégorie 1, obligatoire pour tout exploitant d'un lieu de spectacle. La licence était détenue par une autre société de Dieudonné, Bonnie Productions, un temps radiée du registre du commerce, et la situation n'a pas été régularisée par Les Productions de la Plume après que celles-ci ont succédé à la précédente entreprise. S'appuyant sur ces griefs, ainsi que sur l'absence d'assurance et la représentation du spectacle Le Mur, les propriétaires du théâtre intentent en février 2014 une action en justice pour tenter de casser le bail locatif. Le 29 septembre 2015, la dix-huitième chambre civile du tribunal de grande instance de Paris condamne Dieudonné à quitter le théâtre de la Main d'Or. Dieudonné fait appel. Le 8 novembre 2017, la cour d'appel confirme la décision d'expulsion tout en condamnant la société titulaire du bail, Bonnie Productions, à payer aux propriétaires 280 660 euros d'arriérés locatifs. Ce même jour, il est également condamné en appel à deux mois de prison avec sursis pour des propos jugés antisémites tenus en 2014 lors d'un de ses spectacles.
À la fin de janvier 2014, lors d'une perquisition au domicile de Dieudonné, environ 650 000 euros et 15 000 dollars en liquide sont saisis. La justice enquête également sur l'utilisation par Dieudonné de l'argent reçu à la suite de ses appels aux dons.
En février, Dieudonné accorde un entretien à Causeur dans lequel, faisant le point sur les polémiques qui l'entourent, il dit n'avoir « absolument aucun remords, puisque les juges n'ont pas encore tranché sur le fond. […] Je compte jouer le jeu de la Justice et épuiser tous les recours possibles. […] La Cour européenne des droits de l'homme aura son mot à dire, d'autant que cette instance a déjà condamné la France plusieurs fois ». Il ajoute : « Je ne me sens pas du tout antisémite. Je n'ai absolument aucune haine particulière vis-à-vis du peuple juif, mais aucune attirance non plus. » Interrogé pour savoir s'il croit à la réalité du génocide juif, il déclare : « Je ne suis pas du tout spécialisé dans ces choses-là. Que les Juifs soient morts dans les chambres à gaz ou ailleurs, c'est atroce. En même temps, j'aime bien écouter Faurisson ».
Le 7 février, Dieudonné est relaxé à la suite de la diffusion sur Internet d'une vidéo dans laquelle il évoquait « la puissance du lobby juif » et appelait entre autres à la libération d'Youssouf Fofana ; sans se prononcer sur les propos eux-mêmes, la cour estime qu'il est impossible de prouver que l'humoriste est à l'origine de la mise en ligne de cette vidéo. L'UEJF annonce son intention de faire appel.
Le 12 février, Le Canard enchaîné révèle l'état de l'enquête en cours sur les biens de Dieudonné : il ressort que l'humoriste, régulièrement présenté comme insolvable et qui lance de fréquents appels aux dons à l'attention de ses partisans, est en réalité à la tête d'un patrimoine considérable. Contrairement à ce qui avait été annoncé dans un premier temps, une partie des biens de Dieudonné sont à son nom, dont sa vaste propriété du Mesnil-Simon qu'il possède en indivision avec sa première épouse, ainsi que divers véhicules. Les Productions de la Plume sont bien détenues, à parts égales, par la compagne et la mère de Dieudonné, afin de « mettre hors d'atteinte de ses créanciers le produit de ses spectacles » ; la justice enquête cependant sur divers transits de fonds via cette société de production. L'article conclut que l'humoriste a organisé de manière « grossière » son insolvabilité, tout en faisant, via ses appels aux dons, payer ses impôts par son « fan-club »,,,,.
En mars 2014, il est annoncé que Dieudonné a commencé à régler les amendes auxquelles il avait été condamné, et dont le montant total, sur plusieurs années, est estimé à 65 000 euros.
Le même mois, Dieudonné dépose deux plaintes devant la Cour de justice de la République pour injures et diffamation contre le Premier ministre Manuel Valls et son successeur au ministère de l'Intérieur Bernard Cazeneuve. Elles sont finalement classées sans suite à la mi-mai. La plainte déposée par Dieudonné contre Manuel Valls devant la CJR, au début de janvier, pour diffamation, avait connu le même sort à la mi-mars,.
En septembre, il est visé par une enquête préliminaire pour apologie d'actes de terrorisme (délit passible de cinq ans de prison) à la suite de l'une des vidéos publiées sur sa chaîne YouTube. Dans cette vidéo intitulée «Feu Folley», et qui commence par les images de la décapitation de James Foley par l'État islamique, Dieudonné ironise sur la mort du journaliste en la comparant à celles de Saddam Hussein ou Kadhafi qui n'ont, selon lui, pas ému « la mafia des Rothschild » et met en parallèle l'EI et la révolution française, déclarant que « la décapitation symbolise le progrès, l'accès à la civilisation » ; il tourne également en dérision les « pleurnicheries » des proches de la victime, qu'il appelle à se « détendre »,,,. À la suite de cette publication, YouTube supprime la chaîne de Dieudonné pour « cas graves ou répétés de non-respect du règlement de la communauté et/ou des réclamations pour atteinte aux droits d'auteur » : Dieudonné fait alors héberger ses vidéos sur Rutube, l'équivalent russe de YouTube. L'affaire est finalement classée sans suite en février 2015, la justice estimant que le fait de minimiser des actes de terrorisme n'équivalait pas à une valorisation de ceux-ci. Dieudonné rouvrira plus tard une nouvelle chaîne sur YouTube.
En septembre 2014, les avocats de Dieudonné David de Stefano et Sanjay Mirabeau, publient un livre intitulé Interdit de rire dans lequel ils reviennent sur les affaires concernant leur client et affirment que la dette fiscale de ce dernier a été réglée auprès du Trésor public,.
Le 17 octobre 2014, le parquet annonce que Dieudonné est mis en examen depuis le 10 juillet pour fraude fiscale, blanchiment et abus de biens sociaux : la procédure porte sur les sommes transférées au Cameroun, le rachat d'une propriété de Dieudonné par la société de production de sa compagne, ainsi que l'origine des sommes en liquide trouvées au domicile de l'humoriste.
En octobre 2014, Dieudonné porte plainte pour diffamation contre Roger Cukierman, président du CRIF, qui l'avait qualifié de « professionnel de l'antisémitisme ». Celui-ci réagit en se disant « fier » de sa mise en examen. Dieudonné est finalement débouté en juillet 2016.
En janvier 2015, au moment des attentats islamistes en France, Dieudonné et Alain Soral relaient chacun sur leurs pages Facebook des articles commentant les évènements selon une logique complotiste. Après les manifestations des 10 et 11 janvier, Dieudonné poste sur Facebook et Twitter des statuts commentant avec ironie les défilés, auxquels il indique avoir participé, et concluant « Sachez que ce soir, en ce qui me concerne, Je me sens Charlie Coulibaly », faisant allusion à la fois à l'attentat contre Charlie Hebdo et au terroriste Amedy Coulibaly, auteur de l'attentat antisémite de la porte de Vincennes. Une partie des internautes fans de Dieudonné réagit assez défavorablement aux propos de ce dernier,. Le ministre de l'Intérieur Bernard Cazeneuve dénonce quant à lui une « abjection » et demande que soient étudiées les suites pouvant être données à l'affaire ; le parquet annonce ensuite l'ouverture d'une enquête pour « apologie du terrorisme ». Le Premier ministre Manuel Valls déclare un peu plus tard à la sortie de l'audience solennelle de rentrée de la Cour de cassation, que « le racisme, l'antisémitisme et l'apologie du terrorisme ne sont pas des opinions ». Dieudonné réagit en publiant sur Internet une lettre adressée à Bernard Cazeneuve et déplorant que l'on cherche à l'interdire et qu'on le « considère comme un Amedy Coulibaly », alors qu'il ne cherche « qu'à faire rire, et à faire rire de la mort » et qu'il n'est « pas différent de Charlie ».
Le 14 janvier 2015, Dieudonné est interpellé dans sa résidence du Mesnil-Simon par la Brigade de répression de la délinquance contre la personne (BRDP), puis placé en garde à vue. Il est ensuite renvoyé en correctionnelle,.
Cette procédure contre Dieudonné est lancée dans un contexte où plusieurs dizaines de personnes sont poursuivies en France pour apologie du terrorisme à la suite des attentats de janvier 2015. Divers commentateurs s'interrogent alors sur la pratique française en matière de liberté d'expression, faisant un parallèle entre les propos de Dieudonné et la ligne éditoriale de Charlie Hebdo,,. Le Monde rappelle que le cas Dieudonné pose la question non seulement des limites de la liberté d'expression, mais de celles de l'humour : si la loi française permet de se moquer d'une religion, elle interdit d'appeler ouvertement à la haine, y compris sous prétexte d'humour, ce qui explique que Dieudonné, qui se situe entre l'humour et le militantisme, est plus fréquemment condamné que Charlie Hebdo. Le Canard enchainé souligne quant à lui qu'« il n'y a pas “deux poids, deux mesures” entre un Charlie Hebdo qui serait autorisé à caricaturer et Dieudonné qui serait interdit de rire des Juifs », et rappelle au passage que Charlie Hebdo a été davantage poursuivi que Dieudonné : pour l'hebdomadaire satirique, il y a « une sacrée nuance » dans le fait que Charlie Hebdo, au contraire de Dieudonné, n'a jamais été condamné pour « une quelconque sortie raciste ou l'apologie d'un crime », et l'on ne saurait « faire l'amalgame entre liberté d'expression et expression antisémite ».
Aux États-Unis, où le 1er amendement de la Constitution garantit une liberté d'expression absolue (autorisant les propos racistes, nazis, blasphématoires…), divers commentateurs jugent que les poursuites contre Dieudonné risquent de s'avérer contre-productives en lui faisant de la publicité. L'avocat Emmanuel Pierrat, interrogé par Le Dauphiné libéré rappelle qu'en France, « la liberté d'expression a des limites. Quand, dans ses délires idéologiques, Dieudonné dérape et s'attaque à des personnes, ses propos tombent sous le coup de la loi » : il émet cependant des doutes sur l'issue de la procédure en raison de l'ambiguïté de la formule utilisée par Dieudonné, et regrette la précipitation du parquet à juger ce type d'affaires.
Le 22 janvier, Dieudonné publie une vidéo dans laquelle il explique avoir voulu se livrer à « une saillie drolatique » et exprimer « une parole de paix dans une période de guerre », comme s'il avait dit se sentir « américano-vietnamien » pendant la guerre du Viêt Nam. Le 28 janvier 2015, devant la dix-septième chambre du tribunal correctionnel de Paris, Dieudonné comparaît pour des propos tenus dans son spectacle le Mur. Il déclare que : « La Shoah est un crime contre l'humanité […]. Je le dis très clairement, je ne suis pas antisémite, parce que ça n'est pas drôle d'être antisémite ». Le 4 février, lors de son procès en correctionnelle, il assume sa formule et se dit incompris, précisant avoir voulu dépasser la logique « des gentils et des méchants ».
En mars 2015, Dieudonné est condamné à deux reprises en l'espace de 48 heures : tout d'abord à deux mois de prison avec sursis pour son commentaire sur les attentats de janvier, puis à une amende pour les propos tenus dans Le Mur.
Le 20 janvier 2017, la cour d'appel de Liège confirme un jugement précédent rendu par défaut et le condamne à deux mois de prison ferme et neuf mille euros d'amende pour des propos antisémites et révisionnistes tenus à Herstal lors d'un spectacle en mars 2012.
À la suite de la mise en examen de Dieudonné pour fraude fiscale et abus de biens sociaux en juillet 2014 par le juge Renaud Van Ruymbeke, celui-ci clôt son enquête le 27 juin 2017. Cette enquête révèle que Dieudonné et sa compagne Noémie Montagne, gérante des « Productions de la plume », sont « soupçonnés d'avoir détournés à leur profit une partie des recettes non comptabilisées des spectacles et d'avoir cherché à échapper au paiement de l'impôt de solidarité sur la fortune (ISF), qui s'applique aux patrimoines supérieurs à 1,3 million d'€ ».
Lors d'une perquisition menée au début de 2014 dans leur propriété, les policiers avaient saisi « des piles d'enveloppes remplies de billets de 5 à 500 € dans des coffres forts pour un montant total de 657 220 € ». Les policiers sont aussi remontés vers un compte bancaire en Suisse, qui « a permis au couple de s'offrir un bateau de plaisance en partie financé par un virement de 26 625 € alimenté par les recettes des Productions Plume ». Questionné, le producteur helvétique de Dieudonné, titulaire du compte, a expliqué aux enquêteurs qu'il reversait de 40 à 50 % des recettes à la société des Productions de la Plume, et ce de 2006 à 2013 ; depuis 2013 en revanche, c'est à l'un des fils de Dieudonné, Merlin, qu'il devait reverser l'argent, sur un compte ouvert dans une banque de Singapour.
Les enquêteurs ont aussi découvert un « ancien compte en Belgique, utilisé pour financer partiellement l'achat d'une maison ». Entre avril 2009 et le 8 janvier 2014, Dieudonné et ses proches ont envoyé 670 000 € dont 565 000 € à l'étranger.
Le 30 novembre 2017, le juge Renaud Van Ruymbeke annonce que Dieudonné sera renvoyé devant le tribunal correctionnel sous l'inculpation de « fraude fiscale et blanchiment de fraude fiscale, ainsi que pour l'organisation frauduleuse de son insolvabilité ».
Il aurait ainsi détourné à titre personnel de fortes sommes de la société Les Productions de la Plume (dont il était gérant de fait entre 2009 et 2014), dissimulé les gains de la société, minoré les déclarations de TVA et surtout jamais déclaré le salaire personnel qu'il se versait. En outre, il aurait tenté de blanchir 569 353 € via des transferts vers des comptes de complaisance au Cameroun et en Chine. Enfin, à l'occasion des perquisitions les enquêteurs ont découvert à son domicile 650 000 € en liquide, et 461 000 € transférés clandestinement sur un compte occulte au Cameroun.
Le procès en première instance se tient en mars et avril 2019. Le 5 juillet 2019, le tribunal correctionnel le condamne à deux ans de prison ferme, à un an avec sursis et à 200 000 euros d’amende. La condamnation pour fraudes fiscales, blanchiment et abus de biens sociaux est confirmée en appel le 25 juin 2021. Il est précisé que cette peine sera aménagée en détention à domicile avec un bracelet électronique, en placement extérieur ou semi-liberté.

#### Activités militantes et entrepreneuriales
Dieudonné apporte son soutien au collectif « Jour de colère », qui défile à Paris le 25 janvier 2014 avec quelques-uns de ses partisans. Créé à l'automne 2013, celui-ci est majoritairement composé de groupuscules d'extrême droite.
Dieudonné ayant annoncé qu'il se rendrait au Royaume-Uni pour soutenir Nicolas Anelka après l'affaire de la « quenelle » effectuée par ce dernier, le Home Office fait savoir, le 3 février 2014, que l'humoriste est interdit d'entrée sur le territoire britannique ; cette décision peut être prise de manière discrétionnaire par le Home Office pour des raisons de politique publique ou de sécurité publique. Toute personne qui transporterait Dieudonné au Royaume-Uni est passible d'une amende de 10 000 livres,,.
Au printemps, le député belge Laurent Louis annonce qu'un « Congrès européen de la dissidence » — décrit dans la presse comme un « congrès antisémite » — se tiendra le 4 mai dans la région de Bruxelles-Capitale, avec la participation de Dieudonné et d'Alain Soral, mais aussi de personnalités comme Kémi Séba et l'essayiste antisémite Hervé Ryssen. La manifestation est finalement interdite par les autorités belges et, le jour de la réunion, les quelque 500 personnes présentes sur les lieux sont dispersées par la police,,,.
En juillet, dans le contexte de la guerre de Gaza de 2014, il organise une conférence en soutien de la cause palestinienne avec Marion Sigaut, Laurent Louis et Jacob Cohen.
Après un contentieux lors de l'été 2014 entre Alain Soral et Aymeric Chauprade, conseiller aux questions internationales de Marine Le Pen qui tente alors d'infléchir la ligne du FN sur le plan international dans un sens favorable à Israël, Alain Soral et Dieudonné annoncent conjointement en novembre 2014 la création d'un parti politique appelé « Réconciliation nationale ». Les deux hommes justifient cette démarche par le fait que « le Front national est entré dans le système après l'éviction de Jean-Marie Le Pen » ; et par « l'incroyable promotion » du Suicide français d'Éric Zemmour, publié un mois plus tôt. Marine Le Pen refuse de commenter sérieusement cette initiative, qu'elle assimile à « du folklore » et « de la pub ». Le 24 juin 2015, Alain Soral et Dieudonné figurent parmi la centaine d'invités conviés à l'anniversaire de Jean-Marie Le Pen, alors que Marine Le Pen et Marion Maréchal ont décliné l'invitation dans le contexte de sa mise à l'écart du Front national,. « Réconciliation nationale » naît officiellement en juillet 2015. Libération observe en mars 2016 que le projet « reste à cette heure lettre morte ».
À la rentrée 2014, Dieudonné soutient les campagnes de Farida Belghoul contre la « théorie du genre », en faisant la promotion de son initiative de « Journée de retrait de l'école ».
Par ailleurs, l'année 2014 est marquée par la désolidarisation de nombreux membres de la « dissidence », terme désignant en interne la mouvance constituée autour de Dieudonné et d'Alain Soral. Les polémiques internes à ce milieu sont notamment relayées sur Internet par Jérémie Maradas-Nado alias « Jo Dalton », ancien leader d'un groupe de « chasseur de skinheads » : ce dernier, qui avait un temps assuré la sécurité de l'humoriste, l'accuse désormais d'avoir « trahi la cause noire » en « s'alliant avec les fachos ».
Parallèlement, Dieudonné diversifie ses activités sur internet en lançant Quenel+, un site qui combine des aspects militants et commerciaux : on y trouve en effet, à côté d'articles satiriques ou politiques, des contenus relevant du « clickbait ». Quenel+ est animé par le dessinateur Noël Gérard dit « Joe le corbeau », et a pour « responsable de publication » le criminel incarcéré Germain Gaiffe,. Le site ferme en janvier 2016 sans explication, peu après l'annonce du retrait de Noël Gérard.
En 2014, Dieudonné a gagné un million et demi d'euros, soit trois fois plus qu'en 2013.
À la fin de février 2015, Dieudonné effectue un voyage à Téhéran ; il y rencontre à nouveau l'ancien président iranien Mahmoud Ahmadinejad, à qui il remet une « Quenelle d'or ».
Cette même année, Dieudonné est promu (peut-être à son insu) « guide honoraire de l'humanité » soit nouveau porte-parole du mouvement sectaire des Raëliens, qu'il avait précédemment accueilli dans son théâtre en 2009 pour qu'il puisse s'y exprimer,,,.
En août 2017, il annonce avoir reçu l'autorisation des autorités nord-coréennes pour organiser un « festival de la paix » dans le stade du Premier-Mai à Pyongyang le 9 septembre.
Il apporte son soutien au mouvement des Gilets jaunes et participe à certaines manifestations. Pour l’acte VI du mouvement, certains manifestants entonnent, sur les marches du Sacré-Cœur, sa chanson « Manu la sens-tu… », et font le signe de la « quenelle ».
Le 10 octobre 2020, en pleine pandémie de Covid-19 en France, il organise un spectacle clandestin à Geispolsheim sans respect des précautions sanitaires où il incite les spectateurs à se « rendre au commissariat afin de contaminer les fonctionnaires de police ». À la suite de cet événement, la préfète du Bas-Rhin porte plainte[réf. souhaitée].

##### Assurance et crédit
Dieudonné lance à l'été 2014, avec l'ex-député belge Laurent Louis, un projet d'assurance baptisée l'« Ananassurance » (par référence à sa chanson Shoananas), destinée à devenir le bras financier de la « dissidence », et visant à concurrencer les grands assureurs en promettant des réductions pour les souscripteurs. Mi-avril 2015, Laurent Louis se retire cependant du projet en accusant Dieudonné d'avoir fait du projet une « pompe à fric ». Lancée début 2016 et dirigée par Noémie Montagne, elle connaît un succès notable : au printemps, Dieudonné et son équipe revendiquent plus de 5 000 clients signataires et 140 000 prospects intéressés. Pour Slate et Rue89, l'Ananassurance n'est en fait pas une assurance mais « un simple cabinet de courtage, avec des produits I.A.R.D. (Incendie, accident, risque divers) classiques », « qui propose un simple service de comparateur de prix ». L'équipe de l'Ananassurance, qui emploierait dix personnes à temps plein, indique que la société passera au statut de compagnie d'assurance après « l'atteinte de la taille critique de 70 000 clients ». Dieudonné annonce qu'il redistribuera une partie des profits à des organisations dont l'objet est de favoriser « la paix » ou d'aider les moins privilégiés ; il promet notamment un million d'euros pour la bande de Gaza, mais accorde finalement un million de francs CFA, soit 1 500 euros. En avril 2016, il lance également l'Ananacrédit, un service d'expertise de crédit immobilier qui propose de détecter les erreurs de calcul dans les contrats de prêt immobilier ; la société est associée à Humania Consultants, l'un des principaux acteurs du marché, et connaîtrait elle aussi un certain succès.

##### Cryptomonnaie le Sestrel
Le 15 décembre 2019, Dieudonné annonce lancer une cryptomonnaie nommée le Sestrel. En août 2020, le magazine Capital.fr explique qu'il a reçu 40 000 € grâce à cette opération. Dieudonné présente le sestrel comme un monnaie patriotique, et une forme de nouveau franc. Plusieurs spécialistes parlent d'arnaque.

##### 2016: candidat à l'élection présidentielle au Cameroun
En décembre 2016, il annonce qu'il sera candidat à l'élection présidentielle camerounaise de 2018, non « pas contre l'actuel président (Paul Biya), ou son opposition, mais bel et bien contre la politique française en Afrique », précisant que c'est la candidature de Manuel Valls à l'élection présidentielle française qui le motive dans cette démarche. Lors du débat d'entre-deux-tours de la primaire citoyenne de 2017, Alain Soral et lui sont mis en cause par Manuel Valls : ils appellent alors à voter au second tour pour Benoît Hamon. Ce dernier réagit en dénonçant « une manipulation médiocre visant à diviser ceux qui ont pour adversaire le racisme et l'antisémitisme ».

##### 2017: candidat aux législatives dans l'Essonne
Lors des élections législatives de 2017, il se présente comme candidat-suppléant avec Nolan Lapie, jeune militant d'extrême droite s'étant fait connaître pour avoir giflé en public Manuel Valls, dans la 1re circonscription de l'Essonne où ce dernier est également candidat. Sur son tract de campagne, figure une citation attribuée à un journaliste de Radio J, Frédéric Haziza, déclarant que Dieudonné « n'est pas antisémite ». Haziza dément et porte plainte pour faux et usage de faux et dénonce « une entorse gravissime au Code électoral ». Dieudonné termine à la huitième place du premier tour (sur 22 candidats), recueillant 1 061 voix, soit 3,84 % des suffrages exprimés.

##### Lettre à Salah Abdeslam
Dieudonné tente de rencontrer en prison Salah Abdeslam, seul auteur survivant des attentats du 13 novembre 2015 à Paris. Il lui a envoyé un courrier en septembre 2017 expliquant écrire un livre, Comment arrêter les attentats en France ?, et disant : « Ce qui nous intéresse est de comprendre votre état d'esprit et les raisons qui vous ont poussé à agir […]. La violence est un mode d'expression qui surgit quand tous les autres ont échoué : l'attentat a pour but d'envoyer un message fort qu'on ne peut transmettre autrement. C'est en tout cas comme ça que nous le comprenons. En discutant avec vous, nous espérons mieux comprendre la profonde révolte qui vous habite et à laquelle la société reste sourde ». La demande de rencontre est rejetée par le juge d'instruction. Un avocat de victimes des attentats déclare : « Cette lettre nous pose un problème. Il y a une inversion des valeurs. L'humoriste présente le terroriste comme une victime de la société en état de légitime défense. À partir de cette analyse, on peut tout légitimer »,,.

#### Activités artistiques

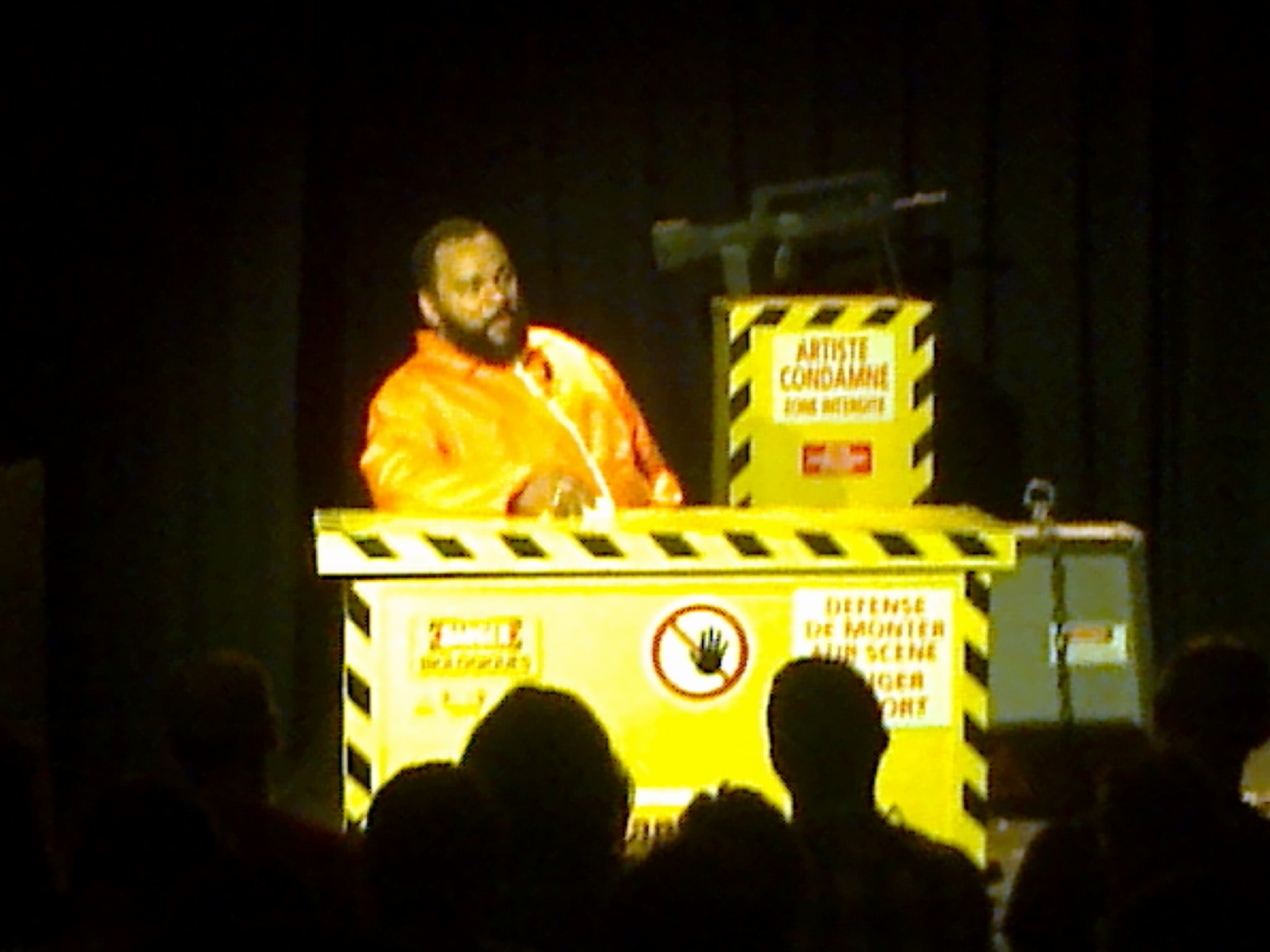
Dieudonné durant une représentation de La Bête immonde.

En juin 2014, Dieudonné interprète un nouveau one-man-show intitulé La Bête immonde, dans lequel il se présente déguisé en détenu du camp de Guantánamo et ironise sur le bras de fer qui l'a opposé aux autorités. Les thèmes abordés demeurent les mêmes que dans ses précédents spectacles, à savoir : les Juifs, auxquels il est fait de multiples références (mentionnant notamment Patrick Cohen et Pascal Elbé, tout en prenant plus de précautions que dans les précédents spectacles) ; la concurrence des mémoires (le commerce triangulaire est qualifié de « spécialité juive », et Dieudonné avance que l'esclavagiste juif a « mieux géré l'après-génocide que le nazi ») ; et l'homosexualité (l'humoriste se moque de Conchita Wurst et prévoit l'extinction de l'hétérosexualité en 2050).
Le 27 décembre 2014, il entame une nouvelle tournée en débutant par le Zénith de Nantes Métropole, suivi de plusieurs dates en France et à l'étranger. La tournée est cependant perturbée par la polémique liée aux déclarations de Dieudonné sur les attentats de janvier 2015 : dans plusieurs villes, l'humoriste doit intenter des actions en justice pour empêcher les pouvoirs publics ou les exploitants des salles d'annuler ses représentations.
Le 4 mars 2015, le tribunal de grande instance de Paris, saisi par la LICRA, interdit la commercialisation du DVD du spectacle Le Mur et prononce son retrait de la vente, jugeant certains passages constitutifs de provocation à la haine et à la violence envers les Juifs, apologie et contestation de crimes contre l'humanité (à propos de la responsabilité respective des Juifs et des nazis pendant la Seconde Guerre mondiale), apologie des délits et crimes de collaboration avec l'ennemi. L'avocat Mathieu Davy souligne qu'« il est très rare qu'une juridiction prononce une interdiction totale de diffusion, d'un film, d'un livre, ou d'un spectacle ». Dieudonné fait appel de cette décision.
En septembre 2015, cherchant une solution de repli en cas d'expulsion du théâtre de la Main d'Or, les Productions de la Plume louent pour deux ans une partie du site des anciens Ateliers Christofle à Saint-Denis en vue d'y organiser des spectacles, mais la société propriétaire annule le bail après avoir appris que Dieudonné devait en être le bénéficiaire. Celui-ci assigne les bailleurs en référé et organise dans le même temps une journée « de souvenir et de soutien » à la Main d'Or. Le 29 septembre, une dizaine de jours après l'échec de l'emménagement à Saint-Denis, la justice ordonne l'expulsion du théâtre de la Main d'Or de Dieudonné, qui fait appel. Le 9 octobre 2015, le tribunal de grande instance de Bobigny rejette le référé de Dieudonné concernant son bail à Saint-Denis. Dieudonné continue en 2016 de se produire au théâtre de la Main d'Or.

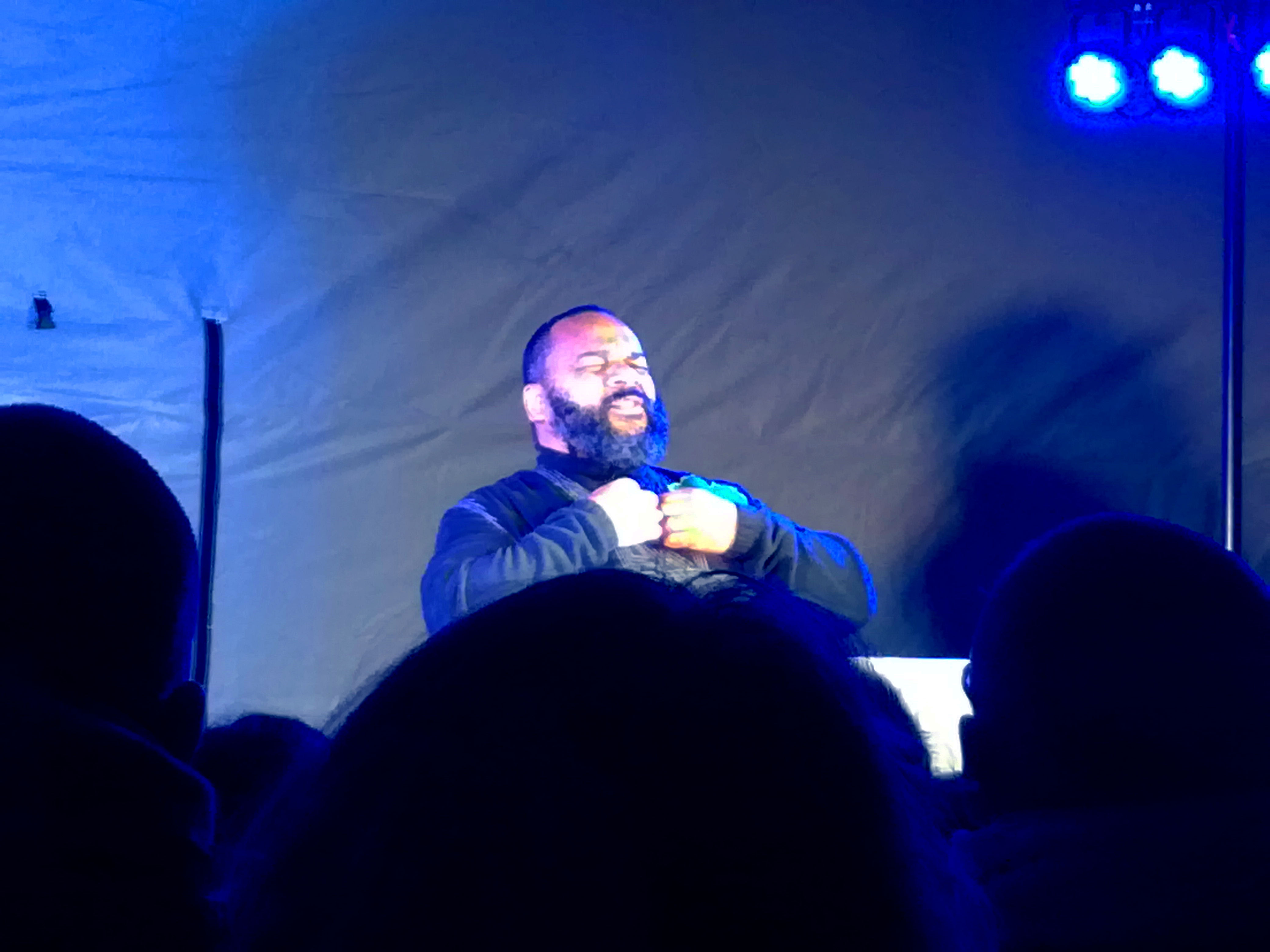
Dieudonné (spectacle En Vérité), aux Iffs, près de Rennes, en 2019.

En 2016, son nouveau spectacle intitulé « En paix » correspond, selon Dominique Albertini et David Doucet, à « un changement de stratégie » en « évita[nt] tous les sujets polémiques abordés dans les précédentes créations. La « paix », tel est même devenu le nouveau mot d'ordre de l'humoriste, préoccupé avant tout de remplir les salles et de préparer, assurent d'anciens proches, un futur exil camerounais ». En janvier, après avoir vu son spectacle annulé en Thaïlande, il est arrêté par les autorités à l'aéroport d'Hong Kong, où il devait donner deux représentations de ce nouveau spectacle. Sur place, plusieurs membres de la communauté juive s'étaient mobilisés pour l'en empêcher. En novembre, en marge d'un spectacle au Zénith de Toulouse, il accorde un entretien dans lequel il confie son vœu de retourner à la « normalité » et annonce qu'il se rendra plus souvent au Cameroun à partir de fin 2017.
Le 8 novembre 2017, la cour d'appel confirme l'expulsion de Dieudonné du théâtre de la Main d'Or tout en condamnant la société titulaire du bail, Bonnie Productions, à payer aux propriétaires 280 660 euros d'arriérés locatifs. Le même jour, il est également condamné en appel à deux mois de prison avec sursis pour des propos jugés antisémites tenus en 2014 lors d'un de ses spectacles.
Le 15 novembre 2018, la mairie de Montreuil ferme par arrêté un local privé dans lequel Dieudonné se produisait clandestinement depuis la mi-octobre. À partir de juillet 2019, il se produit dans un autocar transformé en salle de spectacle appelé le « Dieudobus » : dans ce véhicule stationné sur un parking loué à la mairie de Paris, il se produit deux fois par soir à raison de 60 spectateurs par séance. En septembre 2019, il commence avec ce même bus une tournée à travers toute la France.
En janvier 2021, Dieudonné fait une offre pour racheter le théâtre parisien de la Comédie italienne.

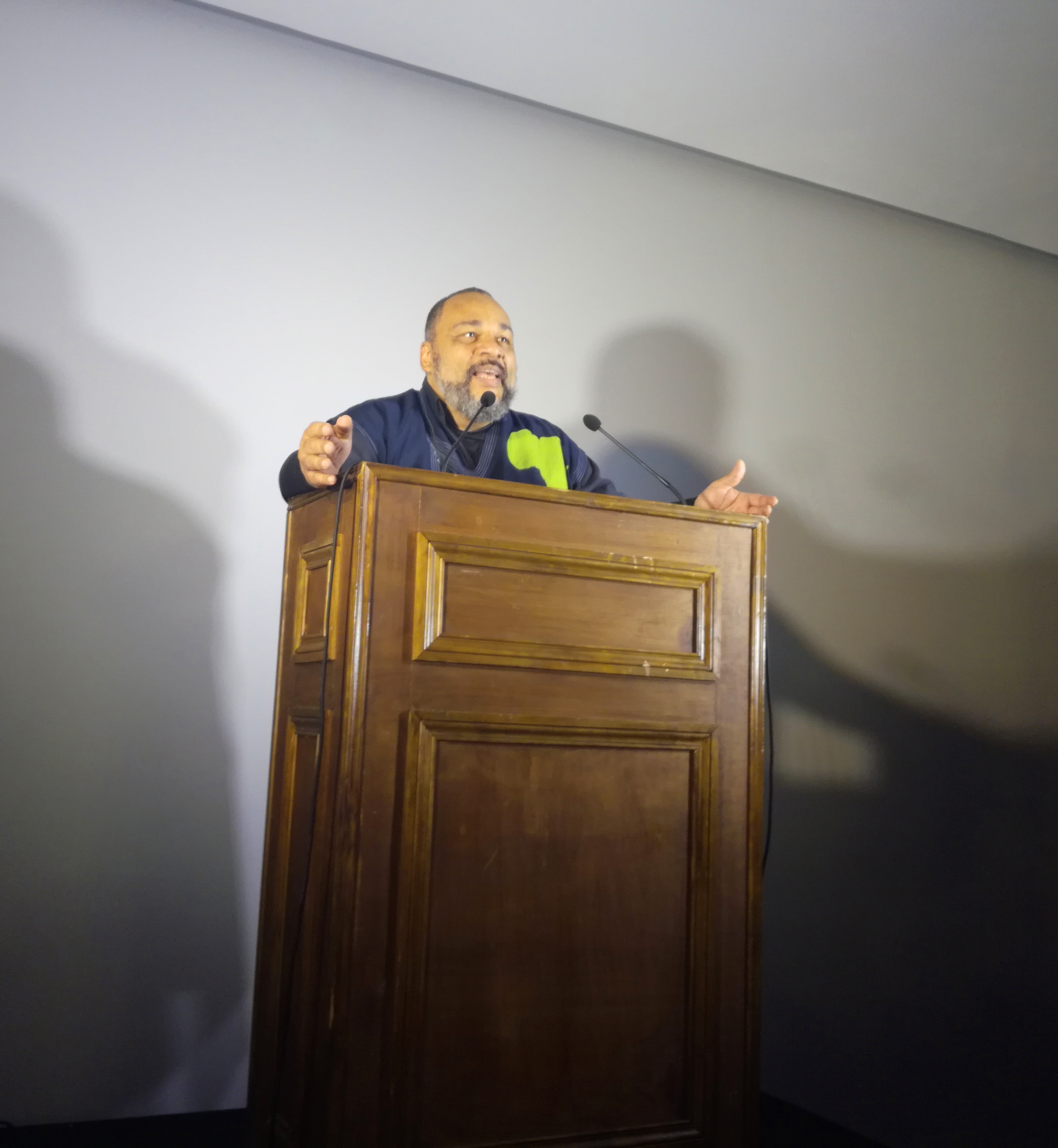
Dieudonné (spectacle Foutu pour Foutu), près de Lorient en 2023.

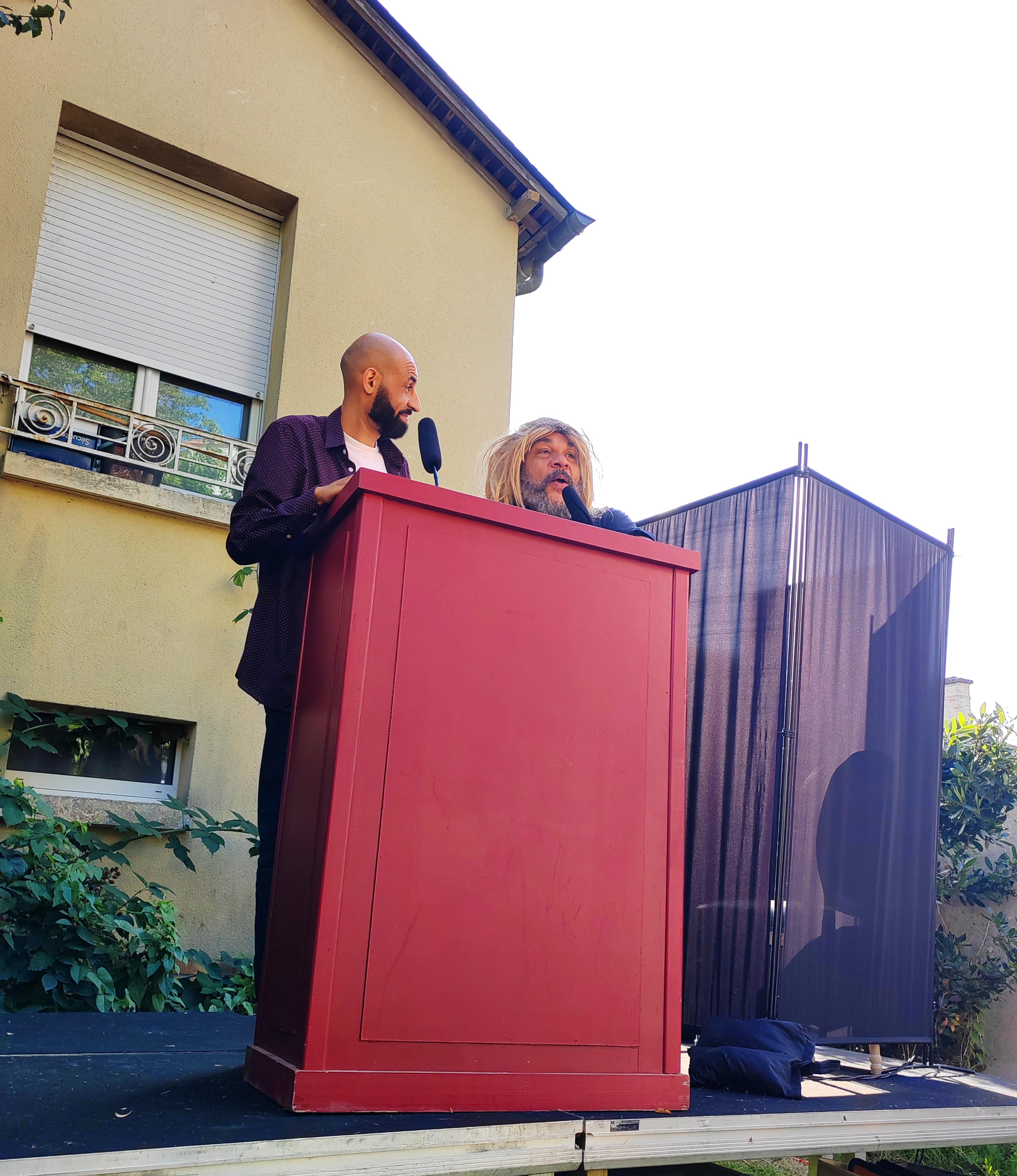
En duo avec Djamel à Rennes le 27 juillet 2024

#### Bannissement de plateformes en ligne en 2020
Le 30 juin 2020, YouTube supprime sa page, invoquant des infractions répétées à son règlement. Il est ensuite banni de trois nouvelles chaînes ouvertes à la suite de cette première fermeture. Dieudonné se replie alors vers la plate-forme payante Vimeo, qui ferme également son compte. Le 3 août, ses comptes Facebook et Instagram sont également définitivement suspendus en raison du « contenu se moquant des victimes de la Shoah » et des « termes déshumanisants à l'encontre des Juifs ». Le 12 août, c'est au tour de son compte TikTok de subir le même sort,.
Dans le même temps, à l'instar de son comparse Alain Soral exclu de YouTube, diverses mouvances d’extrême droite sont chassées des grands réseaux sociaux et se réfugient sur d’autres réseaux à la politique de modération plus souple. Dieudonné essayerait ainsi « de basculer sur Telegram depuis qu’il a perdu sa chaîne YouTube ». Les effets de ces bannissements, qui font suite à des mobilisations croissantes contre la haine en ligne, sont discutés, notamment par Jack Dion, directeur adjoint de la rédaction de l’hebdomadaire Marianne ; celui-ci estime ainsi que « les GAFAM jouent les inquisiteurs et font un joli cadeau à Dieudonné et Soral ».

#### Demande de pardon à ses «compatriotes de la communauté juive» en janvier 2023
Le 10 janvier 2023, Dieudonné publie une lettre dans Israël Magazine. Il déclare notamment dans cette lettre : « Je demande pardon à toutes celles et tous ceux que j'ai pu heurter, choquer, blesser au travers de certaines de mes gesticulations artistiques. Je pense notamment à mes compatriotes de la communauté juive, avec lesquels je reconnais humblement m'être laissé aller au jeu de la surenchère ». Il annonce également prendre bientôt sa retraite au Cameroun. Le président du CRIF Yonathan Arfi et l'UEJF doutent de la sincérité de Dieudonné. D'après un ancien proche de Dieudonné, il a toujours à ce moment un portrait du maréchal Pétain dans son salon.
Fin juillet, un entretien dans le journal d'extrême droite Rivarol fait douter de la sincérité de ce repentir. Il s'en prend de nouveau à la communauté juive et à la communauté LGBTI, déclarant que la communauté juive « ne pardonne pas » et a « une telle maîtrise du vice et de la corruption qui fait que toute organisation de résistance sera vérolée, neutralisée » et se déclarant satisfait de l'interdiction de l'homosexualité au Cameroun.

### Vie privée

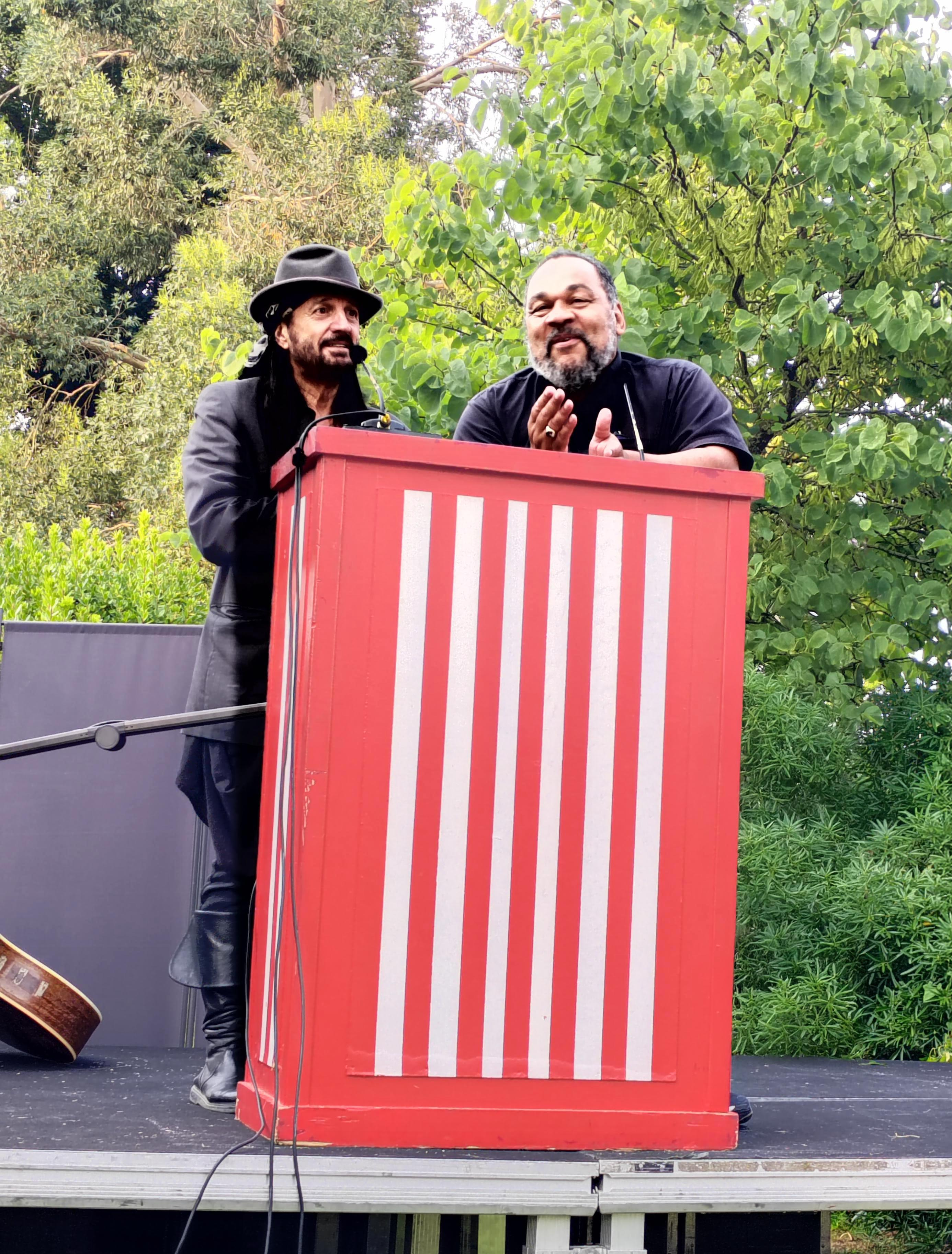
Avec Francis Lalanne le 8 août 2025, près de Rennes.

Dieudonné est issu d'une fratrie de 19 frères et sœurs (lui inclus). Il rencontre sa première femme, Marine Lutinier, quand il a 23 ans. Ils ont quatre enfants. Le couple s'est séparé dans les années 2000. En 2023, elle l'accuse de « dégradations morales constantes » et d'avoir déscolarisé deux de leurs enfants à 13 et 14 ans en faisant croire aux autorités françaises qu'ils étaient scolarisés au Cameroun. Elle dit avoir fait dix ans de thérapie à la suite de leur divorce.
L'humoriste a ensuite continué sa vie avec Noémie Montagne, rencontrée en 2006 ou 2007, qui est également sa productrice, avec laquelle il a quatre enfants,,. Noémie Montagne figure en 4e position sur la liste antisioniste présentée par Dieudonné aux élections européennes de 2009. La même année, elle devient gérante et coactionnaire à 50 % des Productions de la Plume, la société qui organise les spectacles de Dieudonné. L'autre associé est Pierre-Yves Parrinet, le producteur historique de Dieudonné, qui abandonne sa fonction deux ans plus tard. Arthur, le fils aîné de Noémie Montagne, anime la communauté en ligne des fans de Dieudonné. Benjamin, le frère de Noémie Montagne, gère quant à lui la logistique des tournées. Dieudonné et Noémie Montagne — cette dernière ne fait que de rares apparitions publiques — laissent filtrer peu d'éléments sur leur vie privée, comme sur leur statut conjugal mais Noémie Montagne indique plus tard qu'elle essayait de le quitter depuis 2010. En juillet 2012, le couple diffuse des images de son mariage religieux, sans que l'on sache si cette cérémonie est authentique ou non,. En octobre 2022, Noémie Montagne, qui a quitté Dieudonné en 2017, porte plainte contre lui pour « escroquerie » et « harcèlement ». Elle réitère début 2023 pour notamment « détournements d'actifs d'une société » ; elle qui a été en 2019 « condamnée à 18 mois de prison avec sursis pour des délits financiers et fraude fiscale », dénonce en outre des « violences psychiques », une « emprise » sur elle de l'humoriste et une « organisation sectaire » placée autour de lui,.
À la mort de son père, Dieudonné a été intronisé chef de sa famille camerounaise, qui compte plus de cent membres. Il fait plusieurs séjours par an au Cameroun, où il a investi une partie de son argent et où il a notamment créé la société Ewondo Corp, spécialisée dans l'importation de lubrifiants automobiles en provenance de Dubaï.
Dieudonné est par ailleurs ceinture noire de judo, musicien — il pratique le saxophone et le clavier, — et amateur d'échecs.

## Résultats électoraux
Depuis 1997, Dieudonné s'est présenté sous différentes étiquettes à plusieurs scrutins électoraux, sans jamais obtenir de mandat.

### Élections législatives
| Année | Circonscription                           | 1er tour | 1er tour | Rang        | Étiquette          |
| Année | Circonscription                           | Voix     | %        | Rang        | Étiquette          |
| ----- | ----------------------------------------- | -------- | -------- | ----------- | ------------------ |
| 1997  | deuxième circonscription d'Eure-et-Loir   | 3 145    | 7,74     | 4e (sur 8)  | divers gauche      |
| 2002  | huitième circonscription du Val-d'Oise    | 523      | 2,18     | 7e (sur 19) | divers gauche      |
| 2012  | deuxième circonscription d'Eure-et-Loir   | 436      | 1,14     | 7e (sur 15) | Parti antisioniste |
| 2017  | première circonscription de l'Essonne     | 1 061    | 3,84     | 8e (sur 22) | divers             |
| 2024  | première circonscription de la Guadeloupe | 241      | 1,03     | 8e (sur 11) | France libre       |

### Élections régionales
| Année | Région | Département  | 1er tour | 1er tour | Rang       | Liste         | Position sur la liste |
| Année | Région | Département  | Voix     | %        | Rang       | Liste         | Position sur la liste |
| ----- | ------ | ------------ | -------- | -------- | ---------- | ------------- | --------------------- |
| 1998  | Centre | Eure-et-Loir | 7 331    | 4,77     | 6e (sur 8) | Les Utopistes | 1er                   |

### Élections européennes
| Année | 1er tour | 1er tour | Rang         | Liste              | Position sur la liste |
| Année | Voix     | %        | Rang         | Liste              | Position sur la liste |
| ----- | -------- | -------- | ------------ | ------------------ | --------------------- |
| 2004  | 50 037   | 1,83     | 11e (sur 28) | EuroPalestine      | 3e                    |
| 2009  | 36 374   | 1,30     | 11e (sur 27) | liste antisioniste | 1er                   |
| 2024  | 5 474    | 0.02     | 25e (sur 38) | liste France libre | 3e                    |

## Procès
Dieudonné a connu de nombreux procès, dont la majorité concernent des affaires de diffamation ou d'injure. Jusqu'en 2006, date de sa première condamnation en première instance pour propos à caractère antisémite, Dieudonné se flattait d'être relaxé dans la plupart des cas. Depuis, il a été condamné à plusieurs reprises pour des propos racistes visés par la loi du 29 juillet 1881.

### Procès intentés contre Dieudonné

#### Condamnations
- En 2000, il est condamné pour injure envers Patrick Sébastien[644], qu'il avait traité de « con » à la suite de la chanson Casser du Noir dans laquelle l'animateur parodiait Jean-Marie Le Pen[645].
- En 2007, il est condamné à 3 000 € d'amende, 1 500 € de dommages-intérêts et 3 000 € au titre des frais de justice pour diffamation envers Arthur, pour avoir notamment déclaré que ce dernier finançait l'armée israélienne « qui n'hésite pas à tuer des enfants palestiniens »[646].
- En février 2007, la cour de cassation casse et annule partiellement deux précédents rejets de l'action civile de la LICRA envers Dieudonné, jugeant que les propos de ce dernier, « Pour moi, les Juifs, c'est une secte, une escroquerie », tenus en février 2002 dans un entretien pour magazine Lyon Capitale, sont constitutifs d'injure raciale : l'affaire est renvoyée devant la cour d'appel de Versailles[645],[647], laquelle est obligée de se conformer à la décision de l'assemblée plénière[648].
- Après une condamnation en première instance en mars 2006, la cour d'appel confirme le 15 novembre 2007 sa condamnation pour « provocation à la discrimination, à la haine ou à la violence raciale ou religieuse », et lui inflige 5 000 € d'amende pour avoir comparé en 2004 les Juifs à des « négriers » et à des trafiquants d'esclaves[644],[645].
- La cour d'appel de Paris confirme le 26 juin 2008 sa condamnation à 7 000 € d'amende pour avoir assimilé en 2005 la commémoration de la Shoah à de la « pornographie mémorielle »[644].
- En février 2009, il est condamné par défaut par la cour supérieure du Québec à 75 000 $ de dommages-intérêts, pour diffamation envers Patrick Bruel : dans un entretien accordé à La Presse, il avait entre autres traité le chanteur de « militaire israélien » et affirmé qu'il soutenait les bombardements de l'armée israélienne au Sud-Liban[649]. L'avocate de M'Bala M'Bala a subséquemment demandé le retrait du jugement en raison de l'absence de compétence des tribunaux québécois. La cour a rejeté une demande préliminaire, et la procédure à dû être débattue durant une audience en rétractation[650].
- Il est condamné en mars 2009 à verser 2 000 € de dommages-intérêts et 1 000 € d'amende pour diffamation envers la journaliste Élisabeth Schemla[651].
- Le 27 octobre 2009, il est condamné pour injures antisémites à 10 000 € d'amende après avoir fait acclamer Robert Faurisson par la salle lors d'une de ses représentations et lui avoir fait remettre le « prix de l'insolence et de l'infréquentabilité » par un comédien déguisé en déporté juif[652],[645]. La condamnation est confirmée par la Cour d'appel de Paris le 17 mars 2011[244], et le pourvoi en cassation introduit par Dieudonné est rejeté en octobre 2012[245]. En novembre 2015, Dieudonné est débouté par la Cour européenne des droits de l'homme (CEDH), auprès de laquelle il contestait sa condamnation. La CEDH juge que l'humoriste ne s'est pas livré à « un spectacle […], même satirique ou provocateur » mais à « une démonstration de haine et d'antisémitisme », ainsi qu'à une « remise en cause de l'Holocauste »[653],[654], et qu'invoquer la liberté d'expression dans un tel cas relève de l'« abus de droit », la Convention européenne des droits de l'homme ne protégeant pas les spectacles antisémites et négationnistes[655].
- En 2010, il est condamné à 5 000 € d'amende plus 10 000 € de dommages-intérêts pour diffamation envers la LICRA qu'il avait qualifiée « d'officine israélienne », en la rangeant parmi les « associations mafieuses qui organisent la censure » et « nient tous les concepts du racisme à part celui qui concerne les Juifs »[656],[657],[658],[645].
- En novembre 2012 Dieudonné est condamné à 28 000 € d'amende pour « diffamation, injure et provocation à la haine raciale » dans deux vidéos publiées sur Internet, l'une concernant la chanson Shoananas, l'autre contenant la déclaration « les gros escrocs de la planète, ce sont des Juifs »[659],[645]. La condamnation est confirmée en appel le 28 novembre 2013[660].
- Le 12 février 2014, la justice le condamne à retirer deux passages de la vidéo 2014 sera l'année de la quenelle qu'il avait postée sur YouTube, la cour jugeant que les passages en question relèvent de la contestation de crimes contre l'humanité, de la diffamation raciale et de la provocation à la haine raciale et injure publique. Dieudonné est également condamné à verser 1 500 € à chacune des quatre associations plaignantes, ainsi qu'aux dépens[661],[662].
- Le 26 septembre 2014, la cour d'appel de Poitiers annule la condamnation de la société gérant le palais des congrès de La Rochelle, l'Espace Encan, à verser plus de 40 000 € à Dieudonné pour avoir annulé l'une de ses représentations en 2009[663]. De plus, elle condamne Bonnie Productions, la société de Dieudonné, à verser 5 000 euros à l'Espace Encan pour ses frais de justice. Pour la Cour, c'est à bon droit que « la réservation d'un spectacle dont une partie s'avérait une apologie publique du négationnisme » a été annulée[664].
- Dieudonné, ayant diffusé sur Internet une chanson intitulée Le Rat noir qui détournait L'Aigle noir de Barbara dont les paroles étaient modifiées et entrecoupées de commentaires grivois, est attaqué en justice par le neveu et ayant droit de la chanteuse. Ce dernier considère que cette chanson ne saurait être « considérée comme une parodie, notamment en raison de la violence des propos tenus », et que Dieudonné y vise notamment « la judéité de Barbara et celle de son père ». Le 15 janvier 2015, le Tribunal de grande instance de Paris, jugeant que ce détournement ne relève pas de la parodie mais de l'« intention de nuire », condamne Dieudonné, pour atteinte au droit moral de l'auteur, à retirer la chanson d'Internet et à verser à l'ayant droit 50 000 € à titre de dommages-intérêts, auxquels s'ajoutent 5 000 euros d'amende et les dépens[665],[666]. En mai 2015, il est condamné à payer 80 000 € supplémentaires pour n'avoir pas retiré du Web la vidéo de la chanson comme le tribunal le lui avait ordonné[667]. En juin 2015, la condamnation du TGI est confirmée par la cour d'appel de Paris[668].
- Le 16 janvier 2015, il est condamné à 6 000 € d'amende par le tribunal correctionnel de Paris, pour avoir lancé à la fin de 2013 un appel aux dons destiné à l'aider à payer ses diverses amendes[669]. L’avocat Avi Bitton avait auparavant révélé dans la presse que les appels aux dons de Dieudonné étaient illégaux en vertu d’une loi ancienne de 1881[670].
- Le 18 mars 2015, il est condamné à deux mois de prison avec sursis pour apologie d'actes de terrorisme pour avoir écrit sur Facebook « Je me sens Charlie Coulibaly »[545]. Le 17 mai 2016, la cour d'appel de Paris confirme la condamnation de Dieudonné pour « apologie du terrorisme », le condamnant à deux mois d'emprisonnement avec sursis et 10 000 € d'amende[671].
- Le 19 mars 2015, il est condamné à 22 500 € d'amende pour les propos visant Patrick Cohen dans le cadre de son spectacle Le Mur[546]. Le 14 avril 2016 la cour d'appel confirme en tous points les jugements et les condamnations rendus en première instance dans cette affaire et dans une affaire connexe[672].
- Le 25 novembre 2015, il est condamné par défaut à deux mois de prison ferme et 9 000 € d'amende par le tribunal correctionnel de Liège, après des propos jugés discriminatoires, antisémites, négationnistes et révisionnistes, lors d'un spectacle à Herstal le 14 mars 2012[673]. Il est en outre condamné à faire publier à ses frais l'intégralité du jugement de trente pages dans les journaux Le Soir et La Libre Belgique[674]. Il annonce vouloir faire opposition au jugement[675]. Le 20 janvier 2017, la cour d'appel de Liège confirme la condamnation de Dieudonné, à deux mois de prison ferme et 9 000 euros d'amende[676]. Le 7 juin 2017, la Cour de cassation valide sa condamnation après un pourvoi en cassation introduit en février 2017[677],[678].
- Le 10 décembre 2015, la cour d'appel de Paris condamne Dieudonné à 3 000 € d'amende pour injure publique à l'encontre de Manuel Valls[679].
- Le 10 mai 2016, il est condamné par le tribunal correctionnel de Paris à deux mois de prison avec sursis et 10 000 € d'amende pour un passage de son spectacle La Bête immonde[680], dans lequel il qualifiait les Juifs de « gens qui ont [en tant qu'esclavagistes] une certaine compétence dans le dressage de nègres […] [ce qui] tranche avec l'image qu'on nous a inculquée à l'école, à la maternelle, à la crèche, du Juif éternelle victime en pyjama à qui on a chouré un Picasso ». Le jugement est confirmé en appel le 8 novembre 2017, jour même de la confirmation de son expulsion du théâtre de la Main d'Or[681].
- Le 13 décembre 2016, Dieudonné est condamné par le tribunal correctionnel de Chartres à huit mois de prison avec sursis et 20 000 € d'amende, pour avoir tiré au Flash-Ball sur un huissier de justice[682] qui s'était présenté le 20 janvier 2014 à son domicile du Mesnil-Simon pour lui remettre des commandements de payer à la suite de ses précédentes condamnations[683],[684].
- Le 27 novembre 2019, il est condamné à 9 000 € d’amende pouvant se transformer en emprisonnement en cas de non-paiement, pour complicité d’injure à caractère antisémite, après la publication d’une vidéo et d’une chanson intitulées « C’est mon choaaa »[685]. La cour d'appel confirme ce jugement le 18 février 2021 et lui impose également de verser plusieurs milliers d'euros de dommages et intérêts ou frais de justice à sept associations antiracistes parties civiles[686].
- Le 10 septembre 2020, le polémiste est condamné à 10 000 € d'amende par le tribunal de Chartres pour les « propos injurieux à l’égard des juifs victimes de l’Holocauste », tenus en juin 2017 dans le cadre de son spectacle Le Bal des quenelles. Le tribunal l'a également condamné à verser 8 000 euros à chacune des deux associations qui s’étaient constituées partie civile[687],[688].
- Le 25 juin 2021, il est condamné à deux ans ferme pour fraude fiscale et abus de biens sociaux en appel, ainsi qu’à 200 000 euros d’amende, pour avoir détourné plus d’un million d’euros de recettes non comptabilisées de ses spectacles[689].
- Le 2 juillet 2021, il est condamné à 5 000 euros d’amende, 3 000 euros de dommages et intérêts et 2 000 euros de frais de justice pour injure publique envers Christian Estrosi[690]. Dans une autre affaire il est également condamné le même jour pour injure publique envers un fonctionnaire à 10 000 euros d’amende[690]. Et dans une autre affaire encore il est condamné pour « injure publique à caractère antisémite » et « contestation de crime contre l’humanité » à quatre mois de prison pour des vidéos publiées[690].
- Le 8 juillet 2021, il est condamné en Suisse, à « 180 jours-amende » à 170 francs le jour, soit 30 600 francs (28 200 euros) pour des propos négationnistes tenus par l’un de ses personnages lors d’un spectacle, et également pour injure envers l’association Coordination intercommunautaire suisse contre l’antisémitisme et la diffamation (Cicad). Le 15 mai 2022, la cour d'appel confirme le jugement[691], tout comme le fait, en dernière instance, le tribunal fédéral le 16 mars 2023[692].
- Il est jugé devant le tribunal correctionnel de Rennes en janvier 2024 pour recel de bien obtenu à l‘aide d’une escroquerie pour une affaire autour d’un spectacle organisé en Ille-et-Vilaine[693],[694]. Le parquet requiert huit mois de prison contre Dieudonné[695]. Le 22 janvier 2024, l'humoriste est condamné à 8 000 euros d’amende pour « recel de bien obtenu à l’aide d’une escroquerie »[696].

#### Relaxes
- En mars 2002, poursuivi par l'AGRIF pour avoir déclaré, dans France-Soir, « [les Noirs sont] considérés en France comme de grands enfants, des clowns pour le Blanc esclavagiste. […] Le Béké est fini… La survie ne tient que dans le métissage. Et moi, j'observe, avec le sourire, sa déchéance », Dieudonné est relaxé en appel après une condamnation en première instance[60].
- En juin 2004, poursuivi pour apologie du terrorisme pour avoir déclaré dans L'Écho des savanes « Ben Laden restera dans l'histoire, sa notoriété est internationale et indiscutable. Pour moi, c'est le personnage le plus important de l'histoire contemporaine […] Il est seul contre la plus grande puissance du monde », il est relaxé en appel[71].
- Poursuivi par la LICRA, l'UEJF et le Consistoire pour avoir interprété dans On ne peut pas plaire à tout le monde un colon juif criant « Isra-Heil ! », il est relaxé en première instance le 27 mai 2004, puis en appel le 7 septembre 2005, et enfin en cassation le 3 avril 2007[697],[698].
- Le 13 avril 2012, la LICRA est déboutée de sa procédure visant à faire interdire le film L'Antisémite. La cour, à laquelle le film n'a pas été communiqué et qui n'a pu statuer que sur la bande-annonce, juge que si « la plupart des images et propos peuvent être ressentis comme particulièrement choquants et provocateurs », il n'est pas établi que le film exprime « un négationnisme ou une provocation à la haine contre les Juifs », l'œuvre se présentant en outre comme humoristique et non comme « une thèse scientifique ou sérieuse ». La LICRA se dit néanmoins satisfaite, le site de Dieudonné ne proposant plus le DVD à la vente et se contentant de réserver le film à ses abonnés[699].
- Le 7 février 2014, poursuivi par l'UEJF après la diffusion sur Internet d'une vidéo dans laquelle il tenait des propos jugés antisémites, il est relaxé en première instance ; la cour, sans statuer sur le fond des propos, estime impossible de déterminer si la diffusion de la vidéo peut être imputée à Dieudonné lui-même[700].
- Le 20 juin 2014, le tribunal de grande instance de Paris rejette la demande de l'UEJF de retrait d'une vidéo de Dieudonné, vue plus de deux millions de fois sur YouTube et dans laquelle, en partant de propos tenus par Manuel Valls, il appelle les « non-Juifs » à se « révolter » et à se « mobiliser » contre l'occupation et la servitude qui seraient imposées par « les Juifs de France ». Le parquet s'était associé à cette demande. L'UEJF et l'association J'accuse demandaient par ailleurs à obtenir le texte du prochain spectacle de Dieudonné, dont il annonçait dans la vidéo incriminée le titre : « Incitation à la haine ». Les associations décident de faire appel[701].

#### Autres procédures en cours
Dieudonné est mis en examen pour fraude fiscale, blanchiment et abus de biens sociaux. Entre 2009 et 2014, lui et ses proches ont transféré 667 500 euros d’espèces en France, au Cameroun, en Chine, à Hong Kong, aux Émirats arabes unis, en Suisse et en Belgique. Une perquisition à son domicile a lieu en 2014, où 657 000 euros et 15 200 dollars en liquide ont été découverts et saisis. Ces sommes ne correspondent pas aux recettes déclarées de ses spectacles. Par ailleurs, il est noté qu'aucune caisse enregistreuse ne fonctionnait au Théâtre de la Main d'Or ou à l'entrée de ses spectacles en province. Les spectateurs ne pouvaient payer par carte bancaire, et la billetterie ne permettait aucune traçabilité des sommes engrangées. En outre, Bonnie M'Bala, la fille de Dieudonné qui tenait la caisse du Théâtre de la Main d'Or, ne tenait pas de livre de recettes. Christel Camus, une ancienne productrice des spectacles, évoque à ce sujet une « billetterie non officielle » qui avait permis, par exemple, de récolter 180 000 euros lors d’une tournée en province. Plusieurs mouvements suspects entre des comptes en Belgique et au Luxembourg, appartenant au polémiste, ont également été révélés.
Dieudonné est également visé par la plainte d'un ancien employé des Productions de la Plume qui l'accuse de violences et menaces. Son avocate annonce faire appel.
Le 14 janvier 2021, Dieudonné et son ex-compagne Noémie Montagne sont convoqués devant le tribunal, accusés d'escroquerie. Il leur est reproché d'avoir loué des salles sans déclarer qu'elles allaient servir à accueillir des spectacles. Ils ne se présentent pas au procès, prétendant ne pas avoir reçu l'information.
Le 24 janvier 2022, Dieudonné est mis en examen pour des propos jugés calomnieux après avoir accusé en 2020 Manuel Valls d'agression sexuelle à l'encontre d'une de ses élèves.
Le 30 septembre 2022, Dieudonné est condamné en première instance à 10 000 euros d'amende et 2 000 euros de dommages et intérêts pour une injure à caractère raciste qu'il avait adressée à l'écrivaine et actrice Rachel Khan dans une vidéo d'octobre 2020. Il fait appel de son jugement.
Le 25 octobre 2022, Noémie Montagne, son ancienne compagne, porte plainte contre lui pour « escroquerie » et « harcèlement ».
Le 28 juillet 2023, la Licra et l’UEJF annoncent porter plainte contre Dieudonné, suite à des propos jugés antisémites tenus dans le journal Rivarol.

### Procès intentés par Dieudonné

#### Procès gagnés
- Le 29 septembre 2005, il fait condamner Marc-Olivier Fogiel pour « injure raciale » après la diffusion, dans On ne peut pas plaire à tout le monde, d'un SMS le visant[708], rédigé par un assistant de l'animateur.
- En juillet 2008, il fait condamner Arthur pour injure publique après que ce dernier a déclaré, sur Europe 1, « Même les mecs du Front national ont honte que Dieudonné soit venu les voir, c'est-à-dire que même le Front national n'en veut pas, […] c'est bien la preuve que c'est la dernière des pourritures »[709].
- En décembre 2010, il fait condamner la ville de Genève après que celle-ci lui a refusé une salle pour « antisémitisme » ; le tribunal statue qu'il s'agit là d'une violation de la liberté d'expression[710].
- Le 31 août 2012, il fait condamner la municipalité de La Rochelle pour l'annulation en 2009 de la représentation de son spectacle J'ai fait l'con au palais des congrès de la ville[711].
- En juillet 2016, il fait condamner pour injure publique l'avocat Richard Malka, qui avait déclaré sur I-Télé que la place de l'humoriste était « dans un asile ». Richard Malka est cependant dispensé de peine ; il est condamné, en même temps qu'I-Télé, à verser un euro symbolique à Dieudonné[712].

#### Procès perdus
- En octobre 2007, il est débouté de sa plainte en diffamation contre la journaliste Anne-Sophie Mercier, auteur du livre La Vérité sur Dieudonné[713].
- En juin 2008, il est débouté de sa plainte en diffamation contre Julien Dray ; alors porte-parole du Parti socialiste, celui-ci avait reproché à Dieudonné d'avoir contribué à créer dans l'opinion un climat d'antisémitisme propice au meurtre d'Ilan Halimi. La cour estime « qu'il s'agit d'une opinion et d'un jugement de valeur subjectif »[714].
- En février 2016, Dieudonné, qui réclamait des dédommagements aux municipalités d'Orléans et de Tours en raison de l'annulation des représentations de son spectacle Le Mur en janvier 2014, est débouté par le Tribunal administratif d'Orléans[715].
- En avril 2016, Dieudonné est condamné à verser au total 5 000 euros de dommages-intérêts au Bien public et à l'Agence France-Presse pour deux procédures en diffamation relatives au geste de la quenelle, jugées abusives[716].
- Le 13 mai 2016, il est débouté de sa plainte en diffamation contre le président de la LICRA Alain Jakubowicz, qui avait décrit le geste de la « quenelle » comme un « salut nazi inversé signifiant la sodomisation des victimes de la Shoah »[524].
- Le 5 juillet 2016, il est débouté de sa plainte en diffamation contre le président du CRIF Roger Cukierman, qui l'avait qualifié de « professionnel de l'antisémitisme »[524].

## Spectacles
Dieudonné a plusieurs sociétés de productions (film, livre, spectacle, musique, etc.) dont "Les Productions de la Plume", "KAMDO Production" et bien d'autres.

### Avec Élie Semoun
- 1991 : Élie et Dieudonné
- 1996 : Élie et Dieudonné en garde à vue

### En solo
- 1997 : Dieudonné Tout Seul
- 2000 : Pardon Judas
- 2002 : Cocorico !
- 2003 : Le Divorce de Patrick
- 2004 : Mes Excuses
- 2005 : 1905
- 2006 : Dépôt de Bilan
- 2007 : Best-Of 1 : Le meilleur de Dieudo
- 2008 : Best-Of 2 : Le meilleur de Dieudo
- 2008 : J'ai fait l'con
- 2009 : Sandrine
- 2009 : Bal des Quenelles 2009
- 2010 : Mahmoud
- 2010 : Bal des Quenelles 2010
- 2011 : Rendez-nous Jésus !
- 2011 : Bal des Quenelles 2011
- 2012 : Foxtrot
- 2012 : Bal des Quenelles 2012
- 2013 : Le Mur
- 2013 : Bal des Quenelles 2013
- 2014 : Asu Zoa - (version originale / version remaniée du précédent spectacle, à la suite de son interdiction)
- 2014 : Bal des Quenelles 2014
- 2015 : La Bête Immonde
- 2015 : Bal des Quenelles 2015
- 2016 : En Paix
- 2016 : Les Médias
- 2016 : Bal des Quenelles 2016
- 2017 : Bal des Quenelles 2017
- 2017 : La Politique
- 2017 : La Guerre
- 2018 : L'Émancipation
- 2018 : Bal des Quenelles 2018
- 2019 : Bal des Quenelles 2019
- 2019 : En Vérité
- 2019 : Gilets Jaunes
- 2020 : Bal des Quenelles 2020
- 2020 : Finissons-en !
- 2021 : Hommage à Stéphane Blet !
- 2021 : Bal des Quenelles 2021
- 2022 : Atomic Power
- 2022 : Bal des Quenelles 2022
- 2022 : Foutu pour Foutu (avec J.M. Bigard)
- 2023 : Bal des Quenelles 2023
- 2023 : La Cage aux Fous avec Francis Lalanne
- 2023 : Lalanne chante l'Amour
- 2023 : Baroud d'Honneur
- 2023 : Sous Bracelet : un spectacle hors du commun
- 2023 : Petit Poney
- 2024 : Bal des Quenelles 2024
- 2024 : Spectacle contre la vie chère
- 2024 : Dieudonné sous emprise
- 2024 : Djamel et la bête
- 2025 : Bal des Quenelles 2025
- 2025 : Nouveau et dernier spectacle intitulé : Saperlipopette
- 2025 : Vendredi 13

### Auteur et metteur en scène uniquement
- 2006 : Émeutes en banlieue
- 2014 : Mariage pour tous[717]

## Filmographie

### Cinéma

#### Acteur
- 1997 : Didier d'Alain Chabat : un commentateur sportif, Jean
- 1997 : Le Déménagement d'Olivier Doran : Sam
- 1997 : Le Clone de Fabio Conversi : Léo
- 1998 : Le Derrière de Valérie Lemercier : Francis
- 1999 : Vive nous ! de Camille de Casabianca : Bruno
- 2001 : Philosophale de Farid Fedjer
- 2001 : Voyance et Manigance d'Éric Fourniols : le mage Alban
- 2001 : HS Hors Service de Jean-Paul Lilienfeld : Marchand
- 2002 : Astérix et Obélix : Mission Cléopâtre d'Alain Chabat : Caius Céplus
- 2003 : Raisons économiques (court métrage) de Patrice Jourdan et Sören Prévost : le grand chef
- 2003 : Les Clefs de bagnole de Laurent Baffie : lui-même
- 2004 : Les Onze Commandements de François Desagnat & Thomas Sorriaux : le Dieu de la blague
- 2004 : Casablanca Driver de Maurice Barthélémy : Bob Wise

#### Acteur, réalisateur et scénariste
- 2011 : L'Antisémite[Note 15]
- 2012 : Métastases[Note 15]

### Télévision
- 1991 : Marc et Sophie : apparition
- 1991 : Vivement lundi ! : apparition
- 1991 : Maguy : apparition avec Élie Semoun
- 1992 : Les Taupes-niveaux de Jean-Luc Trotignon : le propriétaire de la '4L'
- 1994 : L'Avis des bêtes : Une certaine idée de la France, France 2, avec Élie Semoun
- 1998 : Les 30 Dernières Minutes, de Kad et Olivier : lui-même
- 2002 et 2003 : Caméra Café de Bruno Solo, Yvan Le Bolloc'h et Alain Kappauf : Le boucher de Miami (2 épisodes)
- 2003 : Soyez prudents… de Lionel Gédébé : (apparition)

### Court métrage
- 1996 : Le Passager, de Dominic Bachy : Man

### Doublage
- 2004 : La Méthode Bourchnikov de Grégoire Sivan : Roman Goübrick

### Websérie
- 2011 : Les Douaniers : acteur et réalisateur. Vingt-quatre épisodes de cinq minutes environ.

## Discographie
- 1995 : J'm'en cure le zen (single sous le pseudonyme de Kent Master King, avec Alain Granat, chez EMI Group)
- 1996 : Le Chant du muet (chez EMI Group)
- 2006 : Petit Poney (single, chez Bonnie Productions)[718]
- 2006 : Le code noir de Dieudonné feat. Booba, Lino, Stomy Bugsy, Lady Laistee, Hamed Daye et Sofiane
- 2014 : Un vent nouveau (single, chez E-Quenelle)

## Publications
- Lettres d'insulte, illustrations de Tignous, Le Cherche midi, 6 février 2002, 153 pages  (ISBN 2-8627-4797-1).
- Peut-on tout dire ?, entretiens avec Dieudonné et Bruno Gaccio, recueillis par Philippe Gavi et Robert Ménard, Éditions Mordicus, 4 mars 2010, 100 pages  (ISBN 978-2-9184-1400-1).
- Yacht People (bande dessinée, scénario de Dieudonné et Alain Soral, dessins de Zéon) :
  - Tome 1 : Quenelle en haute mer, Kontre Kulture, 44 pages, 11 septembre 2012  (ISBN 978-2-3672-5007-6).
  - Tome 2 : Au-dessus c'est le soleil, Kontre Kulture, 44 pages, 15 avril 2014  (ISBN 978-2-3672-5048-9).
- Réponse à Éric Zemmour, préface de Stéphane Blet, AFNIL, 25 octobre 2021, 117 pages  (ISBN 978-2958043605).
- Bigard et Dieudo : Carnet de bord d'un spectacle interdit (inclus : texte intégral du spectable Foutu pour Foutu), AFNIL, 18 novembre 2022, 136 pages  (ISBN 978-2958590512).